# Musikjahr 1952
Liste der Musikjahre

◄◄ | ◄ | 1948 | 1949 | 1950 | 1951 | Musikjahr 1952 | 1953 | 1954 | 1955 | 1956 | ► | ►►

Weitere Ereignisse · Country-Musik
Dieser Artikel behandelt das Musikjahr 1952.

René Carol – Rote Rosen, rote Lippen, roter Wein (1952)

Al Martino – Here in My Heart (1952)

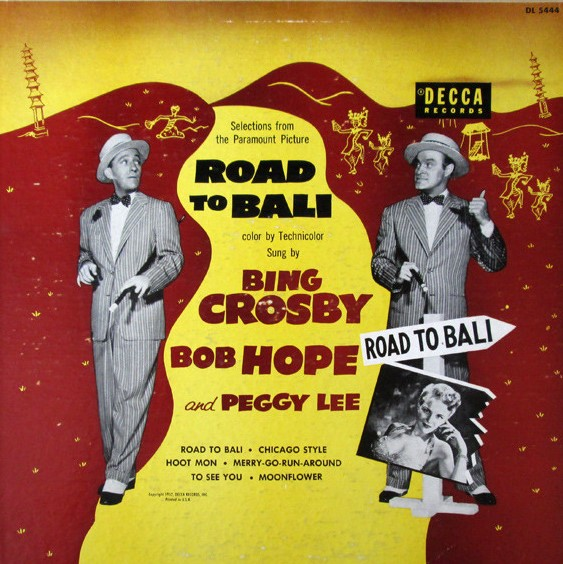
(Selections From The Paramount Picture) Road To Bali – Bing Crosby, Bob Hope und Peggy Lee (1952)

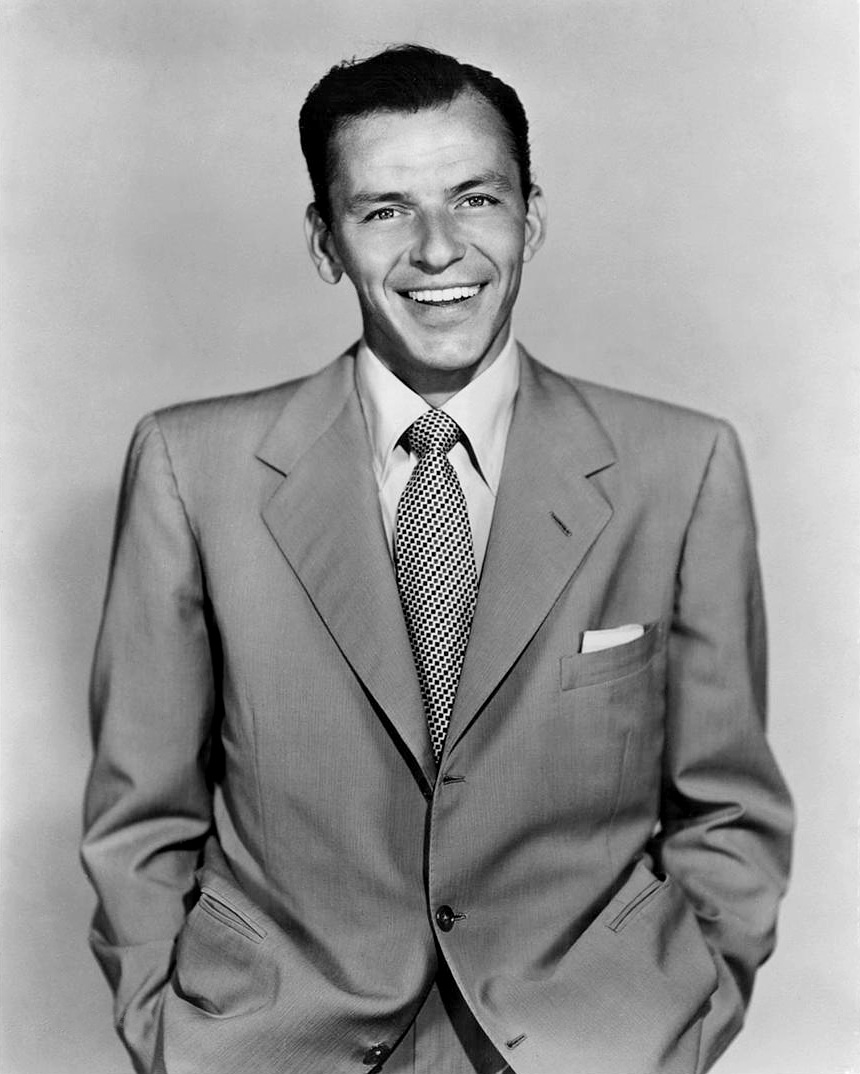
Frank Sinatra (1952)

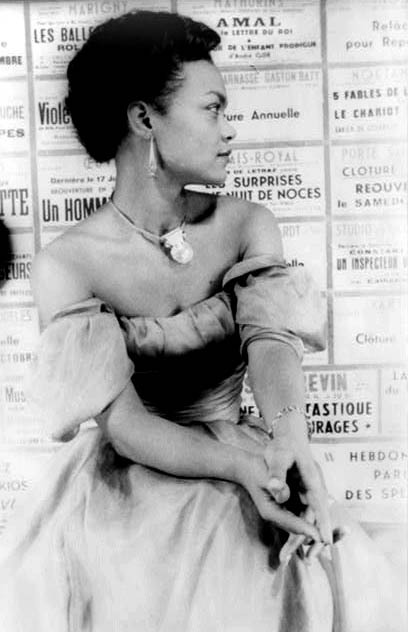
Eartha Kitt (1952)

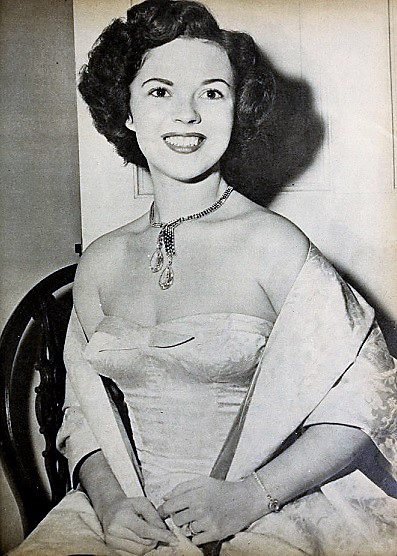
Shirley Temple (1952)

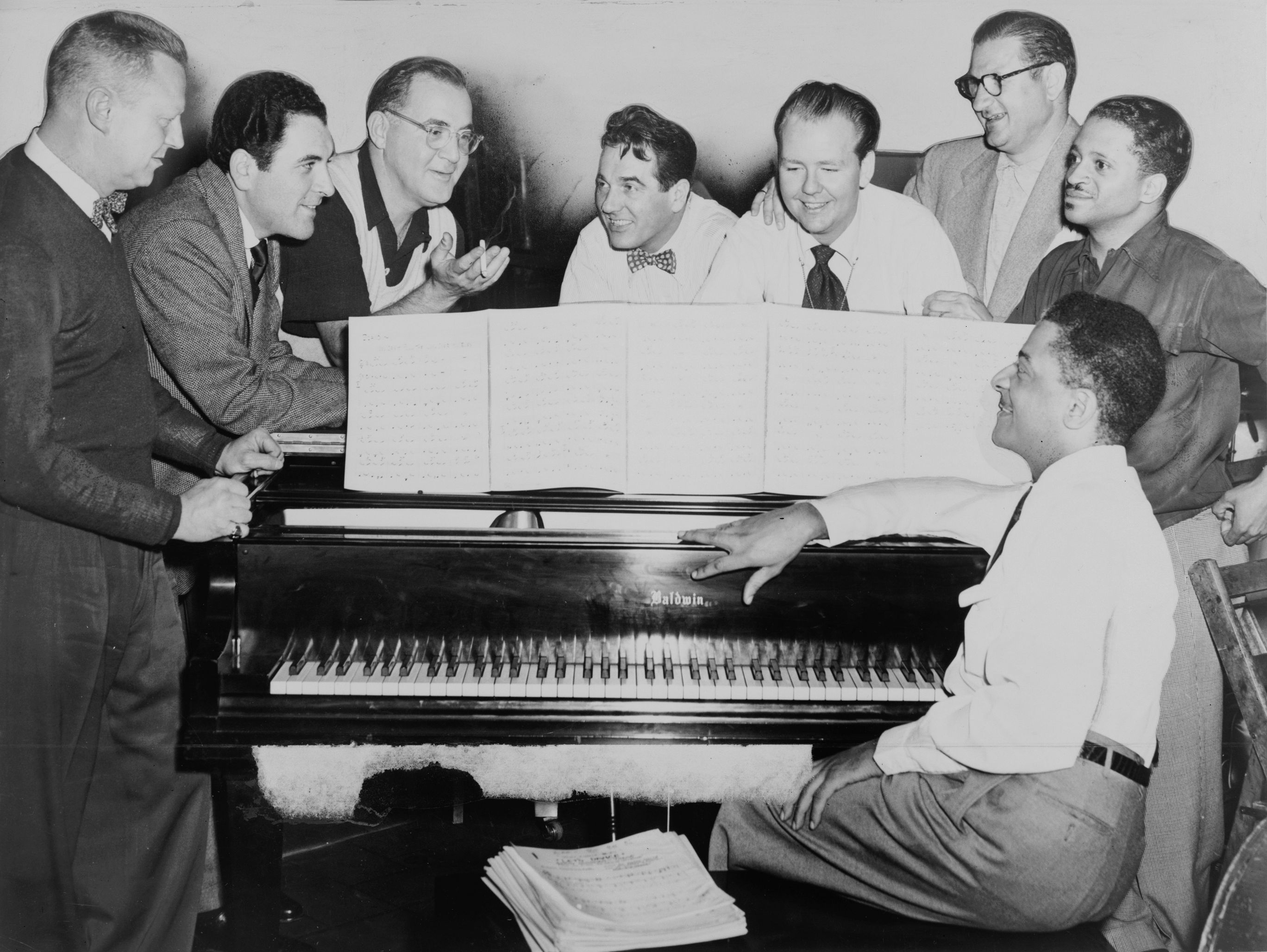
Benny Goodman (dritter von links) mit Vernon Brown, George Auld, Gene Krupa, Clint Neagley, Ziggy Elman, Israel Crosby und Teddy Wilson (1952)

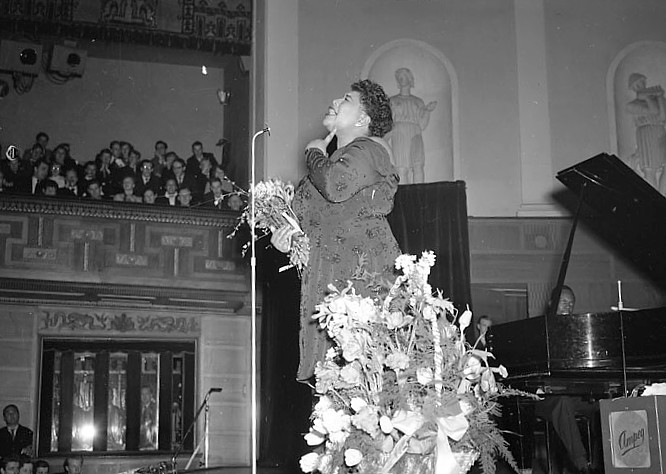
Ella Fitzgerald Konserthuset in Stockholm (1952)

Heitor Villa-Lobos (1952)

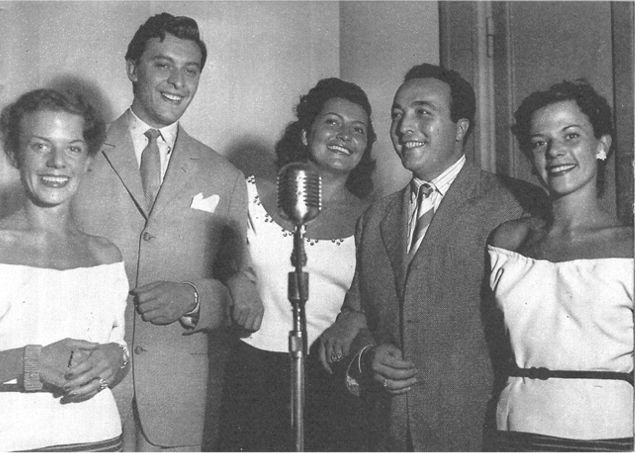
Das Duo Fasano (links), Achille Togliani, Nilla Pizzi und Gino Latilla beim Sanremo-Festival 1952

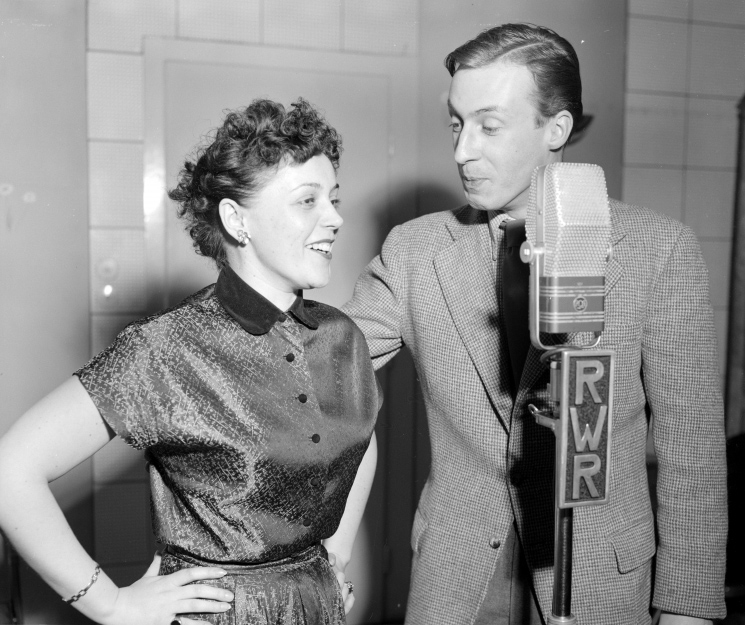
Erni Bieler und Peter Alexander (1952)

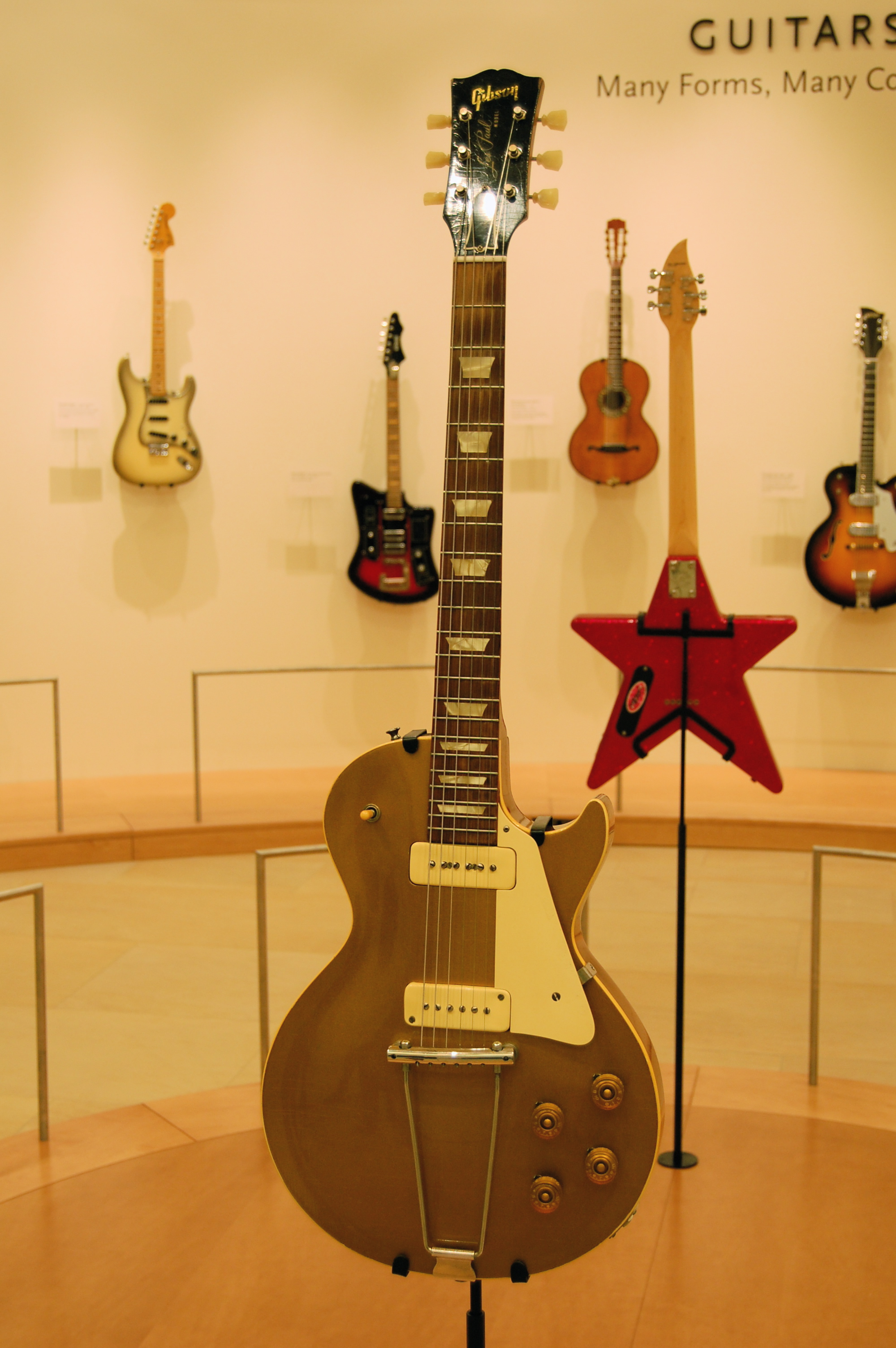
Eine Gibson Les Paul Goldtop aus dem Jahr 1952

## Ereignisse

### Amerika

#### Vereinigte Staaten
- 21. Februar: Szenische Uraufführung der Weihnachtsoper Amahl and the Night Visitors von Gian Carlo Menotti an der Indiana University in Bloomington. Dirigent ist Thomas Schippers.[1]
- 27. März: Das US-amerikanische, in Technicolor gedrehte Filmmusical Singin’ in the Rain (dt. Titel: Du sollst mein Glücksstern sein) wird in New York City uraufgeführt.
- 27. März: Das von Sam Phillips gegründete Plattenlabel Sun Records nimmt in Memphis, Tennessee den Geschäftsbetrieb auf. Die Plattenfirma nimmt spätere Weltstars wie Elvis Presley, Carl Perkins, Jerry Lee Lewis oder Johnny Cash unter Vertrag.
- 29. Mai: Die Ehe von Hank Williams mit Audrey Mae Sheppard wird geschieden. Williams heiratet im Oktober Billie Jean Jones Eshlimar. Aus der Hochzeit wird ein Showspektakel. 14.000 Menschen kaufen sich ein Ticket für das im New Orleans Municipal Auditorium zelebrierte Ereignis. Im selben Monat wird Williams aus der Grand Ole Opry ausgeschlossen, weil er aufgrund seines Alkoholkonsums unzuverlässig geworden ist. Er kehrt daraufhin zum Louisiana Hayride zurück.
- 12. Juni: Uraufführung der Oper Trouble in Tahiti von Leonard Bernstein an der Brandeis University in Waltham.
- 14. Juli: Eddy Arnold geht mit seiner The Eddy Arnold Show bei CBS erstmals auf Sendung.
- 13. August: Die Bluessängerin Big Mama Thornton steht zusammen mit der Johnny Otis-Band für Peacock Records vor dem Mikrofon, um die in wenigen Minuten entstandene und auf einer braunen Papiertüte festgehaltene Komposition Hound Dog von Leiber/Stoller aufzunehmen.
- 23. August: Kitty Wells erreicht mit It Wasn’t God Who Made Honky Tonk Angels als erste weibliche Solointerpretin die Nr. 1 der Billboard Country-Charts.
- 29. August: Uraufführung des „stilles“ Musikstückes in drei Sätzen 4′33″ von John Cage in der Maverick Concert Hall in Woodstock.
- Leroy Anderson erhält für Blue Tango – die erste Instrumentalaufnahme, die sich eine Million Mal verkaufte – eine Goldene Schallplatte.
- Chet Baker wird im Frühjahr 1952 Trompeter in der Band von Charlie Parker.[2] Die 1952 auf Fantasy Records veröffentlichte Single My Funny Valentine von ihm wird zu einem Hit und sie ist für Baker fortan eine Art Signatur, die er in unzähligen Variationen bis zu seinem Lebensende immer wieder spielen wird.
- Molly Bee erhält im Alter von 13 Jahren ihren ersten Schallplattenvertrag bei Capitol Records und veröffentlicht ihre Debütsingle Tennessee Tango. Im selben Jahr erscheint ihr erster Hit und ihre bekannteste Single, eine Coverversion des Liedes I Saw Mommy Kissing Santa Claus, das in mehreren Fassungen in den Charts steht.
- Jimmy Boyd nimmt 1952 für Columbia Records den Song I Saw Mommy Kissing Santa Claus auf; da ist er erst 13 Jahre alt. Das Lied wird ein Hit; allein in der ersten Woche nach Veröffentlichung werden eine halbe Million Schallplatten verkauft und Boyd wird international bekannt.
- John Cage hat im Sommer 1952 einen erneuten Lehrauftrag am Black Mountain College in North Carolina und inszeniert in diesem Jahr mit Untitled Event das erste Happening überhaupt.
- Oscar Hammerstein II ist 1952 gemeinsam mit Bert Kalmar und Harry Ruby in der Kategorie „Bester Song“ mit dem Lied A Kiss to Build a Dream On aus dem Film Tödliches Pflaster Sunset Strip für einen Oscar nominiert.
- Gail Kubik erhält 1952 für seine Symphony Concertante einen Pulitzer-Preis.
- Al Martinos erste Single, Here in My Heart, erscheint 1952. Sie wird zu einem Welterfolg und ist am 14. November 1952 der erste Nummer-eins-Hit in der neu geschaffenen britischen Hitparade.
- Charles Mingus gründet 1952 zusammen mit Max Roach das erste Label der 1950er Jahre im Eigentum von Musikern, Debut Records. Das Management der Plattenfirma übernimmt seine Frau Celia.
- Guy Mitchells Schallplatten sind zwischen 1952 und 1960 insgesamt 164 Wochen lang in den Top Twenty des New Musical Express verzeichnet.
- Thelonious Monk wechselt von Blue Note Records zu Prestige Records.[3]
- Johnnie Ray ist zwischen 1952 und 1955 einer der erfolgreichsten Pop-Interpreten Amerikas. Als einer der ersten Musikinterpreten überhaupt verursacht er bei seinen Konzerten regelrechte Krawalle, wird von begeisterten weiblichen Fans bestürmt und bedrängt und muss regelmäßig von der Polizei gerettet werden.
- John Serry senior ist von 1952 bis 1953 als Solist und Musikdirektor am Empire Theatre in New York City tätig.
- Carl Smith heiratet June Carter.
- Slim Willet wechselt 1952 zu den 4 Star Records, bei denen er in diesem Jahr seinen bekanntesten Song Don’t Let The Stars Get In Your Eyes veröffentlicht. Der Song wird in diesem Jahr auch von Skeets McDonald aufgenommen und erreicht Platz eins der Country-Charts.
- Das Modern Jazz Quartet wird – entstehend aus dem Milt Jackson Quartet – 1952 von John Lewis (Piano), Milt Jackson (Vibraphon), Percy Heath (Kontrabass) und Kenny Clarke (Schlagzeug) gegründet.[3]
- Die Gibson Guitar Corporation stellt seit 1952 die Gibson Les Paul her, die neben der Fender Stratocaster und der Fender Telecaster als der Klassiker unter den E-Gitarren gilt.

### Europa

#### Bundesrepublik Deutschland
- 13. Januar: Uraufführung der komischen Oper Die schlaue Susanne von Franz Xaver Lehner in Nürnberg.
- 17. Februar: Uraufführung des lyrischen Dramas Boulevard Solitude von Hans Werner Henze am Staatstheater in Hannover, dirigiert von Johannes Schüler.[1]
- 29. März: Doktor Eisenbart, ein großmächtiges Spectaculum in sieben Bildern von Nico Dostal (Musik) und Hermann Hermecke (Libretto) erlebt in Nürnberg seine Uraufführung.
- 12. April: Das neue Stadttheater Bremerhaven wird mit 747 Plätzen bei 3 Mio. Mark Baukosten mit Wolfgang Amadeus Mozarts Oper Don Giovanni eröffnet.
- 16. Mai: Uraufführung der Operette Bozena von Oscar Straus in München. Das Libretto stammt von Julius Brammer und Alfred Grünwald.
- 06. Mai: Bundespräsident Theodor Heuss und Bundeskanzler Konrad Adenauer führen das Deutschlandlied von August Heinrich Hoffmann von Fallersleben zur Melodie der ursprünglich römisch-deutschen Kaiserhymne von Joseph Haydn für die Bundesrepublik Deutschland wieder ein, mit der Maßgabe, dass bei staatlichen Veranstaltungen nur die dritte Strophe gesungen werden darf.
- 23. Juli – 25. August: Die Bayreuther Festspiele werden zum zweiten Mal nach dem Zweiten Weltkrieg veranstaltet.[4] Die Eröffnung erfolgt am 23. Juli mit Tristan und Isolde in der Inszenierung von Wieland Wagner und dirigiert von Herbert von Karajan[5]. Nach 1952 kehrt Herbert von Karajan nicht mehr zu den Bayreuther Festspielen zurück, weil er Wieland Wagners Regiestil mit seiner Auffassung für unvereinbar hält.
- 23. September: Uraufführung der Ballett-Oper Preußisches Märchen von Boris Blacher in der Deutschen Staatsoper.
- 31. Dezember: Uraufführung der Operette Alles Kapriolen von Siegfried Köhler in Koblenz.
- Franzleo Andries komponiert 1952 unter dem Decknamen Michael Harden den an den Erfolg der Caprifischer anknüpfenden Schlager Rote Rosen, rote Lippen, roter Wein für René Carol. Die über 500.000 Mal verkaufte Single wird ein Nummer-eins-Hit und bringt dem Sänger die erstmals nach dem Krieg verliehene deutsche Goldene Schallplatte ein.
- Fritz Büchtger wird 1952 Präsident der Musikalischen Jugend Deutschland und Direktor der Münchner Jugendmusikschule.
- Der deutsche Schlagertexter und Musikproduzent Kurt Feltz textet 1952 für René Carol die Lieder Rote Rosen, rote Lippen, roter Wein (unter dem Pseudonym André Hoff; 8. Juni 1952), Warum denk’ ich nur an Dich (9. Juni 1952), Stern meiner Liebe / Am Strande von Havanna steht ein Mädchen (17. Oktober 1952) und Verlieb Dich noch heut‘ (18. Oktober 1952), für Vico Torriani reimt er Am Strand von Havanna steht ein Mädchen / Isabella (Andalusische Märchen) (22. Dezember 1952), für Bully Buhlan Ein Musikus, ein Musikus weiß immer, was er spielen muss (8. März 1952), Der Wassermann (15. September 1952) und für Peter Alexander Es war in Napoli vor vielen, vielen Jahren, Die süßesten Früchte fressen nur die großen Tiere (B-Seite von Isabella) und Mein großer Bruder.
- Ferenc Fricsay, der mit einem Doppelvertrag seit September 1949 Generalmusikdirektor der Städtischen Oper Berlin und Chefdirigent des RIAS-Symphonie-Orchesters war, bittet im Mai 1952 um Auflösung des Vertrages mit der Städtischen Oper Berlin, wohl wegen der strapaziösen Belastung durch die Doppelverpflichtung.
- Siegfried Köhler wird 1952 erster Kapellmeister an den Städtischen Bühnen Freiburg.
- Wilhelm Furtwängler wird 1952 wieder zum Chefdirigenten der Berliner Philharmoniker ernannt, diesmal auf Lebenszeit. Er erhält in diesem Jahr die Mozartmedaille der Mozartgemeinde Wien und das Große Verdienstkreuz mit Stern der Bundesrepublik Deutschland.
- Joseph Haas erhält 1952 das Große Bundesverdienstkreuz.
- In Bruno Madernas Komposition Musica su due dimensioni von 1952 werden erstmals traditionelle akustische Instrumente zusammen mit elektronischen Klängen in einem Werk verwendet.
- Mathieu Lange ist von 1952 bis 1973 Direktor der Sing-Akademie zu Berlin. Er bringt 1952 bei den Berliner Festwochen Claudio Monteverdis Marienvesper als deutsche Erstaufführung heraus.
- Gerhard Winkler ist 1952 erfolgreich mit den Liedern Schütt die Sorgen in ein Gläschen Wein und Mütterlein.
- Anlässlich der Internationalen Ferienkurse für Neue Musik wird von der Stadt Darmstadt erstmals der Kranichsteiner Musikpreis vergeben.
- In Wilhelmshaven wird die Landesbühne Niedersachsen Nord gegründet.
- Das Landestheater Niederbayern wird gegründet.

#### Deutsche Demokratische Republik
- 16. September: Uraufführung der Operette Bolero von Eberhard Schmidt im Metropol-Theater in Ost-Berlin.
- Max Butting komponiert seine Sinfonie Nr. 8 op. 84 mit dem Beinamen „Die Urlaubsreise“.
- Gerd Natschinski ist ab 1952 Chefdirigent des Unterhaltungsorchesters des Berliner Rundfunks. In diesem Jahr komponiert er auch das Lied der jungen Naturforscher.

#### Frankreich
- Die beiden französischen Zeitschriften für klassische Musik Classica und Diapason vergeben ab 1952 mit dem Choc de Classica und dem Diapason d’or monatliche Schallplattenpreise.

#### Italien
- 28.–30. Januar: Im städtischen Kasino in Sanremo findet das Sanremo-Festival 1952 statt. Wie im Vorjahr gewinnt Nilla Pizzi den Wettbewerb, diesmal mit dem Lied Vola colomba von Bixio Cherubini und Carlo Concina. Nilla Pizzi belegt auch den zweiten und dritten Platz des Musikwettbewerbs mit den Liedern Papaveri e papere und Una donna prega. Das Lied Papaveri e papere macht Nilla Pizzi international bekannt. Eine deutschsprachige Coverversion des Liedes, geschrieben von Kurt Feltz und interpretiert von Peter Alexander, erscheint noch 1952 unter dem Titel Die süßesten Früchte fressen nur die großen Tiere. Danach erscheinen weitere Coverversionen auf Englisch, Dänisch, Schwedisch, Finnisch und Niederländisch.
- 13. März: Uraufführung der Oper Proserpina y el extranjero (dt. Proserpina und der Fremde) von Juan José Castro nach Omar del Carlo in der Mailänder Scala, dirigiert vom Komponisten.[1]
- In der Arena di Verona ist am 27. Juli Magda Olivero, am 2. August Maria Callas als Violetta in Giuseppe Verdis La Traviata zu hören.[1]

#### Österreich
- 26. Juli – 31. August: In Salzburg finden die 33. Salzburger Festspiele statt.[6] Zur Eröffnung am 26. Juli dirigiert Rudolf Moralt Wolfgang Amadeus Mozarts Hochzeit des Figaro in der Inszenierung von Herbert Graf.[7] Für den erkrankten Wilhelm Furtwängler springt Mario Rossi am 29. Juli als Dirigent der Oper Otello von Giuseppe Verdi ein.[1] Am 4. August wird die Oper Die Liebe der Danae von Richard Strauss im Festspielhaus uraufgeführt. Weitere Opern auf dem Programm der Festspiele sind Mozarts Die Zauberflöte und Idomeneo sowie Gaetano Donizettis Don Pasquale.[6] Die Totenmesse Messa da Requiem des Komponisten Giuseppe Verdi, dirigiert von Victor de Sabata, wird am 20. und 21. August gegeben.[1]
- 29. Oktober: An der Wiener Volksoper wird Giacomo Puccinis La fanciulla del West neu inszeniert, mit Ljuba Welitsch, Josef Gostič und Karl Kamann in den Hauptrollen.
- 08. November: Am Landestheater in Linz erfolgt die österreichische Erstaufführung von Werner Egks Oper Die Zaubergeige, kurze Zeit später die österreichische Erstaufführung der Oper Tobias Wunderlich von Joseph Haas.[1]

#### Schweiz
- 26. März: Uraufführung der Opera semiseria Leonore 40/45 von Rolf Liebermann mit dem Libretto von Heinrich Strobel in Basel.
- 20. Juni: Die Neufassung der Oper Cardillac von Paul Hindemith – von drei auf vier Akte erweitert und textlich vom Komponisten neu gestaltet – wird am Stadttheater in Zürich uraufgeführt.
- Vico Torriani tritt ab 1952 im Fernsehen auf.

#### Sowjetunion
- Dmitri Dmitrijewitsch Schostakowitsch erhält 1952 zum fünften Mal den Stalinpreis.

#### Vereinigtes Königreich
- Lita Roza wird von 1952 bis 1954 von den Lesern der Musikzeitschrift New Musical Express zur besten britischen Sängerin gewählt.
- Vera Lynn gelingt als erster britischer Künstlerin ein Nummer-eins-Hit in den US-amerikanischen Billboard-Charts mit der Single Auf Wiederseh’n, Sweetheart, der englischsprachigen Version des deutschen Schlagers Auf Wiederseh’n.

## Musikcharts

### Vereinigtes Königreich
Die längsten Nummer-eins-Singles
Lieder, die die meiste Zeit während eines anderen Jahres auf Platz 1 der Charts verbrachten, werden hier nicht aufgeführt.
1. Al Martino with Monty Kelly & His Orchestra – Here in My Heart (6 Wochen)

Weitere Lieder waren nicht auf Platz 1 gelistet.
Die Charts wurden erstmals am 14. November erhoben.
Alle Nummer-eins-Hits und die Hits des Jahres

### Vereinigte Staaten
| Position | Singles                                                                |
| -------- | ---------------------------------------------------------------------- |
|          |                                                                        |
| 1        | Blue Tango Leroy Anderson & The "Pops" Concert Orchestra               |
| 2        | Wheel of Fortune Kay Starr with Harold Mooney & His Orchestra          |
| 3        | Cry Johnnie Ray & The Four Lads                                        |
| 4        | You Belong to Me Jo Stafford with Paul Weston & His Orchestra          |
| 5        | Auf Wiederseh’n, Sweetheart Vera Lynn                                  |
| 6        | Half As Much Rosemary Clooney with Percy Faith & His Orchestra         |
| 7        | Wish You Were Here Eddie Fisher with Hugo Winterhalter & His Orchestra |
| 8        | I Went to Your Wedding Patti Page with Jack Rael & His Orchestra       |
| 9        | Here in My Heart Al Martino with Monty Kelly & His Orchestra           |
| 10       | Delicado Percy Faith & His Orchestra                                   |

Die längsten Nummer-eins-Singles
Lieder, die die meiste Zeit während eines anderen Jahres auf Platz 1 der Charts verbrachten, werden hier nicht aufgeführt.
1. Johnnie Ray & The Four Lads – Cry (11 Wochen)
2. Kay Starr with Harold Mooney & His Orchestra – Wheel of Fortune; Vera Lynn – Auf Wiederseh’n, Sweetheart (jeweils 9 Wochen)
3. Leroy Anderson & The "Pops" Concert Orchestra – Blue Tango; Jo Stafford with Paul Weston & His Orchestra – You Belong to Me; Patti Page with Jack Rael & His Orchestra – I Went to Your Wedding (jeweils 5 Wochen)

Die längsten Nummer-eins-Alben (33 ⅓)
Alben, die die meiste Zeit während eines anderen Jahres auf Platz 1 der Charts verbrachten, werden hier nicht aufgeführt.
1. Jane Froman – With a Song in My Heart (23 Wochen)
2. Original Motion Picture Soundtrack – An American in Paris (16 Wochen)
3. Original Motion Picture Soundtrack – The Merry Widow; Mario Lanza – Because You’re Mine (jeweils 4 Wochen)

Die längsten Nummer-eins-Alben (45 min−1)
Alben, die die meiste Zeit während eines anderen Jahres auf Platz 1 der Charts verbrachten, werden hier nicht aufgeführt.
1. Jane Froman – With a Song in My Heart (25 Wochen)
2. Original Motion Picture Soundtrack – An American in Paris (12 Wochen)
3. Eddie Fisher with Hugo Winterhalter & his Orchestra & Chorus – I’m in the Mood for Love (8 Wochen)

Alle Nummer-eins-Hits und die Hits des Jahres

### Charts in weiteren Ländern
Siehe auch: Nummer-eins-Hits 1952 in  Australien, den Vereinigten Staaten und im Vereinigten Königreich.

### Top-Hits auf Schallplatte
- A Full-Time Job – Eddy Arnold
- A Kiss to Build a Dream On – Louis Armstrong
- A Sinner Am I – Johnnie Ray
- All of Me – Johnnie Ray
- Anytime – Eddie Fisher
- Are You Teasing Me – Carl Smith
- Back Street Affair – Webb Pierce
- Be My Life’s Companion – The Mills Brothers
- Blue Tango – Leroy Anderson
- Botch-A-Me (Ba-Ba-Baciami Piccina) – Rosemary Clooney
- Christmas Roses – Frankie Laine & Jo Stafford
- Comes A-Long A-Love – Kay Starr
- Day of Jubilo – Guy Mitchell
- Delicado – Percy Faith & his Orchestra
- (When You Feel Like You’re in Love) Don’t Just Stand There – Carl Smith
- Don’t Let the Stars Get in Your Eyes, aufgenommen von
  - Slim Willet
  - Skeets McDonald
- Easy on the Eyes – Eddy Arnold
- Faith Can Move Mountains – Nat King Cole
- Give Me More, More, More (Of Your Kisses) – Lefty Frizzell
- Goin’ Home – Fats Domino
- A Guy Is a Guy – Doris Day
- Half As Much – Rosemary Clooney
- Heart and Soul – The Four Aces featuring Al Alberts
- Here in My Heart – Al Martino
- High Noon (Do Not Forsake Me) – Frankie Laine
- Hold Me, Thrill Me, Kiss Me – Karen Chandler
- How Long – Fats Domino
- I Saw Mommy Kissing Santa Claus – Jimmy Boyd
- I Went To Your Wedding – Patti Page
- I’ll Walk Alone – Don Cornell
- I’m Confessin’ – Les Paul und Mary Ford
- I’m Just a Poor Bachelor – Frankie Laine
- I’m Yours – Eddie Fisher
- It Wasn’t God Who Made Honky Tonk Angels – Kitty Wells
- It’s in the Book – Johnny Standley
- Jambalaya (On the Bayou) – Hank Williams with His Drifting Cowboys
- Kiss Of Fire – Georgia Gibbs
- Lady of Spain – Eddie Fisher
- Lover – Peggy Lee
- Maybe – Perry Como & Eddie Fisher
- Meet Mister Callaghan, aufgenommen von
  - Les Paul
  - Mitch Miller
  - Carmen Cavallaro and His Orchestra
- My Favorite Song – Georgia Gibbs
- My Song – Johnny Ace
- Pittsburgh, Pennsylvania – Guy Mitchell
- Please, Mr. Sun, aufgenommen von
  - Johnnie Ray & The Four Lads
  - Perry Como
  - Tommy Edwards
- Poor Poor Me – Fats Domino
- Ramblin’ Man – Frankie Laine
- Rock of Gibraltar – Frankie Laine
- Settin’ the Woods on Fire – Frankie Laine & Jo Stafford
- Slow Poke – Arthur Godfrey
- So Madly in Love – Georgia Gibbs
- Somewhere Along the Way – Nat King Cole
- Sugarbush – Doris Day & Frankie Laine
- Tell Me Why – Eddie Fisher
- Temptation – Mario Lanza
- Tenderly – Rosemary Clooney
- That Heart Belongs to Me – Webb Pierce
- The Glow-Worm – The Mills Brothers
- The Wild Side of Life – Hank Thompson and His Brazo Valley Boys
- Tiger Rag – Les Paul und Mary Ford
- Till I Waltz Again With You – Teresa Brewer
- Tonight You Belong to Me – Frankie Laine
- Trying – The Hilltoppers
- Unforgettable – Nat King Cole
- Walkin’ My Baby Back Home – Johnnie Ray
- When I Fall in Love – Doris Day
- When You’re in Love – Frankie Laine
- Why Don’t You Believe Me – Joni James
- Winter Wonderland – Perry Como
- Wish You Were Here – Eddie Fisher
- Wondering – Webb Pierce
- You Belong to Me – Jo Stafford
- You’ll Never Be Mine – Guy Mitchell

## Musikpreisverleihungen und Ehrungen

### Golden Globe Awards
- Bester Film – Musical/Komödie: Ein Amerikaner in Paris (An American in Paris) – Regie: Vincente Minnelli
- Bester Hauptdarsteller – Musical/Komödie: Danny Kaye – An der Riviera (On the Riviera)
- Beste Hauptdarstellerin – Musical/Komödie: June Allyson – Zu jung zum Küssen (Too Young to Kiss)
- Beste Filmmusik: Victor Young – Liebesrausch auf Capri (September Affair)

### Internationale Filmfestspiele von Cannes
- Beste Filmmusik: Sven Skold für Sie tanzte nur einen Sommer

### Oscarverleihung
- Bester Film: Ein Amerikaner in Paris (An American in Paris) – Arthur Freed
- Beste Filmmusik (Drama): Franz Waxman – Ein Platz an der Sonne (A Place in the Sun)
- Beste Filmmusik (Musikfilm): Saul Chaplin, Johnny Green – Ein Amerikaner in Paris (An American in Paris)
- Bester Filmsong: In the Cool, Cool, Cool of the Evening aus Hochzeitsparade (Here Comes the Groom) – Hoagy Carmichael, Johnny Mercer
- Bester Ton: Douglas Shearer – Der große Caruso (The Great Caruso)

### Pulitzerpreis
- Pulitzerpreis/Musik: Symphony Concertante von Gail Kubik

### Tony Awards
- Bestes Musical: Oscar Hammerstein II (Buch und Liedtexte) und Richard Rodgers (Musik) – The King and I
- Bester Hauptdarsteller Musical: Phil Silvers – Top Banana
- Beste Hauptdarstellerin Musical: Gertrude Lawrence – The King and I
- Bester Nebendarsteller Musical: Yul Brynner – The King and I
- Beste Nebendarstellerin Musical: Helen Gallagher – Pal Joey
- Beste Choreographie: Robert Alton – Pal Joey
- Bester Dirigent und Musikdirektor: Max Meth – Pal Joey

### Weitere
- Bundesrepublik Deutschland
  - Kunstpreis Berlin: Artur Rother, Helmut Krebs, Giselher Klebe
  - Deutscher Kritikerpreis – Fachgruppe Musik: Ferenc Fricsay und Mathieu Lange
  - Förderpreis Musik der Landeshauptstadt München: Fritz Büchtger
  - Nordgaupreis des Oberpfälzer Kulturbundes – Musik: Karl Michael Komma

- Österreich
  - Preis der Stadt Wien für Musik: Joseph Marx
  - Kunstpreis der Stadt Innsbruck – Instrumentalmusik: Emil Berlanda
  - Mozart-Medaille der Mozartgemeinde Wien: Heinrich Damisch, Wilhelm Furtwängler, Heinrich von Kralik und Joseph Marx

- Japan
  - Otaka-Preis: Toda Kunio und Shimizu Osamu

## Musikwettbewerbe
| Land        | Musikwettbewerb                                                | Preisträger                                |
| ----------- | -------------------------------------------------------------- | ------------------------------------------ |
| Frankreich  | Concours international de jeunes chefs d’orchestre de Besançon | Jean Périsson Rudolph Toombs ( Frankreich) |
| Niederlande | Internationaler Orgelimprovisationswettbewerb Haarlem          | Anton Heiller ( Österreich)                |
| Italien     | Sanremo-Festival 1952                                          | Nilla Pizzi mit dem Lied Vola colomba      |

## Ersterscheinungen
International
- Ars Organi – Internationale Zeitschrift für das Orgelwesen – von der Gesellschaft der Orgelfreunde in Mettlach herausgegebene Zeitschrift

BR Deutschland
- Jazz Podium – 6 Mal im Jahr erscheinende deutschsprachige Jazz-Zeitschrift
- Neue Musikzeitung – Fachzeitschrift für Musik im Zeitungsformat

Frankreich
- Diapason – in Paris herausgegebene französische Zeitschrift für klassische Musik
- Monumenta musicae sacrae – Sammlung von Manuskripten und Studien zu Denkmälern der geistlichen Musik

Niederlande
- Luister – niederländische Zeitschrift für klassische Musik

Vereinigtes Königreich
- NME – in Großbritannien wöchentlich erscheinende musikjournalistische Publikation

## Erstverleihungen
Bundesrepublik Deutschland
- Kranichsteiner Musikpreis – internationaler Musikpreis der Stadt Darmstadt anlässlich der Internationalen Ferienkurse für Neue Musik
- Kultur- und Wissenschaftspreis der Stadt Kiel – Auszeichnung, die von der schleswig-holsteinischen Landeshauptstadt Kiel vergeben wird
- Nordgaupreis des Oberpfälzer Kulturbundes – von der Stadt Amberg vergebener Preis für Persönlichkeiten (im Ausnahmefall auch für Gruppen bzw. Organisationen), die im Bereich der Oberpfalz und des ehemaligen Nordgaues leben oder aus ihm stammen und sich um Kultur und Heimatpflege verdient gemacht haben
- Preis der Stadt Nürnberg – Preis für Kunst und Wissenschaft der Stadt Nürnberg

Frankreich
- Choc de Classica – monatlicher Schallplattenpreis der französischen Zeitschrift Classica für Aufnahmen klassischer Musik
- Diapason d’or – monatliche Auszeichnung der französischen Zeitschrift Diapason für Aufnahmen klassischer Musik

Japan
- Otaka-Preis – alljährlich in Japan vergebener Musikpreis für zeitgenössische Komposition

Österreich
- Kunstpreis der Stadt Innsbruck – Preis der Landeshauptstadt Innsbruck für künstlerisches Schaffen
- Mozart-Medaille – Auszeichnung der Mozartgemeinde Wien

## Gründungen
International
- European Festivals Association – Dachorganisation für Kulturfestivals, insbesondere der klassischen Musik und des Musiktheaters, in Europa und weiteren Ländern

Bundesrepublik Deutschland
- Barchet-Quartett – deutsches Streichquartett
- Bundesvereinigung Deutscher Chorverbände – Dachverband der vokalen Amateurmusik in Deutschland
- Chor der Hochschule München – Musikensemble der Hochschule München
- Europäische Rundfunk- und Fernseh-GmbH – älteste in der Bundesrepublik Deutschland betriebene private Rundfunkgesellschaft
- Hugo Mayer Orgelbau – Orgelbauunternehmen aus dem Saarland
- Keller-Klub – Künstlerkeller im Untergeschoss des nordwestlichen Teils des Residenzschlosses Darmstadt
- Landesbühne Niedersachsen Nord – 1952 gegründetes Theater mit Standort in Wilhelmshaven
- Landestheater Niederbayern – Zwei-Sparten-Theater (Musiktheater und Schauspiel) in der Region Niederbayern
- Münchner Chorbuben – Knabenchor in der bayerischen Landeshauptstadt München
- Musikzug Hirschau – Orchester aus dem oberpfälzischen Hirschau
- Nordbayerischer Musikbund – bayerischer Blasmusikverband
- unisono Deutsche Musik- und Orchestervereinigung – Berufsverband und Gewerkschaft für Musiker in kommunalen, Staats- und Landesorchestern, Rundfunkorchestern, -Bigbands und für Rundfunkchorsänger, freiberufliche Musiker sowie Lehrbeauftragte und Studierende an Musikhochschulen
- Verband deutscher Musikschulen – Fachverband und Trägerverband der öffentlichen gemeinnützigen Musikschulen in Deutschland mit Sitz in Bonn

Deutsche Demokratische Republik
- DEFA-Sinfonieorchester – Filmorchester der DDR
- Glocken- und Stadtmuseum – Glocken- und Stadtmuseum in Apolda
- Singakademie Potsdam – Vereinigung zur Pflege des Chorgesangs
- Staatliches Komitee für Rundfunk – oberste Leitungsgremium für den Rundfunk (Hörfunk) und bis 1968 auch für das Fernsehen der DDR

Finnland
- Cantores Minores – finnischer Knabenchor am Dom von Helsinki

Norwegen
- Ringve-Museum – norwegisches Nationalmuseum für Musik und Musikinstrumente in Trondheim

Österreich
- Camerata Salzburg – österreichisches Kammerorchester
- Innviertler Schulspatzen – Ensemble musizierender und tanzender Innviertler

Vereinigte Staaten
- Fiesta Records – Musiklabel der Fiesta Record Co., Inc. aus New York City
- Guild – US-amerikanischer Hersteller akustischer Stahlsaitengitarren („Western-“ oder „Folkgitarren“), E-Gitarren und Bassgitarren
- Meteor Records – US-amerikanisches Musiklabel
- Recording Industry Association of America – Interessengemeinschaft, die Unternehmen aus der Musikindustrie in den Vereinigten Staaten repräsentiert
- Sun Records – US-amerikanisches Independent-Label

## Neuveröffentlichungen (Auswahl)

### Lieder und Kompositionen
| Lied                                     | Text                                                 | Musik                                                | Erstinterpret              | Label            | Veröffentlichung   | Genre             | Album                        | Weitere Informationen |
| ---------------------------------------- | ---------------------------------------------------- | ---------------------------------------------------- | -------------------------- | ---------------- | ------------------ | ----------------- | ---------------------------- | --- |
| 5-10-15 Hours                            | Rudolph Toombs                                       | Rudolph Toombs                                       | Ruth Brown                 |                  | 1952               |                   |                              | |
| A Fool Such As I                         | Bill Trader                                          | Bill Trader                                          |                            |                  | 1952               |                   |                              | |
| A Guy Is A Guy                           | Oscar Brand                                          | Oscar Brand                                          |                            |                  | 1952               |                   |                              | |
| Am I in Love                             | Jack Brooks                                          | Jack Brooks                                          | Jane Russell, Bob Hope     |                  | 1952               | Filmmusik         |                              | aus dem Soundtrack der US-amerikanischen Westernkomödie Bleichgesicht Junior |
| Auf Wiederseh'n, Sweetheart              | Eberhard Storch                                      | Eberhard Storch                                      | Vera Lynn                  |                  | 1952               |                   |                              | englische Fassung des Liedes Auf Wiedersehen aus dem Jahr 1948 |
| Bags’ Groove                             | –                                                    | Milt Jackson                                         | Milt Jackson               |                  | 1952               | Jazz              | Bags’ Groove                 | Jazzstandard |
| Bemsha Swing                             | –                                                    | Thelonious Monk & Denzil Best                        | Thelonious Monk            |                  | 1952               | Jazz              |                              | Jazzstandard |
| Blue Tango                               | Mitchell Parish                                      | Leroy Anderson                                       |                            |                  | 1952               |                   |                              | |
| Comes A-Long A-Love                      | Al Sherman                                           | Al Sherman                                           |                            |                  | 1952               |                   |                              | |
| Daddy Daddy                              | Rudolph Toombs                                       | Rudolph Toombs                                       | Ruth Brown                 |                  | 1952               |                   |                              | |
| Das Lied vom einsamen Mädchen            | Robert Gilbert                                       | Werner Richard Heymann                               | Hildegard Knef             |                  | 1952               | Chanson           |                              | Lied für den Film Alraune |
| Delicado                                 | Jack Lawrence                                        | Waldyr Azevedo                                       |                            |                  | 1952               |                   |                              | |
| (How Much Is) That Doggie in the Window? | Bob Merrill                                          | Bob Merrill                                          |                            |                  | 1952               |                   |                              | |
| Don’t Laugh at Me (’Cause I’m a Fool)    | Norman Wisdom & June Tremayne                        | Norman Wisdom & June Tremayne                        |                            |                  | 1952               |                   |                              | |
| Don’t Let The Stars Get In Your Eyes     | Barbara Trammel, Cactus Pryor & Slim Whitman         | Barbara Trammel, Cactus Pryor & Slim Whitman         |                            |                  | 1952               |                   |                              | |
| Der g’schupfte Ferdl                     | Gerhard Bronner                                      | Gerhard Bronner                                      | Gerhard Bronner            | Harmona          | 1952               | Schlager          |                              | |
| Dreh’ dich noch einmal um                | Bruno Balz, Heino Gaze                               | Bruno Balz, Heino Gaze                               | Rudi Schuricke             | Polydor          | 1952               | Schlager          |                              | |
| Faith Can Move Mountains                 | Ben Raleigh                                          | Guy Wood                                             |                            |                  | 1952               |                   |                              | |
| Feet Up                                  | Bob Merrill                                          | Bob Merrill                                          |                            |                  | 1952               |                   |                              | |
| Gonna Get Along Without Ya Now           | Milton Kellem                                        | Milton Kellem                                        |                            |                  | 1952               |                   |                              | |
| (Mama) He Treats Your Daughter Mean      | Charles Singleton & J. H. Wallace                    | Charles Singleton & J. H. Wallace                    |                            |                  | 1952               |                   |                              | |
| Here in My Heart                         | Pat Genaro, Lou Levinson & Bill Borrelli             | Pat Genaro, Lou Levinson & Bill Borrelli             | Al Martino                 |                  | 1952               | Pop               |                              | |
| High Noon (Do Not Forsake Me)            | Ned Washington                                       | Dimitri Tiomkin                                      | Lita Roza                  |                  | 1952               |                   |                              | Titellied des Westerns Zwölf Uhr mittags (High Noon) |
| Hi-Lili, Hi-Lo                           | Helen Deutsch                                        | Bronislau Kaper                                      |                            |                  | 1952               |                   |                              | |
| Hold Me, Thrill Me, Kiss Me              | Harry Noble                                          | Harry Noble                                          |                            |                  | 1952               |                   |                              | |
| Hound Dog                                | Jerry Leiber & Mike Stoller                          | Jerry Leiber & Mike Stoller                          | Big Mama Thornton          |                  | 13. August 1952    |                   |                              | |
| I Know a Place                           | Sammy Cahn                                           | Vernon Duke                                          |                            |                  | 1952               |                   |                              | Gesungen von Doris Day & Ray Bolger in dem Film April in Paris |
| I Saw Mommy Kissing Santa Claus          | Tommie Connor                                        | Tommie Connor                                        | Molly Bee                  | Columbia Records | November 1952      | Pop               |                              | Weihnachtslied |
| I Went To Your Wedding                   | Jessie Mae Robinson                                  | Jessie Mae Robinson                                  |                            |                  | 1952               |                   |                              | |
| I’ll Never Get Out Of This World Alive   | Hank Williams & Fred Rose                            | Hank Williams & Fred Rose                            |                            |                  | 1952               |                   |                              | |
| I’m Hans Christian Andersen              | Frank Loesser                                        | Frank Loesser                                        |                            |                  | 1952               |                   |                              | |
| Inchworm                                 | Frank Loesser                                        | Frank Loesser                                        |                            |                  | 1952               |                   |                              | |
| It Wasn’t God Who Made Honky Tonk Angels | J. D. „Jay“ Miller                                   | J. D. „Jay“ Miller                                   | Kitty Wells                |                  | 1952               |                   |                              | |
| It’s In The Book                         | Johnny Standley & Art Thorsen                        | Johnny Standley & Art Thorsen                        |                            |                  | 1952               |                   |                              | |
| Jambalaya (On the Bayou)                 |                                                      |                                                      | Hank Williams              |                  | 1952               | Cajun             | Honky-Tonkin’                | basiert auf dem französischsprachigen Cajun-Song Gran’ Texas von Fiddler Chuck Guillory & The Rhythm Boys aus dem Jahr 1948                                                                                            |
| Juke                                     | –                                                    | Little Walter                                        | Little Walter              | Checker Records  | 12. Mai 1952       | Chicago Blues     |                              | Standard für alle Bluesharmonikaspieler |
| Kansas City                              | Jerry Leiber                                         | Mike Stoller                                         | Little Willie Littlefield  |                  | 12. August 1952    | Blues             |                              | wurde zu einem Standard des Rhythm and Blues und Rock ’n’ Roll |
| Kaw-Liga                                 | Hank Williams & Fred Rose                            | Hank Williams & Fred Rose                            |                            |                  | 1952               |                   |                              | |
| Keep It A Secret                         | Jessie Mae Robinson                                  | Jessie Mae Robinson                                  |                            |                  | 1952               |                   |                              | |
| Lawdy Miss Clawdy                        | Lloyd Price                                          | Lloyd Price                                          | Lloyd Price                |                  | April 1952         | Rhythm and Blues  | Lloyd Price                  | die Musik basiert auf Champion Jack Duprees Junker Blues (1941) |
| Lied der jungen Naturforscher            | Manfred Streubel                                     | Gerd Natschinski                                     |                            |                  | 1952               |                   |                              | wurde für den DEFA-Dokumentarfilm Blaue Wimpel im Sommerwind geschrieben und entwickelte sich zu einem der bekanntesten Lieder der Pionierorganisation Ernst Thälmann (Pionierlied) in der DDR                         |
| Lullaby of Birdland                      | B. Y. Forster                                        | George Shearing                                      | George Shearing            | MGM Records      | August 1952        | Jazz              |                              | Jazzstandard. B. Y. Forster ist das Pseudonym für George David Weiss |
| Mutterlied                               | Fred Rauch, Gerhard Winkler                          | Fred Rauch, Gerhard Winkler                          | Rudi Schuricke             | Polydor          | 19. April 1952     | Schlager          |                              | |
| My Flaming Heart                         | Leo Robin                                            | Nikolaus Brodszky                                    | Nat King Cole              |                  | 1952               | Filmmusik         |                              | Lied für den Musical-Film Small Town Girl (1953, Regie: László Kardos) |
| My One and Only Love                     | Robert Mellin                                        | Guy Wood                                             | Frank Sinatra              | Capitol Records  | 1952               | Jazz              |                              | Jazzstandard; der Song wurde 1952 verlegt und 1953 von Frank Sinatra aufgenommen |
| Never Smile at a Crocodile               | F. Churchill & J. Lawrence                           | F. Churchill & J. Lawrence                           |                            |                  | 1952               |                   |                              | Die Musik ohne Text war erstmals im Film Peter Pan der Walt Disney Animation Studios zu hören |
| Oh Happy Day                             | Donald Howard Koplow & Nancy Binns Reed              | Donald Howard Koplow & Nancy Binns Reed              | Don Howard                 |                  | 1952               |                   |                              | |
| One Mint Julep                           | Rudy Toombs                                          | Rudy Toombs                                          | The Clovers                | Atlantic Records | März 1952          | Rhythm and Blues  |                              | |
| Outside of Heaven                        | Sammy Gallop                                         | Chester Conn                                         | Eddie Fisher               | RCA Victor       | 27. September 1952 | Pop               |                              | |
| Papaveri e papere                        | Nino Rastelli, Mario Panzeri und Vittorio Mascheroni | Nino Rastelli, Mario Panzeri und Vittorio Mascheroni | Nilla Pizzi                | Cetra            | 1952               | Schlager          |                              | In einer deutschen Coverversion, geschrieben von Kurt Feltz und interpretiert von Peter Alexander, wurde das Lied unter dem Titel Die süßesten Früchte fressen nur die großen Tiere im deutschsprachigen Raum bekannt. |
| Petite Fleur                             | –                                                    | Sidney Bechet                                        |                            | Vogue            | 1952               | Jazz              |                              | durch Chris Barber’s Jazz Band im Jahre 1959 bekannt gewordener Jazzstandard |
| Pittsburgh, Pennsylvania                 | Bob Merrill                                          | Bob Merrill                                          | Guy Mitchell               | Columbia Records | 1952               | Pop               |                              | |
| Pretend                                  | Dan Belloc, Lew Douglas, Cliff Parman & Frank Levere | Dan Belloc, Lew Douglas, Cliff Parman & Frank Levere |                            |                  | 1952               | Pop               |                              | |
| Pretty Little Black-Eyed Susie           | Kay Twomey, Fred Wise & Ben Weisman                  | Kay Twomey, Fred Wise & Ben Weisman                  |                            |                  | 1952               |                   |                              | |
| Raminay (The New Orleans Chimney Sweep)  | J. Lawrence & Sammy Fain                             | J. Lawrence & Sammy Fain                             |                            |                  | 1952               |                   |                              | |
| Rote Rosen, rote Lippen, roter Wein      | André Hoff                                           | Michael Harden                                       | René Carol                 | Polydor          | 10. Juni 1952      | Schlager          |                              | |
| She Wears Red Feathers                   | Bob Merrill                                          | Bob Merrill                                          | Bob Merrill                | Columbia Records | 5. Juni 1952       | Pop               |                              | |
| So ein Tag, so wunderschön wie heute     | Walter Rothenburg                                    | Lotar Olias                                          | Mainzer Hofsänger          |                  | 1952               | Schlager          |                              | |
| Somewhere Along the Way                  | Sammy Gallop                                         | Kurt Adams                                           | Nat King Cole              | Capitol Records  | 10. Januar 1952    | Pop               | Nat „King“ Cole’s 8 Top Pops | |
| Take My Heart                            | Bill Borrelli und Pat Genaro                         | Bill Borrelli und Pat Genaro                         |                            |                  | 1952               | Pop               |                              | |
| Takes Two to Tango                       | Al Hoffman & Dick Manning                            | Al Hoffman & Dick Manning                            | Pearl Bailey               | Coral Records    | 1952               | Pop               |                              | |
| That’s All                               | Alan Brandt                                          | Bob Haymes                                           | Nat King Cole              |                  | 1952               | Jazz              |                              | Jazzstandard |
| That’s Amore                             | Jack Brooks                                          | Harry Warren                                         | Dean Martin                |                  | 1952               | Pop               | Dean Martin Sings            | wurde in dem im Jahr 1953 erschienenen Film Der Tolpatsch veröffentlicht |
| That’s Entertainment!                    | Howard Dietz                                         | Arthur Schwartz                                      | Jack Buchanan              |                  | 1952               | Pop               |                              | |
| The Ol’ Spring Fever                     | Leo Robin                                            | Harry Warren                                         |                            |                  | 1952               | Filmmusik         |                              | für den Film Nur für Dich (Originaltitel: Just for You, 1952) |
| Thumbelina                               | Frank Loesser                                        | Frank Loesser                                        | Danny Kaye                 | Columbia Records | 1952               | Filmmusik         | Hans Christian Andersen      | aus dem Soundtrack des Films Hans Christian Andersen und die Tänzerin |
| Til Ungdommen                            | Nordahl Grieg                                        | Otto (Hübertz) Mortensen                             |                            |                  | 1952               |                   |                              | nach den Anschlägen in Norwegen am 22. Juli 2011 wurde das Lied Til Ungdommen zu einem Bestandteil der Gedenkgottesdienste, Zusammenkünfte und Trauerfeiern für die Opfer der Anschläge.                               |
| Till I Waltz Again With You              | Sidney Prosen                                        | Sidney Prosen                                        | Teresa Brewer              | Coral Records    | 1952               | Pop               |                              | |
| To Know You (Is to Love You)             | Allan Roberts                                        | Robert Allen                                         | Perry Como                 |                  | 1952               | Pop               |                              | |
| Walkin’ To Missouri                      | Bob Merrill                                          | Bob Merrill                                          | Sammy Kaye                 |                  | 1952               | Pop               |                              | |
| Wheel Of Fortune                         | Bennie Benjamin & George David Weiss                 | Bennie Benjamin & George David Weiss                 | Kay Starr                  | Coral Records    | 11. Februar 1952   | Pop               |                              | |
| When I Fall in Love                      | Edward Heyman                                        | Victor Young                                         | Jeri Southern              | Decca Records    | April 1952         | Pop               |                              | Jazzstandard |
| Why Don’t You Believe Me?                | Lew Douglas, King Laney & Roy Rodde                  | Lew Douglas, King Laney & Roy Rodde                  | Joni James                 | MGM Records      | 18. Oktober 1952   | Pop               |                              | |
| Why Try to Change Me Now                 | Cy Coleman und Joseph Allan McCarthy                 | Cy Coleman und Joseph Allan McCarthy                 | Frank Sinatra              | Columbia Records | 1952               | Pop               |                              | |
| Wish You Were Here                       | Harold Rome                                          | Harold Rome                                          | Jack Cassidy               | RCA Victor       | 1952               | Pop               |                              | |
| You Belong to Me                         | Pee Wee King, Redd Stewart & Chilton Price           | Pee Wee King, Redd Stewart & Chilton Price           | Jo Stafford                | Columbia Records | 18. Juli 1952      | Pop               |                              | |
| Your Cheatin’ Heart                      | Hank Williams                                        | Hank Williams                                        | Hank Williams              | MGM Records      | Januar 1952        | Country & Western |                              | |
| Zing A Little Zong                       | Leo Robin                                            | Harry Warren                                         | Bing Crosby und Jane Wyman | Decca Records    | 1952               | Filmmusik         |                              | für den Film Nur für Dich (Originaltitel: Just for You, 1952) |

### Alben
| Album                                                | Interpret                           | Label                                 | Veröffentlichung | Genre                   | Weitere Informationen |
| ---------------------------------------------------- | ----------------------------------- | ------------------------------------- | ---------------- | ----------------------- | --- |
| Anthology of American Folk Music                     | Verschiedene Interpreten            | Folkways Records                      | 1952             | Folk, Blues und Country | Zusammenstellung von drei Doppelalben mit 84 Aufnahmen US-amerikanischer Folk-, Blues- und Country-Musik                                             |
| Billie Holiday Sings                                 | Billie Holiday                      | Mercury Records                       | 1952             | Jazz                    | |
| Bird and Diz                                         | Charlie Parker und Dizzy Gillespie  | Mercury Records                       | August 1952      | Jazz                    | |
| Christmas Day in the Morning                         | Burl Ives                           | Decca Records                         | November 1952    | Folk, Country           | |
| Christmas with Eddie Fisher                          | Eddie Fisher                        | RCA Victor                            | 1952             | Pop                     | |
| Eddie Fisher Sings                                   | Eddie Fisher                        | RCA Victor                            | 1952             | Pop                     | |
| Favorite Spirituals                                  | Ames Brothers                       | Coral Records                         | 1952             | Gospel                  | |
| The New Sounds                                       | Gerry Mulligan und Allen Eager      | Prestige Records                      | 1952             | Jazz                    | |
| Harmony Encores                                      | The Chordettes                      | Columbia Records                      | 1952             | Pop                     | |
| Home on the Range                                    | Ames Brothers                       | Coral Records                         | 1952             | Pop, Folk, Country      | |
| Johnnie Ray                                          | Johnnie Ray                         | Columbia Records                      | 1952             | Pop                     | |
| I’m in the Mood for Love                             | Eddie Fisher                        | RCA Victor                            | 1952             | Pop                     | |
| Lester Young with the Oscar Peterson Trio            | Lester Young                        | Clef / Norgran / Verve                | 1952             | Jazz                    | |
| Penthouse Serenade                                   | Nat King Cole                       | Capitol Records                       | 1952             | Jazz, Pop               | |
| (Selections From The Paramount Picture) Road To Bali | Bing Crosby, Bob Hope und Peggy Lee | Decca Records                         | 1952             | Pop                     | |
| Strings and Keys                                     | Charles Mingus und Spaulding Givens | Debut Records, Original Jazz Classics | 1952             | Jazz                    | |
| Tennessee Waltz and other famous Hits by Patti Page  | Patti Page                          | Mercury Records                       | 1952             | Pop                     | |
| The Amazing Bud Powell                               | Bud Powell                          | Blue Note                             | 1952             | Jazz                    | |
| The Dave Brubeck Quartet                             | Dave Brubeck                        | Fantasy Records                       | 1952             | Jazz                    | |
| This Is Oscar Peterson At The Piano                  | Oscar Peterson                      | RCA Victor                            | 1952             | Jazz, Blues             | |
| Tosca                                                | Giacomo Puccini                     | EMI                                   | 1952             | Oper                    | Dirigent Victor de Sabatas mit Maria Callas, Giuseppe Di Stefano und Tito Gobbi, zusammen mit dem Chor und Orchester des Teatro alla Scala di Milano |

### Publikationen (Auswahl)
- Pierre Schaeffer – A la recherche d’une musique concrète (dt.: Auf der Suche nach konkreter Musik)
- John Serry Sr. – The Syncopated Accordionist

## Musiktheater

### Musical (Auswahl)
| Datum Uraufführung / Wiederaufnahme | Musical                | Komponist       | Buch und Liedtexte                                                                   | Theater                                            | Ort           | Weitere Informationen                                |
| ----------------------------------- | ---------------------- | --------------- | ------------------------------------------------------------------------------------ | -------------------------------------------------- | ------------- | ---------------------------------------------------- |
| 18. Februar                         | Bet Your Life          |                 |                                                                                      | Hippodrome                                         | London        | Produktion in London mit insgesamt 362 Vorstellungen |
| 16. Mai                             | New Faces of 1952      |                 |                                                                                      | Royale Theatre                                     | New York City | Broadway Revue mit insgesamt 365 Vorstellungen       |
| 27. Mai                             | Three Wishes for Jamie | Ralph Blane     | Charles O’Neal und Abe Burrows (Buch) sowie Ralph Blane (Liedtexte)                  | Mark Hellinger Theatre und später Plymouth Theatre | New York City | Broadway Produktion mit insgesamt 92 Vorstellungen   |
| 25. Juni                            | Wish You Were Here     | Harold Rome     | Arthur Kober und Joshua Logan (Buch) sowie Harold Rome (Liedtexte)                   | Imperial Theatre                                   | New York City | Broadway Produktion                                  |
| 10. Juli                            | The Globe Revue        |                 |                                                                                      | Globe Theatre                                      | London        | London Revue                                         |
| 25. September                       | Love from Judy         | Hugh Martin     | Eric Maschwitz und Jean Webster (Buch) sowie Hugh Martin und Jack Gray (Liedtexte)   | Saville Theatre                                    | London        | Produktion in London mit insgesamt 594 Vorstellungen |
| 12. November                        | Ring Out the Bells     |                 |                                                                                      | Victoria Palace Theatre                            | London        | London Revue                                         |
| 15. Dezember                        | Two’s Company          | Vernon Duke     | Charles Sherman und Peter DeVries (Buch) sowie Ogden Nash and Sammy Cahn (Liedtexte) | Alvin Theatre                                      | New York City | Broadway Produktion mit insgesamt 90 Vorstellungen   |
|                                     | Pal Joey               | Richard Rodgers | Lorenz Hart                                                                          |                                                    | New York City | Broadway Wiederaufnahme der Produktion von 1940      |

### Oper, Operette und Oratorium (Auswahl)
| Datum der Uraufführung | Oper / Operette / Oratorium                                | Komponist                | Libretto                                                | Opernhaus                               | Ort            |
| ---------------------- | ---------------------------------------------------------- | ------------------------ | ------------------------------------------------------- | --------------------------------------- | -------------- |
| 13. Januar             | Die schlaue Susanne                                        | Franz Xaver Lehner       | Lope de Vega in der Übersetzung von Hans Schlegel       |                                         | Nürnberg       |
| 30. Januar             | Yūzuru                                                     | Dan Ikuma                | Yūzuru von Junji Kinoshita (nach dem Bühnenwerk 鶴女房) | Asahi Kaikan                            | Osaka          |
| 17. Februar            | Boulevard Solitude                                         | Hans Werner Henze        | Grete Weil und Walter Jockisch                          | Landestheater Hannover                  | Hannover       |
| 13. März               | Proserpina y el extranjero (dt. Proserpina und der Fremde) | Juan José Castro         | nach Omar del Carlo                                     | Mailänder Scala                         | Mailand        |
| 26. März               | Leonore 40/45                                              | Rolf Liebermann          | Heinrich Strobel                                        |                                         | Basel          |
| 29. März               | Doktor Eisenbart                                           | Nico Dostal              | Hermann Hermecke                                        |                                         | Nürnberg       |
| 16. Mai                | Bozena                                                     | Oscar Straus             | Julius Brammer und Alfred Grünwald                      |                                         | München        |
| 00. Mai                | Pedro Malazarte (comic opera in one act)                   | Mozart Camargo Guarnieri | Mario de Andrade                                        | Theatro Municipal                       | Rio de Janeiro |
| 12. Juni               | Trouble in Tahiti                                          | Leonard Bernstein        | Leonard Bernstein                                       | Aula der Brandeis-Universität           | Waltham        |
| 20. Juni               | Cardillac (Neufassung)                                     | Paul Hindemith           | Paul Hindemith nach Ferdinand Lion                      | Stadttheater Zürich                     | Zürich         |
| 02. Juli               | Visiones amantis (Der Wolkensteiner)                       | Cesar Bresgen            | mit Texten von Oswald von Wolkenstein                   |                                         | Salzburg       |
| 14. August             | Die Liebe der Danae                                        | Richard Strauss          |                                                         | Festspielhaus, Salzburger Festspiele im | Salzburg       |
| 16. September          | Bolero                                                     | Eberhardt Schmidt        | Otto Schneidereit                                       | Metropol-Theater                        | Ost-Berlin     |
| 23. September          | Preußisches Märchen                                        | Boris Blacher            | Heinz von Cramer                                        | Städtischen Opernhaus Berlin            | West-Berlin    |
| 31. Dezember           | Alles Kapriolen                                            | Siegfried Köhler         | Will Petersen und F. W. Jürgens                         |                                         | Koblenz        |
|                        | Atta Troll                                                 | Raymond Chevreuille      |                                                         |                                         |                |
|                        | Sakùntala                                                  | Franco Alfano            | Franco Alfano                                           |                                         | Rom            |

## Klassische Musik

### Premieren (Auswahl)
| Datum der Uraufführung | Komponist                             | Komposition | Ort                                |
| ---------------------- | ------------------------------------- | --- | ---------------------------------- |
| 04. Januar             | Bohuslav Martinů                      | Serenade Nr. 4 für 2 Klarinetten, Violine, Viola und Violoncello                                               | New York City                      |
| 07. Januar             | Gail Kubik                            | Symphony Concertante                                                                                           | New York City                      |
| 23. Januar             | Francesco Malipiero                   | Sinfonia dello Zodiaco                                                                                         | Lausanne                           |
| 24. Januar             | Frank Martin                          | Violinkonzert                                                                                                  | Basel                              |
| 18. Februar            | Sergei Sergejewitsch Prokofjew        | Sinfonisches Konzert e-Moll für Violoncello und Orchester, op. 125, nach op. 58, (1950/1951), revidiert (1952) | Moskau                             |
| 24. Februar            | Peter Mennin                          | Streichquartett Nr. 2                                                                                          | New York City                      |
| 25. Februar            | Bohuslav Martinů                      | Klaviertrio Nr. 3                                                                                              | New York City                      |
| 29. Februar            | Carlos Chávez                         | Violinkonzert                                                                                                  | Mexico City                        |
| 04. März               | Luigi Dallapiccola                    | Tartiniana | Bern                               |
| 06. April              | Allan Pettersson                      | Konzert für Streichorchester                                                                                   | Stockholm                          |
| 04. Mai                | Xavier Montsalvatge                   | Cuarteto indiano                                                                                               | Madrid                             |
| 07. Mai                | Bohuslav Martinů                      | Stowe Pastorals                                                                                                | Basel                              |
| 11. Mai                | Edmund Rubbra                         | Streichquartett Nr. 2 E-Dur op. 73                                                                             | London, Victoria and Albert Museum |
| 16. Mai                | Andrzej Panufnik                      | Heroic Ouverture (2. Version)                                                                                  | Warschau                           |
| 00. Juni               | Olivier Messiaen                      | Le merle noir                                                                                                  | Paris                              |
| 20. Juli               | Renzo dall’Oglio                      | Espressioni (5) für Orchester                                                                                  | Darmstädter Ferienkurse            |
| 20. Juli               | Hans Ulrich Engelmann                 | Orchester-Phantasie                                                                                            | Darmstädter Ferienkurse            |
| 20. Juli               | Peter Racine Fricker                  | Concertante for Cor Anglais and String Orchestra                                                               | Darmstädter Ferienkurse            |
| 20. Juli               | Karel Goeyvaerts                      | Violinkonzert Nr. 2                                                                                            | Darmstädter Ferienkurse            |
| 20. Juli               | Giselher Klebe                        | Nocturnes (2) für Orchester                                                                                    | Darmstädter Ferienkurse            |
| 21. Juli               | Bruno Maderna                         | Musica su due dimensioni                                                                                       | Darmstädter Ferienkurse            |
| 21. Juli               | Luigi Nono                            | España en el corazón                                                                                           | Darmstädter Ferienkurse            |
| 21. Juli               | Karlheinz Stockhausen                 | Kreuzspiel | Darmstädter Ferienkurse            |
| 21. Juli               | Camillo Togni                         | Omaggio a Bach für zwei Klaviere                                                                               | Darmstädter Ferienkurse            |
| 21. Juli               | Jacques Wildberger                    | Quartett für Flöte, Klarinette, Violine und Cello                                                              | Darmstädter Ferienkurse            |
| 05. August             | Malcolm Arnold                        | English Dances, set 2, op. 33                                                                                  | London, Proms                      |
| 29. August             | John Cage                             | 4′33″ | Woodstock                          |
| 11. Oktober            | Sergei Sergejewitsch Prokofjew        | 7. Sinfonie | Moskau                             |
| 11. Oktober            | Igor Strawinsky                       | Cantata | Los Angeles                        |
| 11. Oktober            | Conrad Beck                           | Hymne | Donaueschingen Festival            |
| 11. Oktober            | Karlheinz Stockhausen                 | Spiel | Donaueschingen Festival            |
| 11. Oktober            | Bernd Alois Zimmermann                | Oboenkonzert                                                                                                   | Donaueschingen Festival            |
| 12. Oktober            | Bertold Hummel                        | Missa brevis 1951                                                                                              | Donaueschingen Festival            |
| 12. Oktober            | Wolfgang Fortner                      | Isaacs Opferung                                                                                                | Donaueschingen Festival            |
| 12. Oktober            | André Jolivet                         | Harfenkonzert                                                                                                  | Donaueschingen Festival            |
| 25. November           | Henry Cowell                          | 7. Sinfonie, für Kammerorchester                                                                               | Baltimore                          |
| 29. November           | Alberto Ginastera                     | Klaviersonate Nr. 1                                                                                            | Pittsburgh, ICMF                   |
| 23. Dezember           | Dmitri Dmitrijewitsch Schostakowitsch | 24 Präludien und Fugen für Klavier solo op. 87                                                                 | Leningrad                          |
| 00. 1952               | Luciano Berio                         | Due pezzi für Violine und Klavier                                                                              | Lenox, Tanglewood MF               |
| 00. 1952               | Alexander Lasarewitsch Lokschin       | Hungarian Fantasy für Violine und Orchester                                                                    | Moskau                             |

### Kompositionen (Auswahl)
- Jean Barraqué – Sonate pour piano
- Benjamin Britten – Canticle II: Abraham and Isaac, op. 51, für Alt, Tenor und Klavier
- John Cage – 4′33″
- Carlos Chávez – Sinfonie Nr. 4 (Sinfonía Romántica)
- George Crumb
  - Streichtrio
  - Three Pastoral Pieces
- Luigi Dallapiccola – Quaderno musicale di Annalibera
- Alberto Ginastera – Klaviersonate Nr. 1
- Carlos Guastavino – Suite argentina, Ballett
- Dmitri Borissowitsch Kabalewski – Klavierkonzert Nr. 3
- Wojciech Kilar
  - Conjured für Bariton und sieben Instrumente
  - Quintett für Holzblasinstrumente
  - Suite Nr. 2 für Klavier
  - Sonata Nr. 1 für Klavier
- Erich Wolfgang Korngold – Sinfonie in Fis
- Otto Luening
  - Fantasy in Space für Flöte und Tonband
  - Invention in Twelve Notes für Flöte und Tonband
  - Low Speed für Flöte und Tonband
- Frank Martin – Konzert für Cembalo und kleines Orchester
- Bohuslav Martinů – Rhapsody-Concerto für Viola und Orchester
- Olivier Messiaen – Le Merle noir
- Wilhelm Peterson-Berger – Canzone für Violine und Klavier
- Florence Price – Violinkonzert Nr. 2
- Sergei Sergejewitsch Prokofjew – 7. Sinfonie
- Joaquín Rodrigo – Concierto Serenata für Harfe und Orchester
- Edmund Rubbra – Bratschenkonzert
- Dmitri Dmitrijewitsch Schostakowitsch – Streichquartett Nr. 5
- Karlheinz Stockhausen
  - Klavierstücke I–IV
  - Schlagquartett
  - Spiel
- Igor Strawinsky – Cantata
- Ralph Vaughan Williams – Sinfonia antartica (Sinfonie Nr. 7)
- Heitor Villa-Lobos
  - Klavierkonzert Nr. 4
  - Sinfonie Nr. 9
- William Walton – Coronation Te Deum zur Krönung von Königin Elisabeth II.

## Film

### Filmmusik (Auswahl)
| Originaltitel                   | deutscher Titel                             | Besetzung                                                                | Regie                 | Komponist                                 |
| ------------------------------- | ------------------------------------------- | ------------------------------------------------------------------------ | --------------------- | ----------------------------------------- |
| Affair in Trinidad              | Affäre in Trinidad                          | in den Hauptrollen Rita Hayworth und Glenn Ford                          | Vincent Sherman       | George Duning, Lester Lee und Bob Russell |
| Mandy                           |                                             | in der Hauptrolle Jack Hawkins und mit Mandy Miller                      | Alexander Mackendrick | William Alwyn                             |
| Scrooge                         | Charles Dickens – Eine Weihnachtsgeschichte | in den Hauptrollen Alastair Sim, Jack Warner und Kathleen Harrison       | Brian Desmond Hurst   | Richard Addinsell                         |
| The Card                        | Der Unwiderstehliche                        | in der Hauptrolle Alec Guinness                                          | Ronald Neame          | William Alwyn                             |
| The Happy Family                |                                             | in den Hauptrollen Stanley Holloway, Kathleen Harrison und Naunton Wayne | Muriel Box            | Francis Chagrin                           |
| The Holly and the Ivy           |                                             | in den Hauptrollen Ralph Richardson, Celia Johnson und Margaret Leighton | George More O’Ferrall | Malcolm Arnold                            |
| The Importance of Being Earnest | Ernst sein ist alles                        | in der Hauptrolle Michael Redgrave                                       | Anthony Asquith       | Benjamin Frankel                          |
| The Las Vegas Story             | Die Spielhölle von Las Vegas                | in den Hauptrollen Jane Russell, Victor Mature und Hoagy Carmichael      | Robert Stevenson      | Leigh Harline                             |
| The Pickwick Papers             | Die Geschichten des Mr. Pickwic             | in der Hauptrolle James Hayter                                           | Noel Langley          | Antony Hopkins                            |
| The Sound Barrier               | Der unbekannte Feind                        | in der Hauptrolle Ralph Richardson                                       | David Lean            | Malcolm Arnold                            |

### Musikerbiografien (Auswahl)
| Originaltitel             | deutscher Titel             | Besetzung                                                   | Regie        |
| ------------------------- | --------------------------- | ----------------------------------------------------------- | ------------ |
| Stars and Stripes Forever | Liebe, Pauken und Trompeten | in den Hauptrollen Clifton Webb, Debra Paget, Robert Wagner | Henry Koster |

### Musikfilme (Auswahl)
| Originaltitel                         | deutscher Titel                          | Besetzung | Regie                        |
| ------------------------------------- | ---------------------------------------- | --- | ---------------------------- |
| Aaron Slick from Punkin Crick         |                                          | in den Hauptrollen Alan Young, Dinah Shore, Robert Merrill und Adele Jergens                                                                                   | Claude Binyon                |
| April in Paris                        | April in Paris                           | in den Hauptrollen Doris Day und Ray Bolger | David Butler                 |
| Because You’re Mine                   | Mein Herz singt nur für Dich             | in den Hauptrollen Mario Lanza und Doretta Morrow | Alexander Hall               |
| Bloodhounds of Broadway               |                                          | in den Hauptrollen Mitzi Gaynor, Scott Brady und Mitzi Green                                                                                                   | Harmon Jones                 |
| Everything I Have Is Yours            |                                          | in den Hauptrollen Marge Champion, Gower Champion und Monica Lewis                                                                                             | Robert Z. Leonard            |
| Hans Christian Andersen               | Hans Christian Andersen und die Tänzerin | in den Hauptrollen Danny Kaye und Jane Wyman | Charles Vidor                |
| The Jazz Singer                       | Jazz Singer                              | in den Hauptrollen Danny Thomas, Peggy Lee und Eduard Franz | Michael Curtiz               |
| Just for You                          | Nur für dich                             | in den Hauptrollen Bing Crosby und Jane Wyman | Elliott Nugent               |
| Lovely to Look At                     | Männer machen Mode                       | in den Hauptrollen Kathryn Grayson, Red Skelton, Howard Keel, Marge Champion, Gower Champion und Ann Miller                                                    | Mervyn LeRoy                 |
| Meet Danny Wilson                     | Zu allem entschlossen                    | in den Hauptrollen Frank Sinatra und Shelley Winters | Joseph Pevney                |
| Road to Bali                          | Der Weg nach Bali                        | in den Hauptrollen Bing Crosby, Bob Hope und Dorothy Lamour | Hal Walker                   |
| She’s Working Her Way Through College |                                          | in den Hauptrollen Virginia Mayo und Ronald Reagan | H. Bruce Humberstone         |
| Sing Along with Me                    |                                          | in den Hauptrollen Donald Peers, Dodo Watts und Dennis Vance                                                                                                   | Peter Graham Scott           |
| Singin’ in the Rain                   | Du sollst mein Glücksstern sein          | in den Hauptrollen Gene Kelly, Donald O’Connor und Debbie Reynolds                                                                                             | Stanley Donen und Gene Kelly |
| Skirts Ahoy!                          | Mädels ahoi                              | in den Hauptrollen Esther Williams, Joan Evans, Vivian Blaine und Keefe Brasselle sowie mit Billy Eckstine, The DeMarco Sisters, Debbie Reynolds und Bobby Van | Sidney Lanfield              |
| Son of Paleface                       | Bleichgesicht Junior                     | in den Hauptrollen Bob Hope, Jane Russell und Roy Rogers | Frank Tashlin                |
| The Belle of New York                 | Die Schönste von New York                | in den Hauptrollen Fred Astaire, Vera-Ellen und Marjorie Main                                                                                                  | Charles Walters              |
| The Las Vegas Story                   | Die Spielhölle von Las Vegas             | in den Hauptrollen Jane Russell, Victor Mature und Hoagy Carmichael                                                                                            | Robert Stevenson             |
| The Merry Widow                       | Die lustige Witwe                        | in den Hauptrollen Lana Turner, Fernando Lamas und Una Merkel                                                                                                  | Curtis Bernhardt             |
| Where’s Charley?                      |                                          | in den Hauptrollen Ray Bolger und Allyn Ann McLerie | David Butler                 |
| With a Song in My Heart               | Mit einem Lied im Herzen                 | in den Hauptrollen Susan Hayward und Rory Calhoun | Walter Lang                  |

## Geboren

### Januar

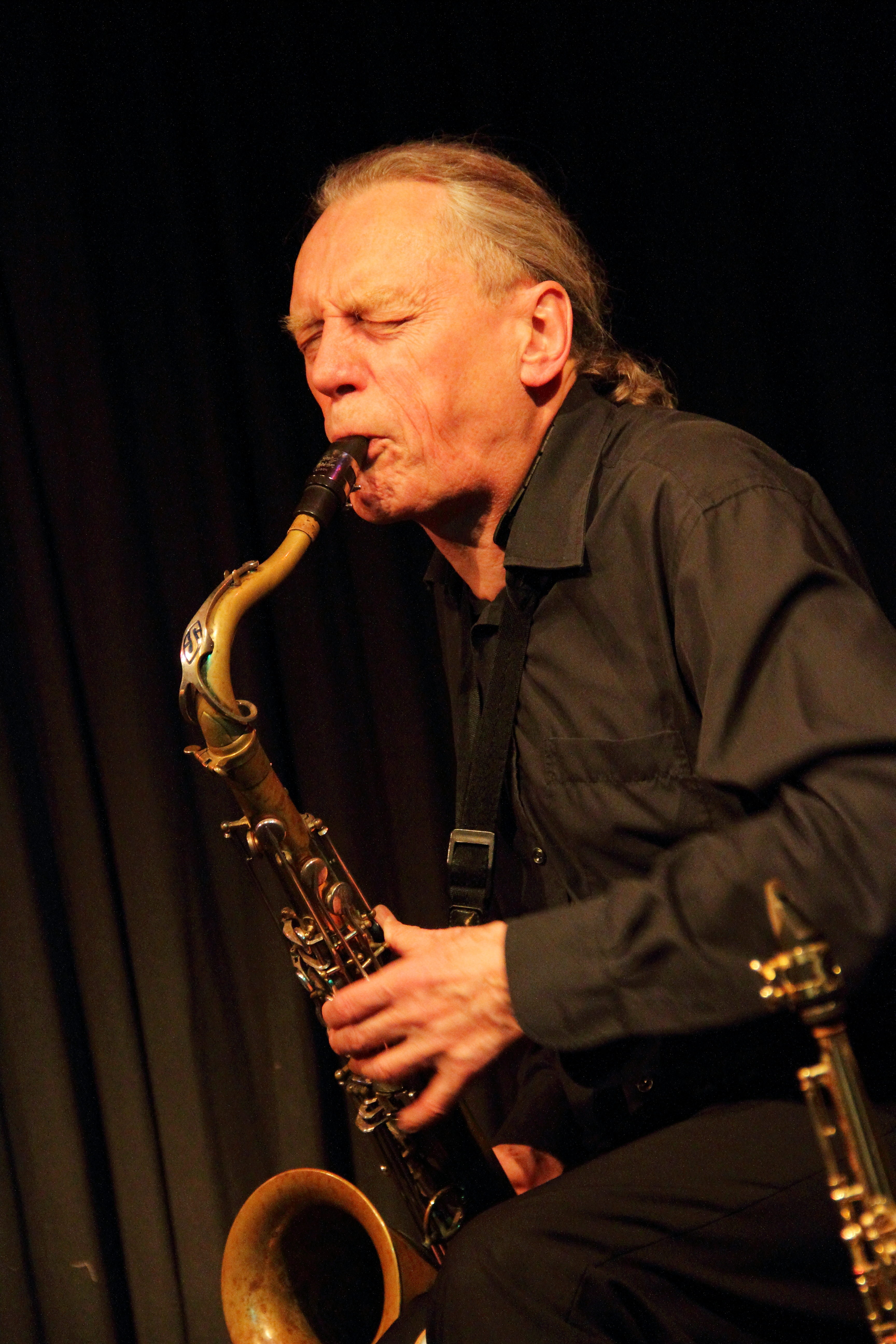
Urs Leimgruber; * 1. Januar

- 01. Januar: Urs Leimgruber, Schweizer Saxophonist
- 02. Januar: Graeme Strachan, australischer Singer-Songwriter († 2001)
- 04. Januar: Michael Hoenig, deutscher Musiker
- 10. Januar: Scott Thurston, US-amerikanischer Gitarrist und Songwriter
- 10. Januar: William Parker, US-amerikanischer Jazz-Bassist, Dichter und Komponist
- 10. Januar: Gerhard Schöne, deutscher Liedermacher

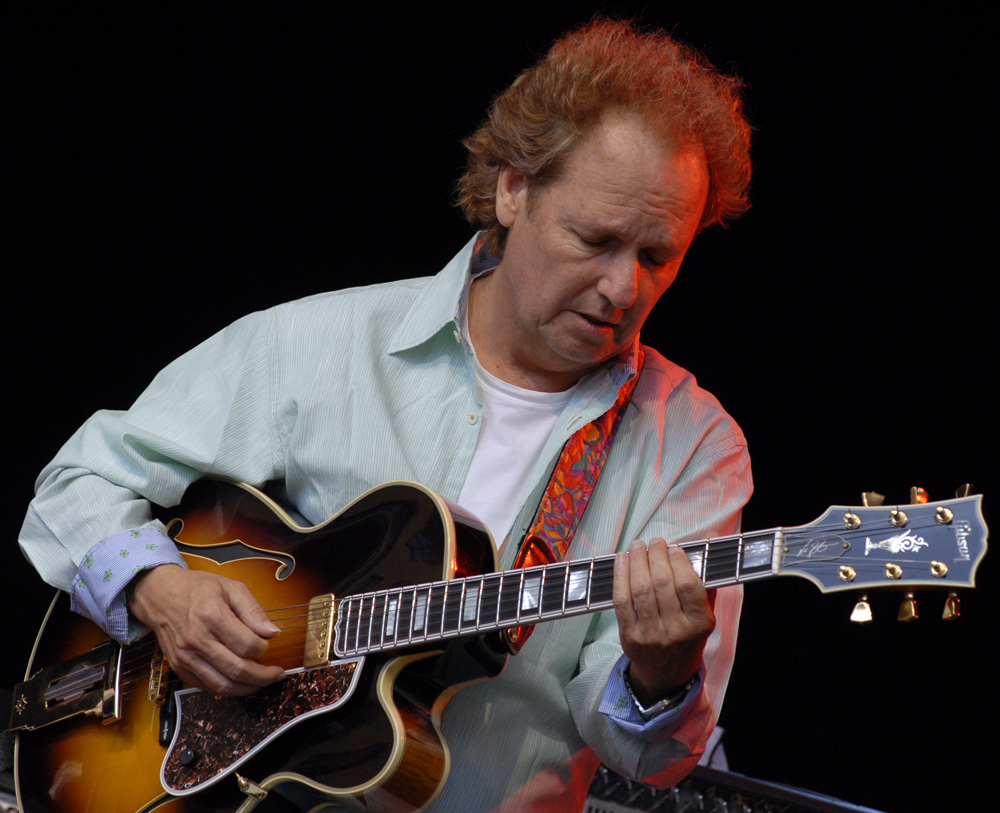
Lee Ritenour; * 11. Januar

- 11. Januar: Lee Ritenour, US-amerikanischer Musiker und Produzent
- 12. Januar: Florian Havemann, deutscher Schriftsteller, Maler und Komponist
- 12. Januar: Ricky Van Shelton, US-amerikanischer Country-Sänger
- 13. Januar: Pekka Pohjola, finnischer Musiker († 2008)
- 14. Januar: Gaby Berger, deutsche Schlagersängerin
- 14. Januar: Elmar Gutmann, deutscher Musiker, Synchronsprecher und Schauspieler
- 15. Januar: Skay Beilinson, argentinischer Gitarrist

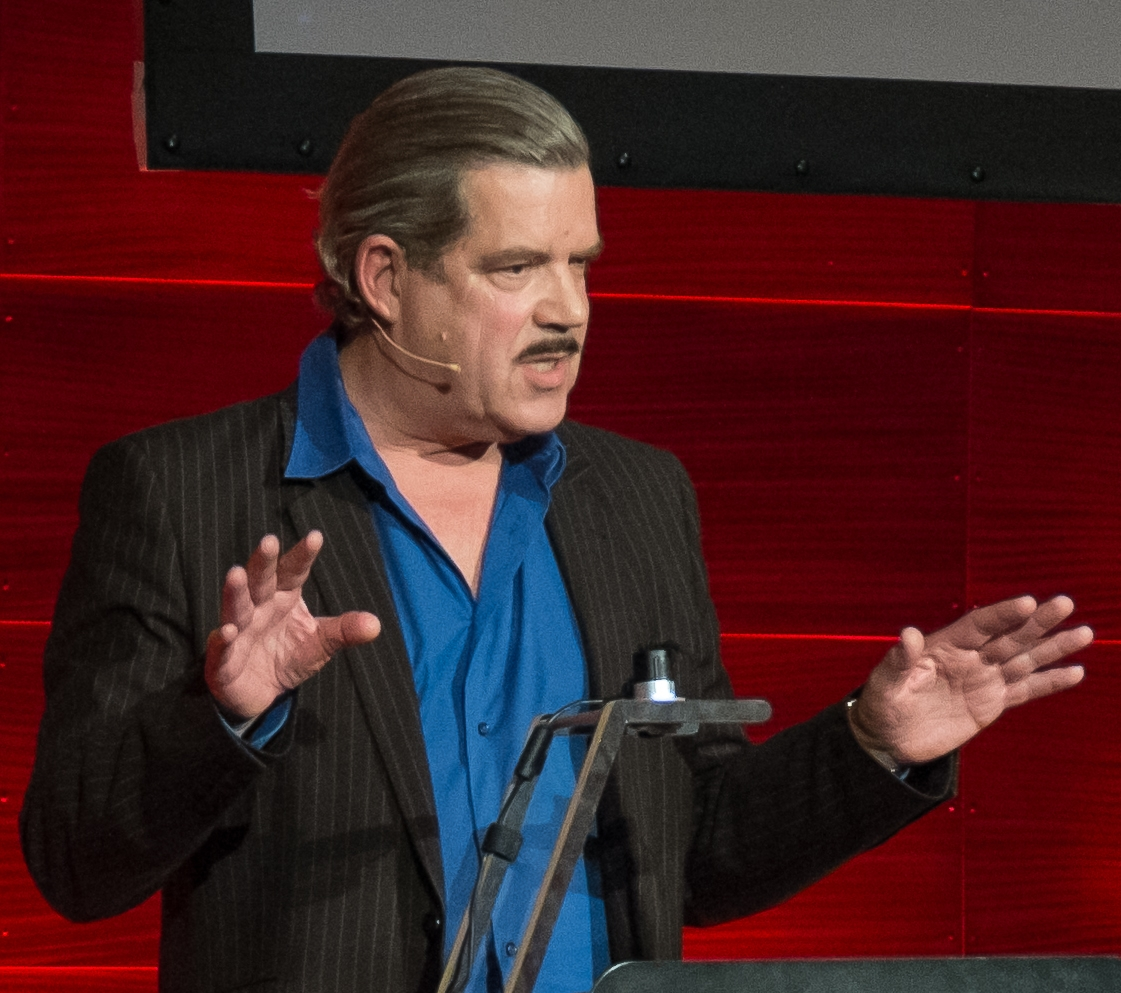
Boris Blank; * 15. Januar

- 15. Januar: Boris Blank, Schweizer Musiker
- 15. Januar: Melvyn Gale, britischer Cellist (Electric Light Orchestra)

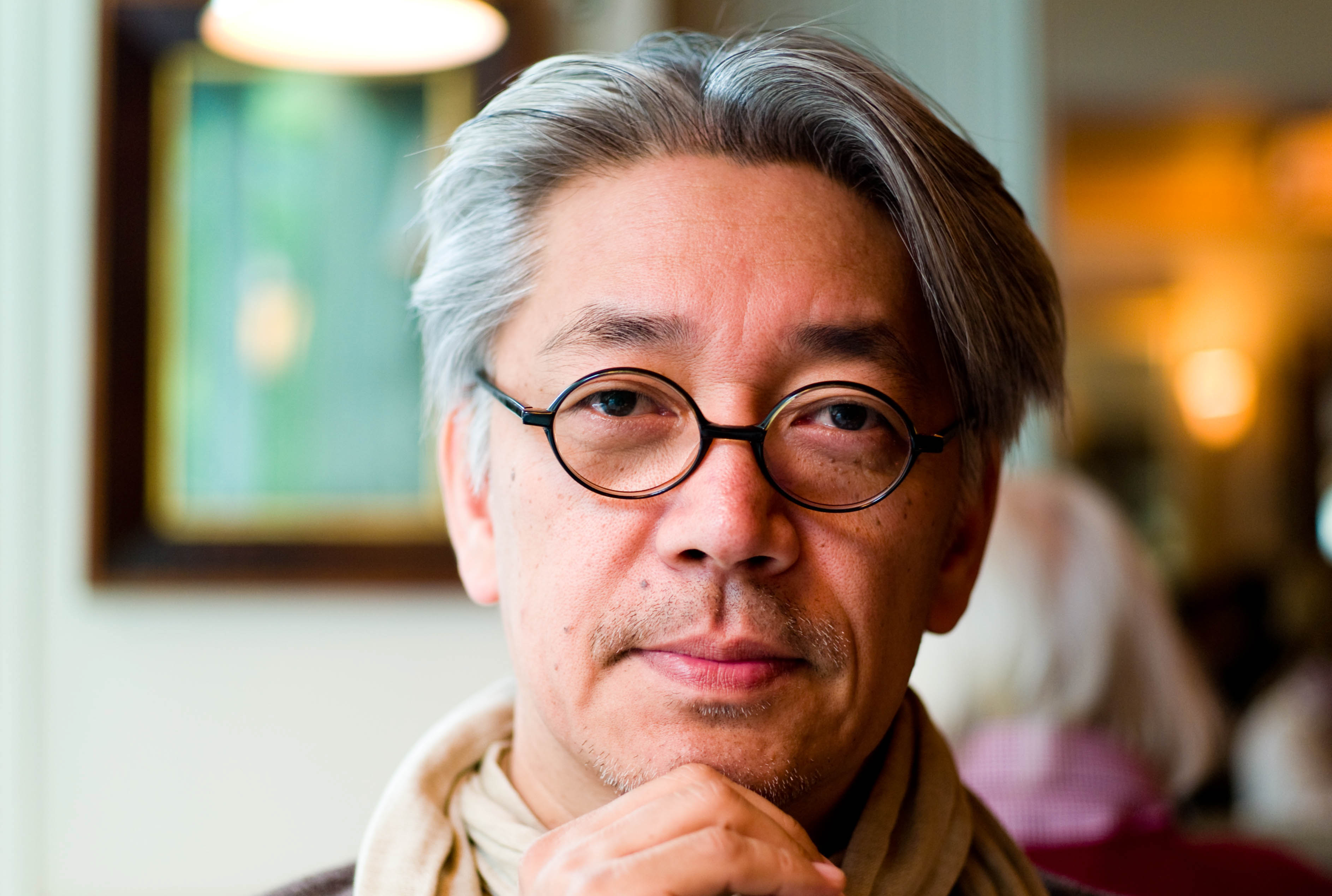
Ryuichi Sakamoto; * 17. Januar

- 17. Januar: Ryuichi Sakamoto, japanischer Komponist, Pianist, Produzent und Schauspieler († 2023)
- 18. Januar: Teddy Gentry, US-amerikanischer Bassist (Alabama)
- 18. Januar: Michael Jüllich, deutscher Perkussionist und Komponist
- 19. Januar: Eric Leeds, US-amerikanischer Saxophonist
- 20. Januar: Thomas Reuter, deutscher Komponist, Chorleiter und Pianist
- 20. Januar: Ann Savoy, US-amerikanische Cajun-Musikerin (Gesang und Gitarre)
- 20. Januar: Paul Stanley, US-amerikanischer Gitarrist und Sänger (Kiss)
- 21. Januar: Cyril Hellier, US-amerikanische Sopranistin
- 21. Januar: Libbye Hellier, US-amerikanische Sopranistin
- 21. Januar: Karl Timmermann, deutscher Sänger, Texter, Komponist und Produzent
- 23. Januar: Dorothee Eberhardt, deutsche Komponistin
- 25. Januar: Timothy White, US-amerikanischer Musikjournalist († 2002)
- 26. Januar: Frédéric Lodéon, französischer Cellist und Dirigent
- 28. Januar: Michael Jones, französischer Sänger und Gitarrist
- 30. Januar: Steve Bartek, US-amerikanischer Gitarrist (Oingo Boingo)
- 30. Januar: Waleri Michailowitsch Chalilow, russischer General und Komponist († 2016)
- 31. Januar: Rodolfo Daluisio, argentinischer Komponist und Musikpädagoge
- 31. Januar: Leslie Lemke, US-amerikanischer Musiker und Komponist
- 00. Januar: Maria Berica Dalla Vecchia, italienische Tänzerin, Choreographin und Musikpädagogin

### Februar
- 01. Februar: Jenő Jandó, ungarischer Pianist († 2023)

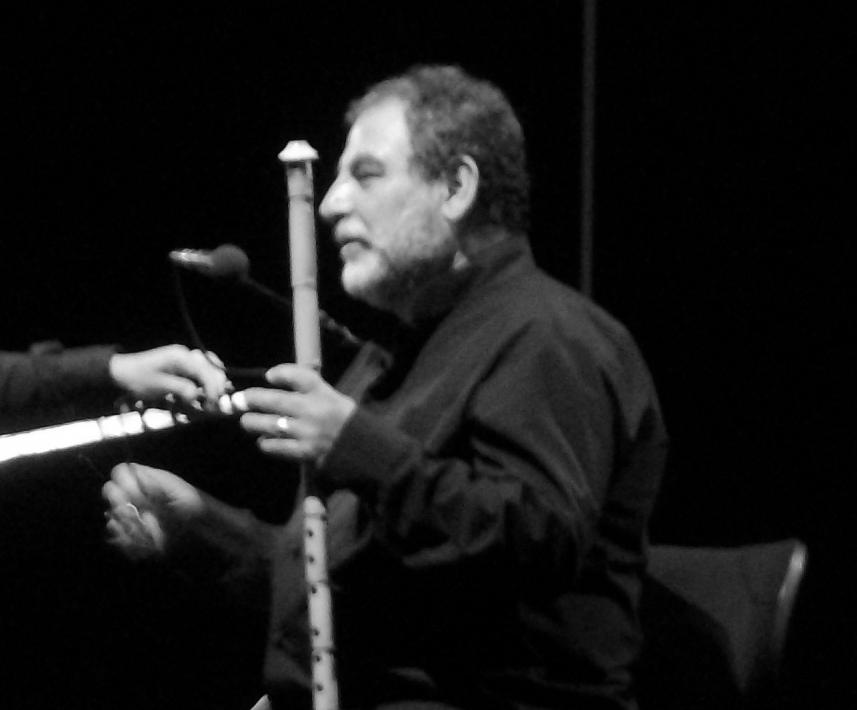
Kudsi Erguner; * 4. Februar

- 04. Februar: Kudsi Ergüner, türkischer Nay-Spieler und Komponist
- 04. Februar: Jerry Shirley, britischer Schlagzeuger (Humble Pie)
- 05. Februar: Daniel Balavoine, französischer Sänger († 1986)
- 07. Februar: Vasco Rossi, italienischer Sänger, Liedermacher und Radiomoderator
- 12. Februar: Michael McDonald, US-amerikanischer Rocksänger und -keyboarder (The Doobie Brothers)
- 13. Februar: Ed Gagliardi, US-amerikanischer Rockbassist (Foreigner)
- 15. Februar: Bill T. Jones, US-amerikanischer Tänzer und Choreograph
- 15. Februar: Rosemarie Tüpker, deutsche Musiktherapeutin und Musikwissenschaftlerin
- 16. Februar: James Ingram, US-amerikanischer Soulmusiker, Songschreiber und Musikproduzent († 2019)

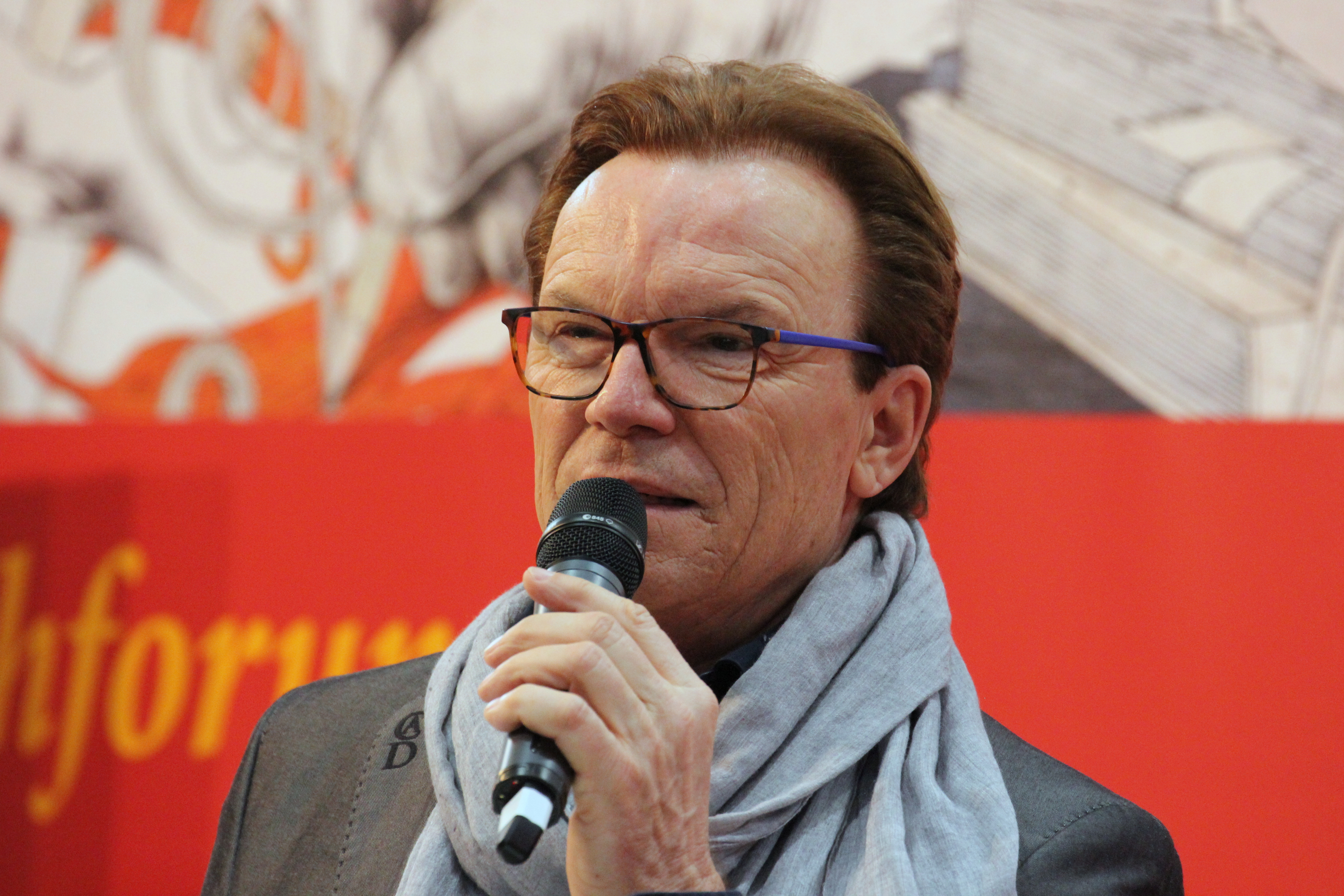
Wolfgang Lippert; * 16. Februar

- 16. Februar: Wolfgang Lippert, deutscher Sänger, Moderator und Entertainer
- 17. Februar: Michael Marra, schottischer Singer-Songwriter († 2012)
- 18. Februar: Randy Crawford, US-amerikanische Soulsängerin

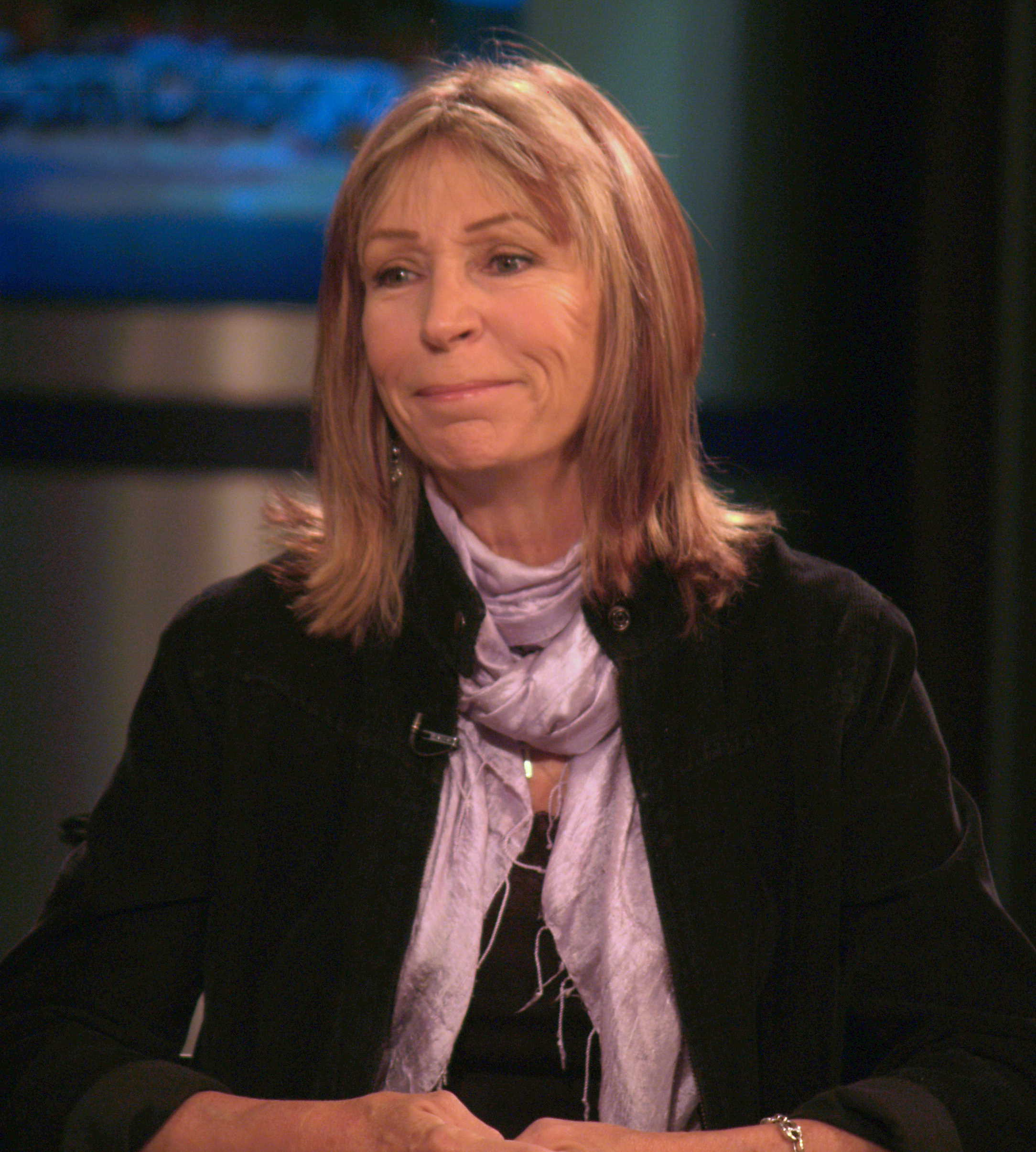
Juice Newton; * 18. Februar

- 18. Februar: Juice Newton, US-amerikanische Country-Pop-Sängerin
- 20. Februar: Halvor Haug, norwegischer Komponist
- 20. Februar: Uwe Kropinski, deutscher Jazz-Musiker
- 20. Februar: Matti Rantanen, finnischer Akkordeonist
- 21. Februar: Jean-Jacques Burnel, britisch-französischer Musiker (The Stranglers)
- 22. Februar: Soon-Mi Chung, in Südkorea geborener norwegischer Musiker
- 23. Februar: Brad Whitford, US-amerikanischer Musiker (Aerosmith)
- 24. Februar: Jadwiga Rappé, polnische Sängerin († 2025)
- 25. Februar: Christian Kolonovits, österreichischer Komponist und Dirigent
- 25. Februar: Tomas Ledin, schwedischer Sänger, Komponist, Liedtexter, Gitarrist und Musikproduzent
- 26. Februar: John Giblin, britischer Bassist († 2023)
- 28. Februar: Arthur Barrow, US-amerikanischer Musiker
- 28. Februar: William Finn, US-amerikanischer Komponist und Autor von Songtexten († 2025)
- 29. Februar: Gérard Pansanel, französischer Jazzgitarrist
- 29. Februar: Billy Joe Walker Jr., US-amerikanischer Musiker, Schallplattenproduzent und Songwriter († 2017)

### März
- 04. März: Umberto Tozzi, italienischer Musiker
- 05. März: Alan Clark, britischer Keyboarder
- 06. März: Marielle Labèque, französische Pianistin (Duo Katia und Marielle Labèque)
- 09. März: Reto Parolari, Schweizer Dirigent († 2019)
- 11. März: Vince Giordano, US-amerikanischer Jazzmusiker (Nighthawks Orchestra)
- 12. März: Randy Stonehill, US-amerikanischer Sänger und Komponist

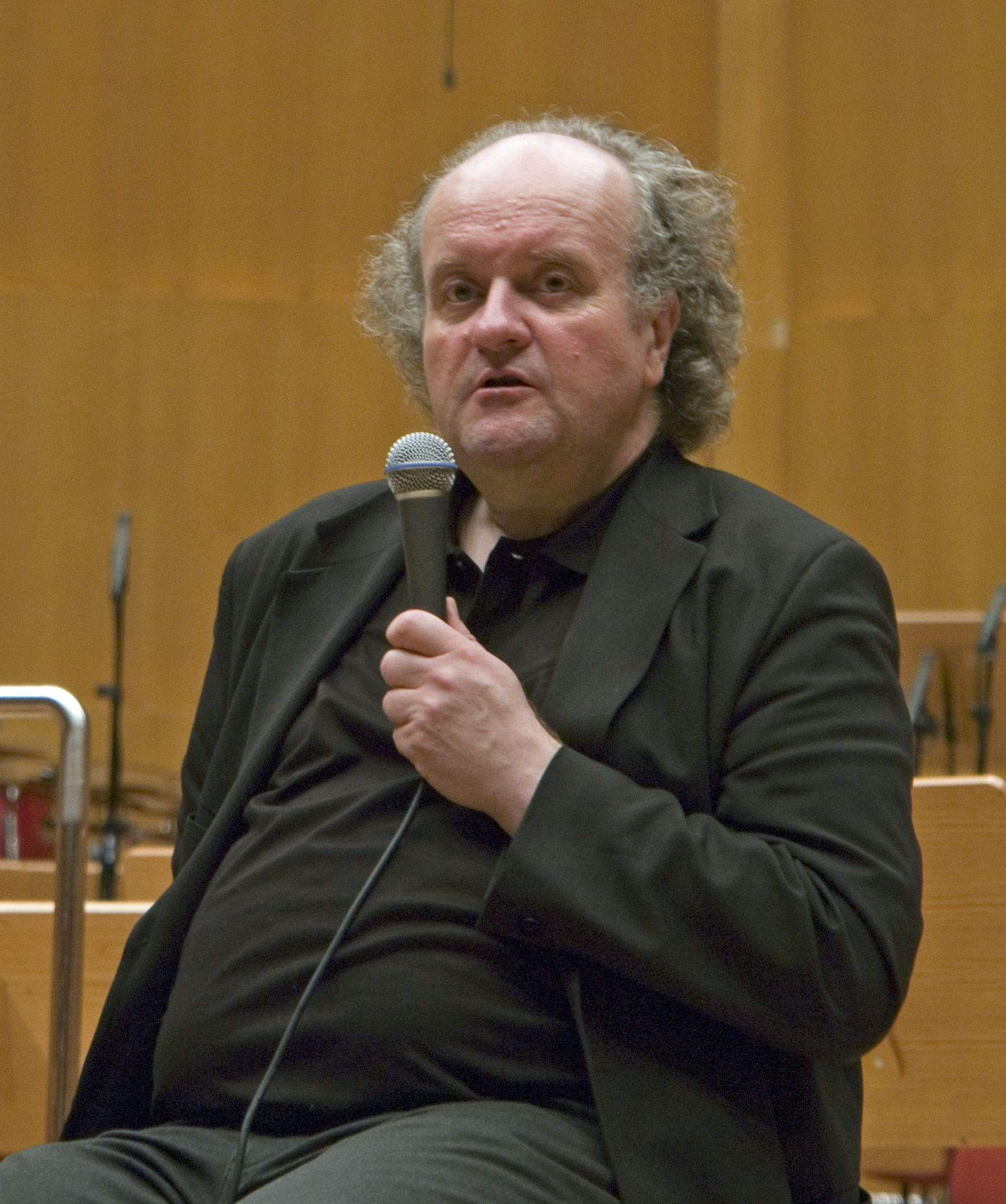
Wolfgang Rihm; * 13. März

- 13. März: Wolfgang Rihm, deutscher Komponist, Musikwissenschaftler und Essayist († 2024)
- 13. März: Joesi Prokopetz, österreichischer Liedermacher, Musiker, Autor, Darsteller und Kabarettist.
- 15. März: Howard Devoto, britischer Rocksänger und Texter (Buzzcocks, Magazine, Luxuria, ShelleyDevoto)
- 17. März: Susie Allanson, US-amerikanische Country-Sängerin
- 17. März: Manolo Badrena, puerto-ricanischer Perkussionist (Weather Report)

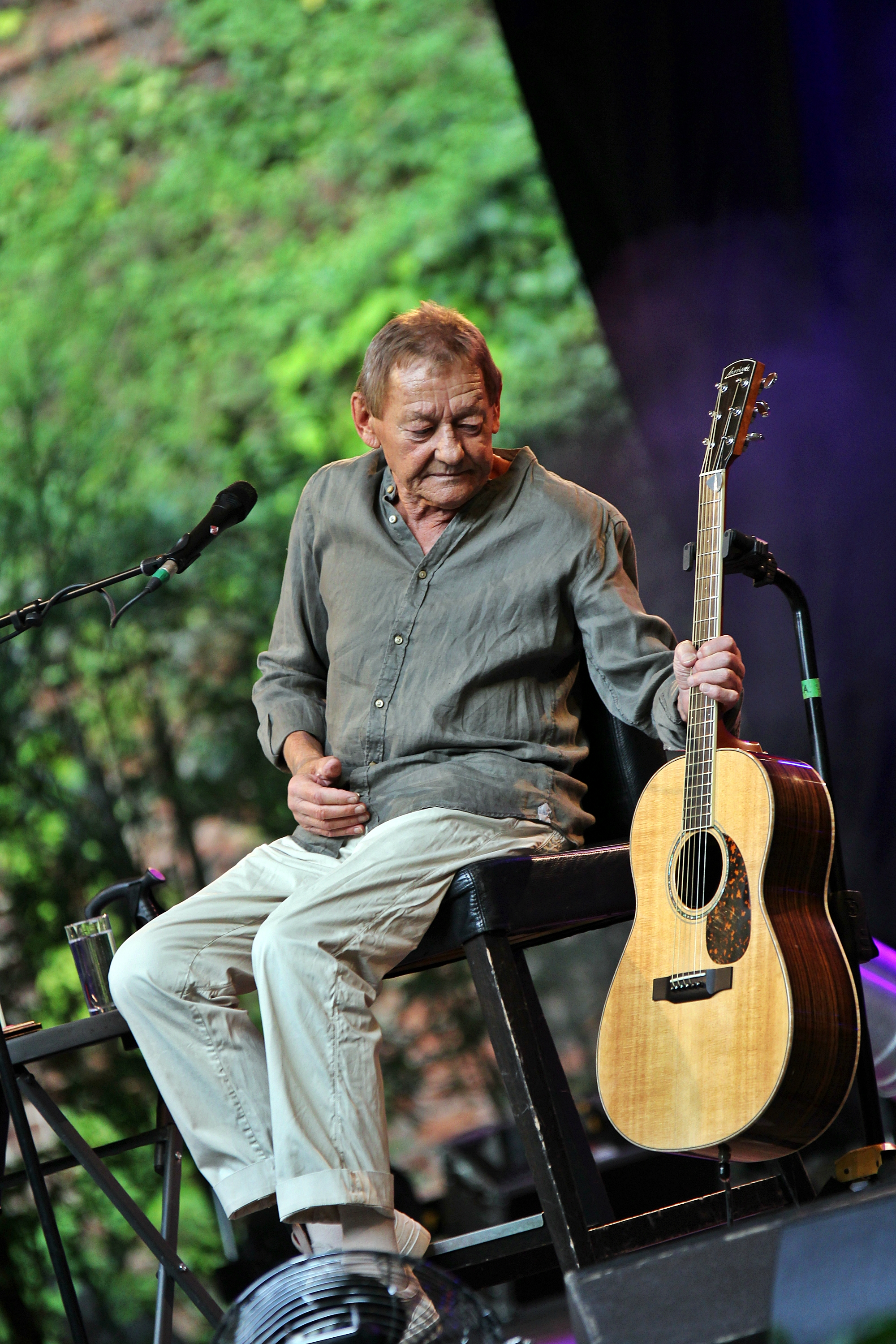
Wolfgang Ambros; * 19. März

- 19. März: Wolfgang Ambros, österreichischer Musiker, Liedermacher
- 19. März: Chris Brubeck, US-amerikanischer Musiker und Komponist
- 19. März: Derek Longmuir, schottischer Schlagzeuger (Bay City Rollers)
- 21. März: Carlo Actis Dato, italienischer Jazzmusiker
- 22. März: Jay Dee Daugherty, US-amerikanischer Schlagzeuger und Songwriter (Patti Smith Group)
- 22. März: Bob Mover, US-amerikanischer Saxophonist und Sänger
- 23. März: Jan Hadermann, belgischer Komponist
- 24. März: Dioni Fernández, dominikanischer Merengue-Musiker
- 26. März: Paolo Damiani, italienischer Jazz-Bassist und Bigband-Leader
- 27. März: Felix Haug, Schweizer Popmusiker († 2004)
- 29. März: Errol Dyers, südafrikanischer Jazzgitarrist († 2017)
- 31. März: Raimund Kroboth, deutscher Fusionmusiker (Gitarre, Arrangement, Komposition)
- 31. März: Nelly Miricioiu, rumänische Opernsängerin (Sopran)

### April
- 01. April: Randy Crouch, US-amerikanischer Countrysänger
- 01. April: Bernd Rönnefarth, deutscher Lehrer und Liedermacher († 2021)
- 02. April: Dave Buxton, britischer Jazzpianist und Komponist
- 02. April: Alex Conti, deutscher Gitarrist
- 02. April: Leon Wilkeson, US-amerikanischer Bassist (Lynyrd Skynyrd)
- 03. April: Franz X. A. Zipperer, deutscher Musikjournalist († 2015)
- 04. April: María Mendiola, spanische Schlagersängerin († 2021)

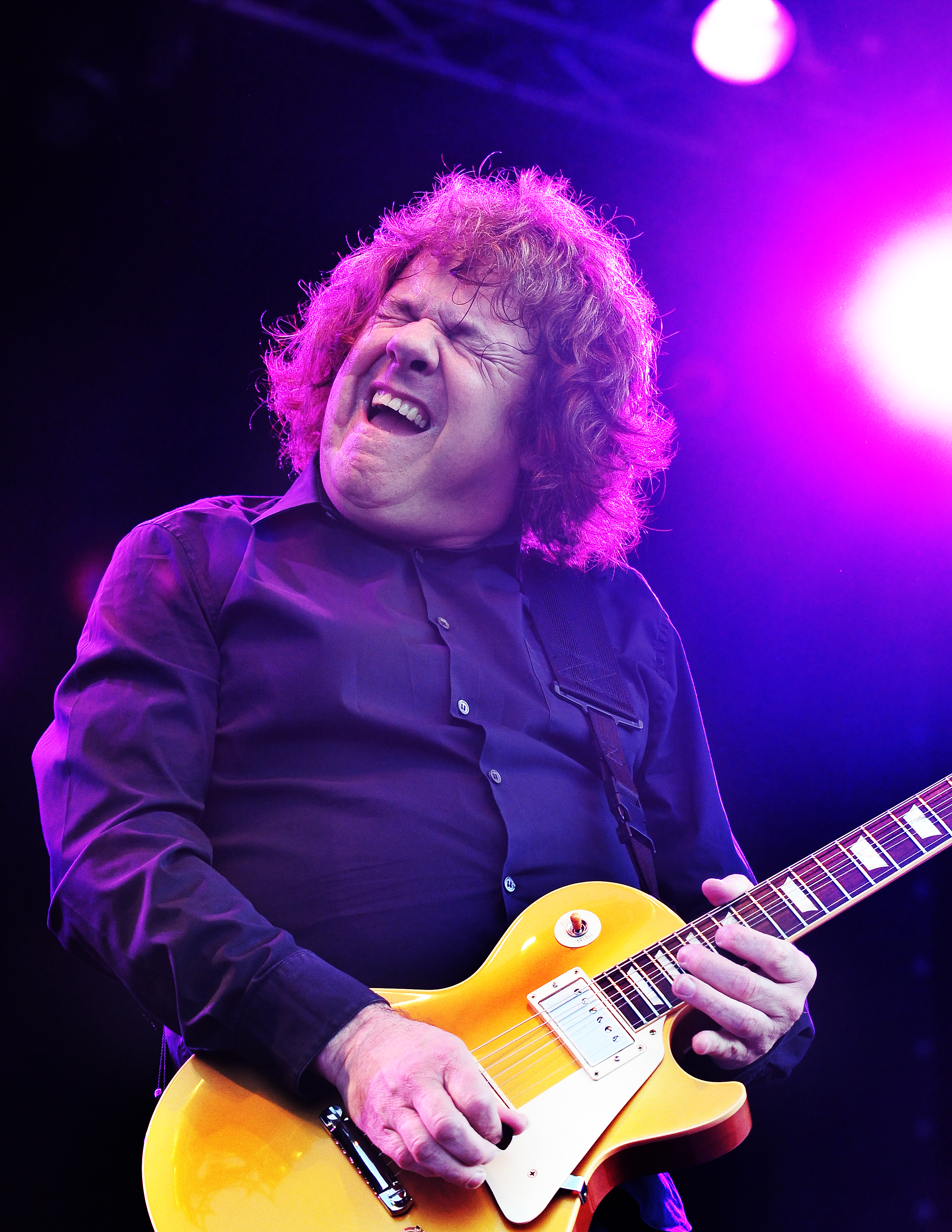
Gary Moore; * 4. April

- 04. April: Gary Moore, nordirischer Blues- und Rockmusiker († 2011)
- 06. April: Richard Tabnik, US-amerikanischer Jazz- und Improvisationsmusiker (Saxophon, Komposition)
- 08. April: Yildiz Ibrahimova, bulgarischer Sänger
- 09. April: Magnar Åm, norwegischer Komponist, Organist und Kantor
- 09. April: Tony Burke, britischer Musikjournalist und Herausgeber
- 09. April: Tania Tsanaklidou, griechische Sängerin und Schauspielerin
- 12. April: Hellmut Hattler, deutscher Jazz- und Rockbassist
- 12. April: Jeff Linsky, US-amerikanischer Jazzgitarrist
- 12. April: Honest John Plain, britischer Musiker und Sänger († 2025)
- 13. April: Rosa Passos, brasilianische Sängerin und Gitarristin
- 16. April: Peter Arnold, deutscher Hornist
- 16. April: Rico Saccani, US-amerikanischer Dirigent
- 16. April: Jukka Tolonen, finnischer Jazz-Gitarrist
- 17. April: Jerry Knight, US-amerikanischer Sänger, Bassist, Songwriter und Produzent († 1996)
- 18. April: Bo Katzman, Schweizer Musiker, Sänger
- 21. April: Pascal Auberson, Schweizer Sänger, Perkussionist und Pianist
- 22. April: Dave Mancini, US-amerikanischer Perkussionist, Musikpädagoge und Komponist
- 22. April: Alfons Karl Zwicker, Schweizer Komponist und Pianist
- 23. April: Narada Michael Walden, US-amerikanischer Produzent, Schlagzeuger und Sänger (Mahavishnu Orchestra)

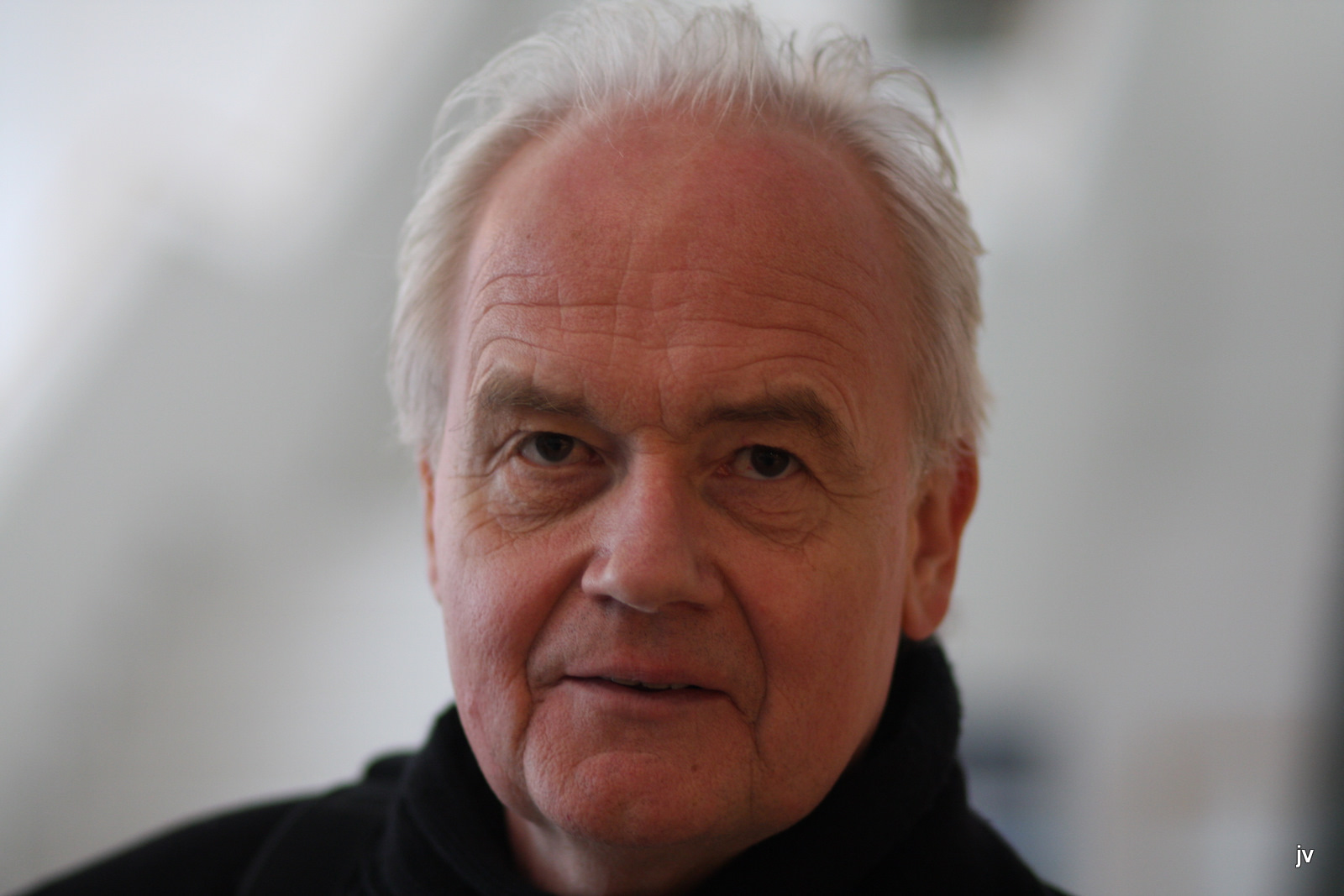
Ketil Bjørnstad; * 25. April

- 25. April: Ketil Bjørnstad, norwegischer Schriftsteller, Lyriker, Komponist und Pianist
- 26. April: Ewa Podleś, polnische Opernsängerin († 2024)
- 28. April: Leni Stern, deutsche Jazz-Gitarristin, -Sängerin und -Pianistin
- 29. April: Dave Valentin, US-amerikanischer Jazzflötist († 2017)

### Mai
- 02. Mai: Mari Natsuki, japanische Sängerin, Tänzerin und Schauspielerin

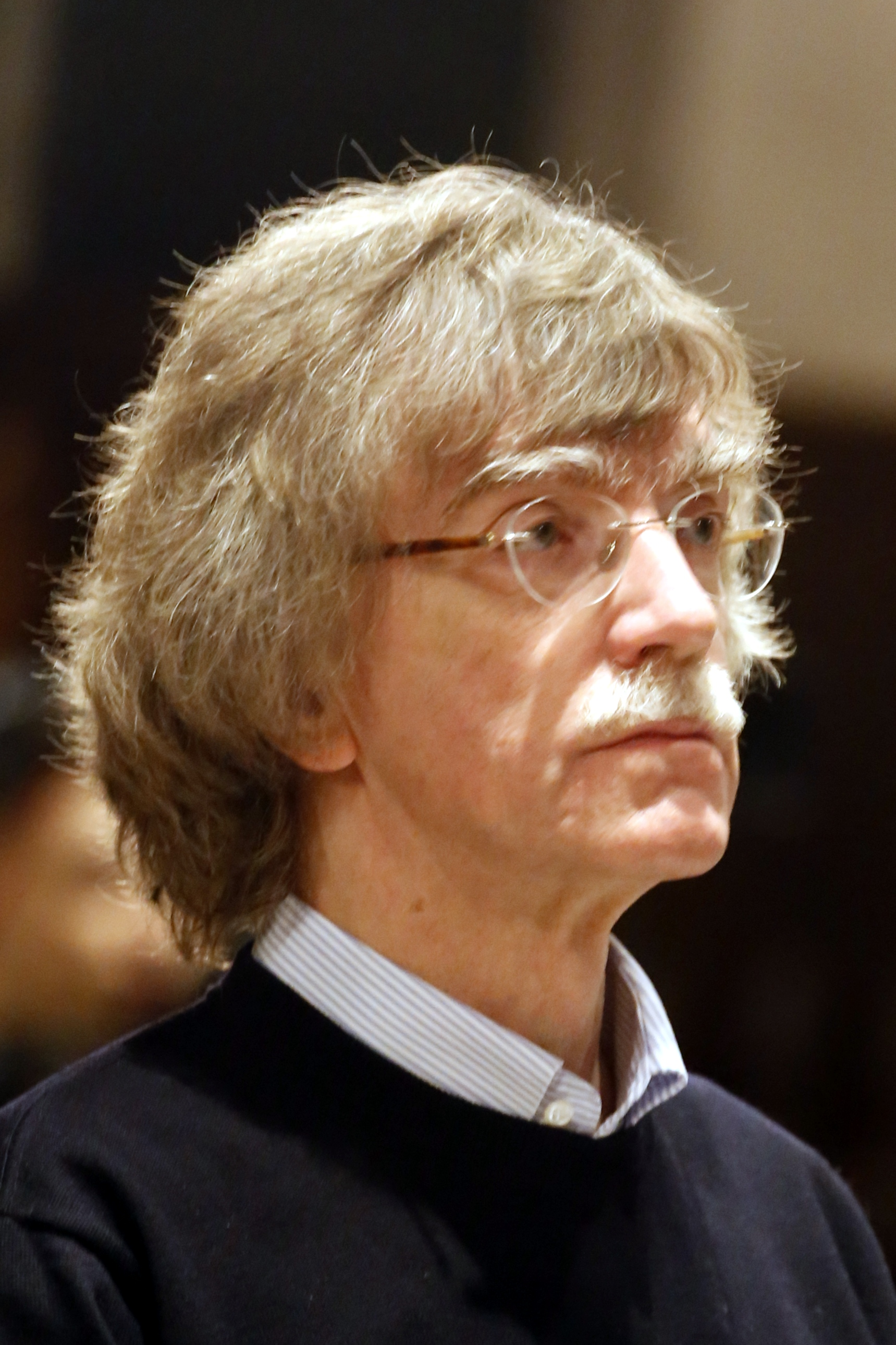
Gotthold Schwarz; * 2. Mai

- 02. Mai: Gotthold Schwarz, Thomaskantor und Leiter des Thomanerchores Leipzig
- 03. Mai: Henning Sommerro, norwegischer Pianist und Komponist
- 05. Mai: Maia Ciobanu, rumänische Komponistin
- 05. Mai: Ryszard Szeremeta, polnischer Komponist, Dirigent und Jazzsänger
- 07. Mai: Bertrand Gosselin, kanadischer Singer-Songwriter
- 08. Mai: John Purcell, US-amerikanischer Saxophonist und Multi-Instrumentalist
- 09. Mai: Dick Annegarn, niederländischer Sänger, Songwriter und Gitarrist
- 09. Mai: Linda Finnie, schottische Mezzosopranistin
- 10. Mai: Lee Brilleaux, südafrikanisch-britischer Sänger (Dr. Feelgood) († 1994)
- 10. Mai: Kikki Danielsson, schwedische Sängerin und Akkordeonistin

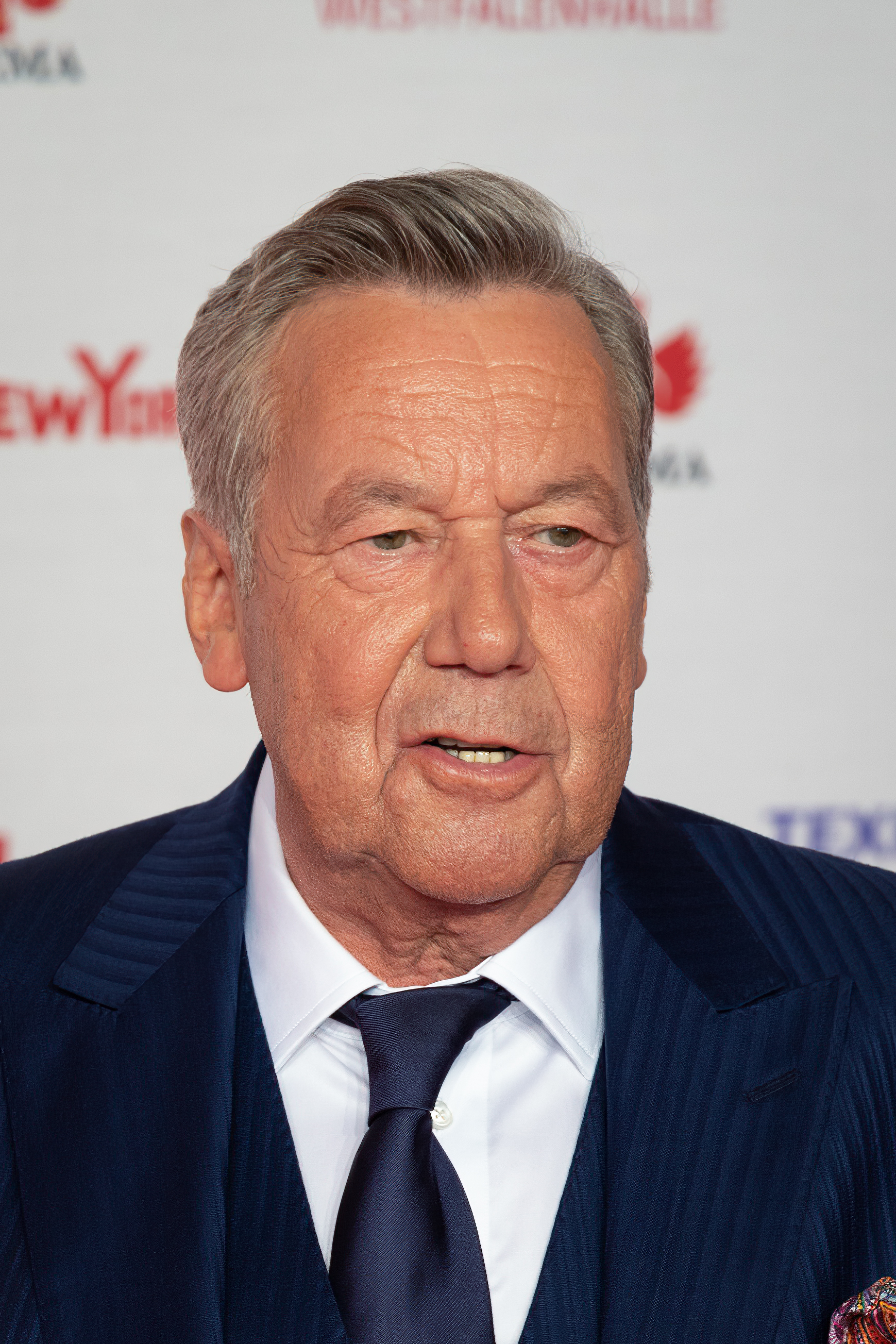
Roland Kaiser; * 10. Mai

- 10. Mai: Roland Kaiser, deutscher Schlagersänger
- 10. Mai: Sly Dunbar, jamaikanischer Schlagzeuger und Produzent
- 11. Mai: Renaud, französischer Musiker
- 12. Mai: André Greiner-Pol, deutscher Rockmusiker († 2008)
- 12. Mai: Scott Johnson, US-amerikanischer Komponist († 2023)
- 13. Mai: Mary Cleere Haran, US-amerikanische Sängerin und Autorin († 2011)
- 14. Mai: David Byrne, britischer Musiker (Talking Heads)
- 17. Mai: Bernhard Brink, deutscher Schlagersänger und Fernsehmoderator
- 18. Mai: George Strait, US-amerikanischer Country-Musiker
- 22. Mai: Anthony Genge, kanadischer Komponist, Jazzpianist und -organist und Musikpädagoge
- 22. Mai: John Marshall, US-amerikanischer Jazztrompeter († 2025)
- 23. Mai: Anne-Marie David, französische Sängerin
- 23. Mai: Dillie Keane, britische Sängerin, Schauspielerin und Comedian
- 24. Mai: Dave Defries, britischer Jazz-Trompeter und Hornist
- 24. Mai: Pierre Van Dormael, belgischer Jazz-Gitarrist († 2008)
- 29. Mai: Thomas Rübenacker, deutscher Cellist, Musikkritiker, Journalist und Rundfunkmoderator († 2024)
- 29. Mai: Hilton Ruiz, US-amerikanischer Jazz-Pianist und Komponist († 2006)
- 30. Mai: Geza Stephan Fischer, deutscher Musikproduzent
- 30. Mai: Zoltán Kocsis, ungarischer Pianist und Dirigent († 2016)

### Juni
- 01. Juni: Ljudmila Pawlowna Kasanzewa, sowjetische bzw. russische Musikwissenschaftlerin und Hochschullehrerin
- 01. Juni: Mina Pâslaru, rumänische Sängerin und Schauspielerin († 1995)
- 01. Juni: Tom Principato, US-amerikanischer Sänger, Gitarrist und Songschreiber des Electric Blues und Bluesrock
- 01. Juni: Mindaugas Urbaitis, litauischer Komponist
- 02. Juni: Pete Farndon, britischer Rockmusiker († 1983)
- 03. Juni: Deborah Washington Brown, US-amerikanische Mathematikerin, Informatikerin und Pianistin († 2020)
- 03. Juni: Wjatscheslaw Sergejewitsch Nasarow, russischer Jazz-Posaunist und Sänger († 1996)
- 05. Juni: Nicko McBrain, britischer Musiker und Schlagzeuger (Iron Maiden)
- 05. Juni: Monnette Sudler, US-amerikanische Jazzmusikerin († 2022)
- 06. Juni: Kjell Samkopf, norwegische Schlagzeugerin und Komponistin
- 07. Juni: Royce Campbell, US-amerikanischer Jazz-Gitarrist, Komponist und Musikproduzent
- 09. Juni: Gerd-Michael Dausend, deutscher Musikschul- und Musik-Hochschullehrer sowie Herausgeber von Literatur für die Konzertgitarre († 2019)
- 09. Juni: Carlos Perón, Schweizer Musiker (Yello)
- 09. Juni: Robert Sandall, britischer Musiker und Musikjournalist († 2010)
- 10. Juni: Bernd Stegmann, deutscher Kirchenmusiker
- 11. Juni: Donnie Van Zant, US-amerikanischer Rocksänger (38 Special)
- 12. Juni: Junior Brown, US-amerikanischer Country-Musiker
- 12. Juni: Oliver Knussen, britischer Komponist und Dirigent († 2018)
- 12. Juni: Bent Patey, norwegischer Gitarrist, Komponist und Schriftsteller
- 12. Juni: Jed Williams, walisischer Jazzjournalist und Gründer des Brecon Jazz Festival († 2003)
- 13. Juni: Jonathan Feldman, US-amerikanischer Pianist und Musikpädagoge
- 15. Juni: Aina Kemanis, US-amerikanische Sängerin und Flötistin
- 16. Juni: Jerry Hadley, US-amerikanischer Opernsänger († 2007)
- 16. Juni: Fabienne Thibeault, kanadische Singer-Songwriterin
- 16. Juni: Gino Vannelli, kanadischer Jazz-, Rock- und Popsänger
- 18. Juni: Marcella Bella, italienische Sängerin

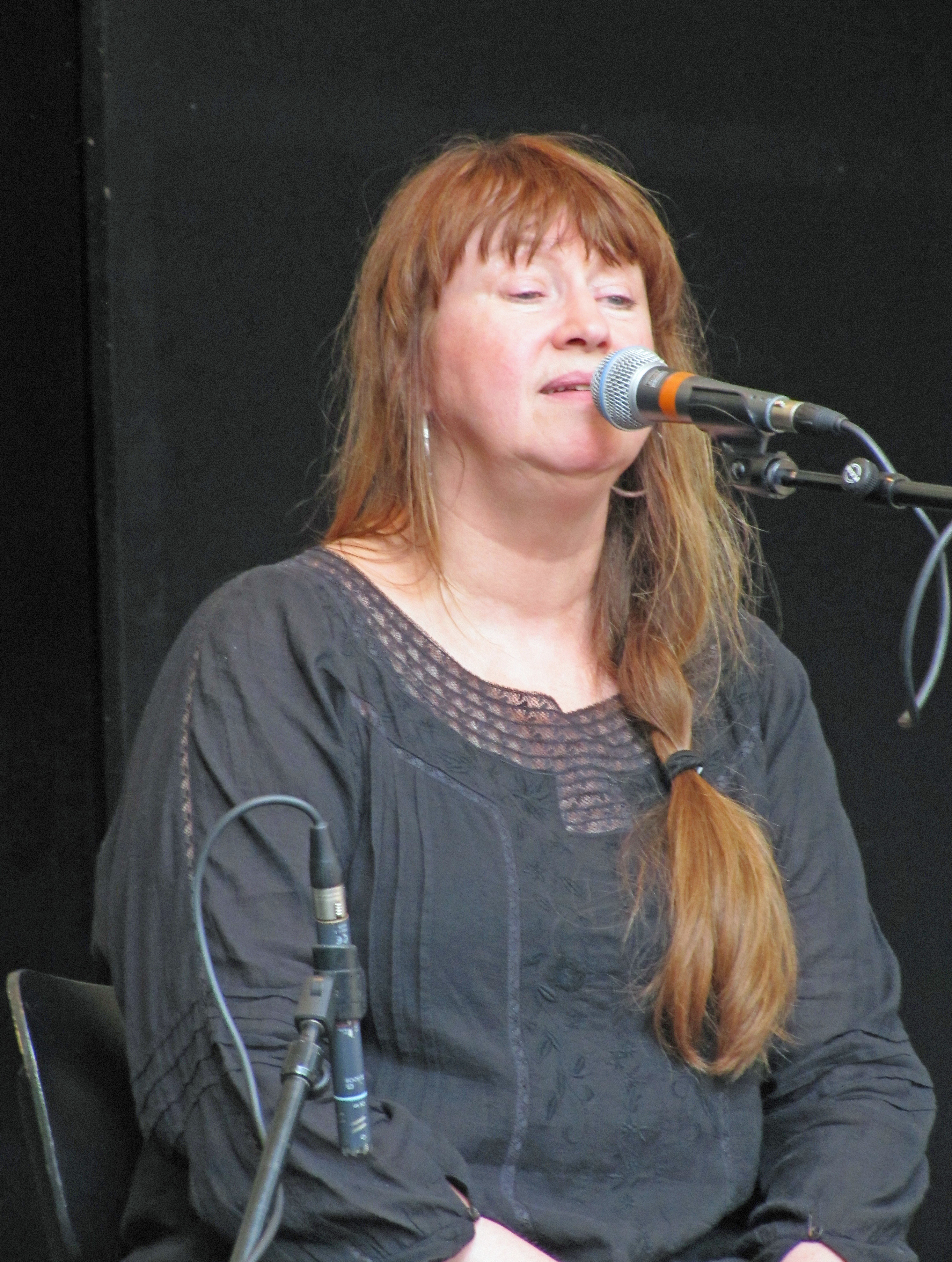
Sidsel Endresen; * 19. Juni

- 19. Juni: Sidsel Endresen, norwegische Jazzsängerin
- 19. Juni: Jim Johnston, US-amerikanischer Musiker und Komponist
- 19. Juni: Philippe Manoury, französischer Komponist
- 20. Juni: Dieter Gölsdorf, deutscher Gitarrenbauer, Gitarrist und Schriftsteller
- 20. Juni: Gary Lucas, US-amerikanischer Fusiongitarrist und Songwriter
- 21. Juni: Luis Días, dominikanischer Rock- und Jazzmusiker († 2009)
- 23. Juni: Anthony Jackson, US-amerikanischer E-Bassist
- 24. Juni: Carlos Mieres, uruguayischer Gitarrist
- 25. Juni: Tim Finn, neuseeländischer Singer-Songwriter

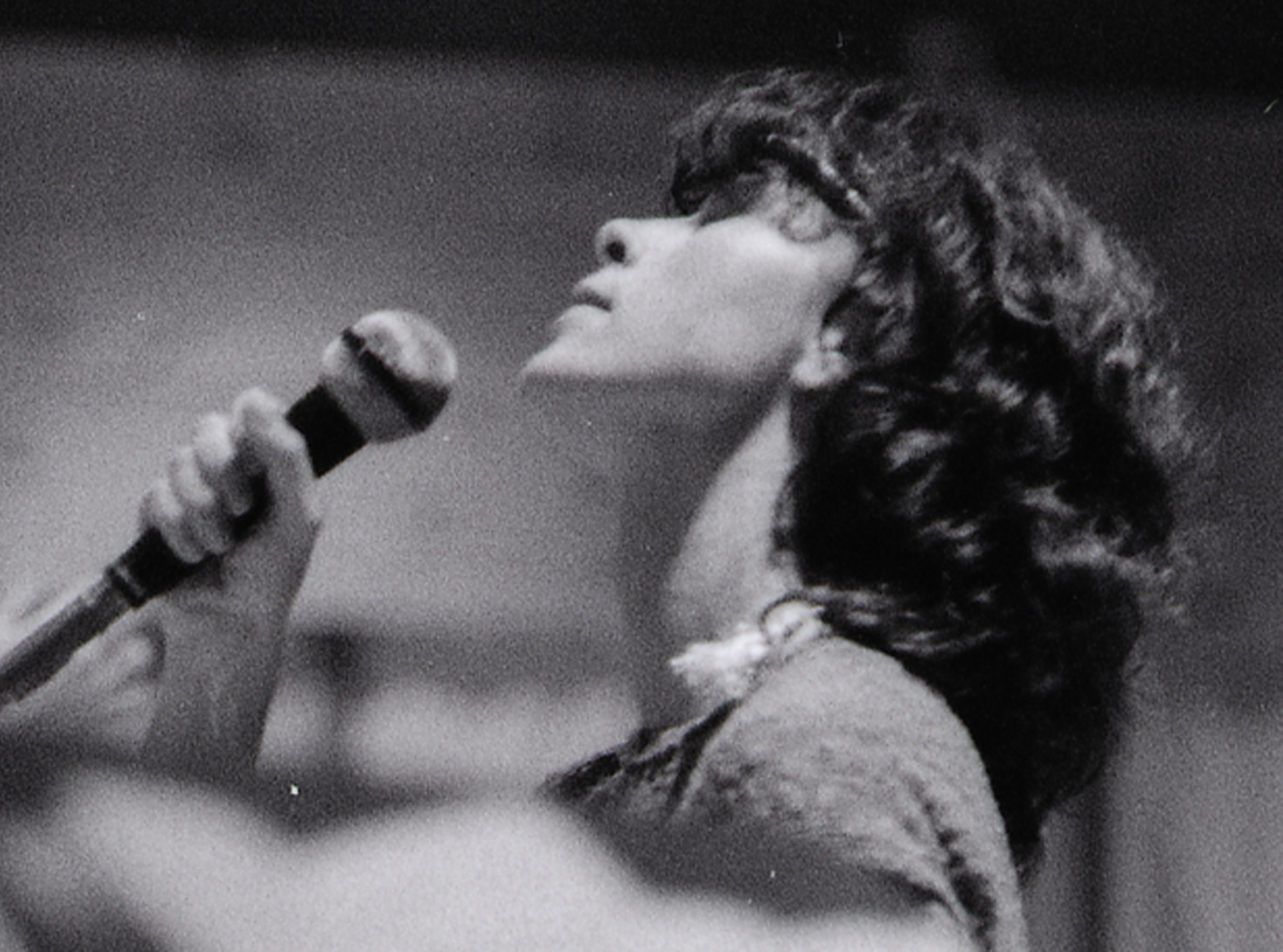
Radka Toneff; * 25. Juni

- 25. Juni: Radka Toneff, norwegische Jazzsängerin († 1982)
- 28. Juni: Alan Pasqua, US-amerikanischer Jazz- und Rockpianist

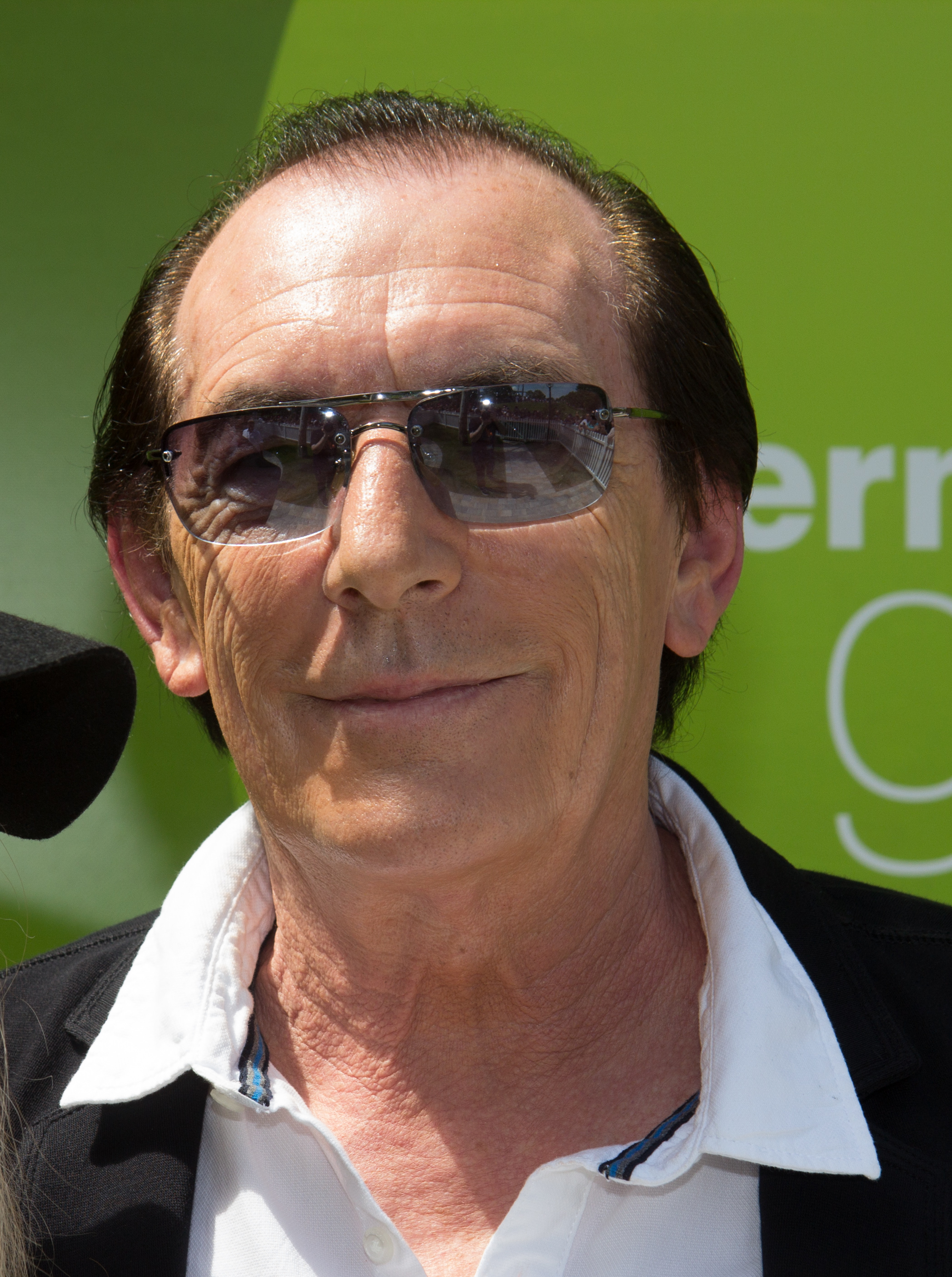
Stefan Zauner; * 30. Juni

- 30. Juni: Stefan Zauner, deutscher Musiker

### Juli
- 01. Juli: David Arkenstone, US-amerikanischer Musiker und Komponist
- 01. Juli: Dan Aykroyd, kanadischer Filmschauspieler (The Blues Brothers)
- 01. Juli: Leon Ndugu Chancler, US-amerikanischer Schlagzeuger, Musikproduzent († 2018)
- 01. Juli: Peter Graham, tschechischer Komponist und Musikpädagoge
- 01. Juli: Ichiko Hashimoto, japanische Jazzmusikerin
- 01. Juli: Timothy J. Tobias, US-amerikanischer Pianist und Komponist († 2006)
- 02. Juli: Johnny Colla, US-amerikanischer Rockmusiker (Huey Lewis and the News)
- 02. Juli: Jamey George Haddad, US-amerikanischer Schlagzeuger und Perkussionist
- 03. Juli: Laura Branigan, US-amerikanische Popsängerin († 2004)

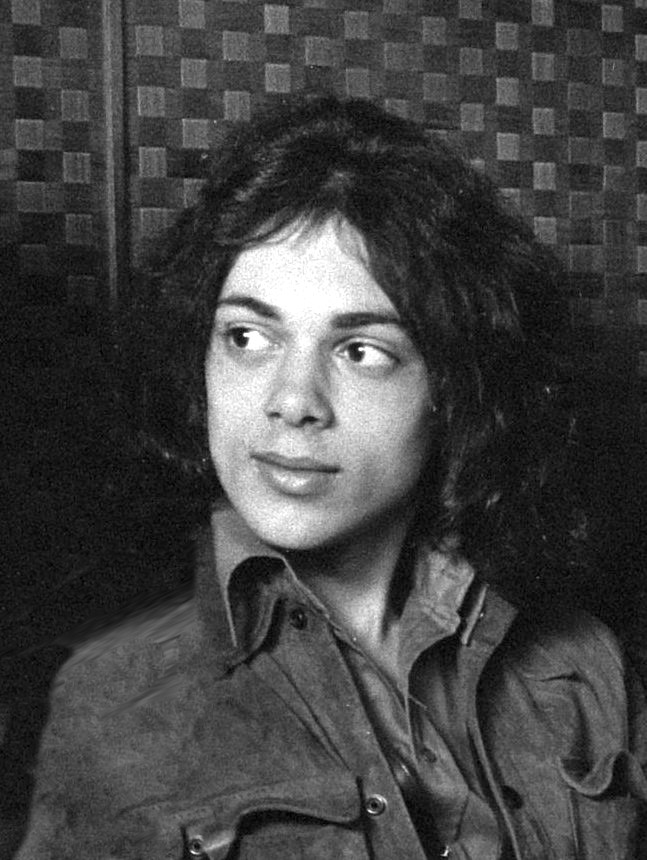
Andy Fraser; * 3. Juli

- 03. Juli: Andy Fraser, britischer Musiker (Free, Sharks, and John Mayall & the Bluesbreakers) († 2015)
- 03. Juli: Hugo Moraga, chilenischer Cantautor
- 04. Juli: John Waite, britischer Rockmusiker
- 05. Juli: Nicky Gebhard, deutscher Schlagzeuger und Musikpädagoge († 2021)
- 06. Juli: Frank Schäffer, deutscher Fußballspieler und Sänger († 2024)
- 07. Juli: James Hand, US-amerikanischer Country-Musiker († 2020)
- 07. Juli: Sue Keller, US-amerikanische Sängerin und Pianistin
- 09. Juli: Enrique Diemecke, mexikanischer Dirigent und Komponist
- 09. Juli: David Macdonald, kanadischer Organist († 2003)
- 11. Juli: Raymond Voß, deutscher Musiker
- 12. Juli: Philip Taylor Kramer, US-amerikanischer Bassist (Iron Butterfly) († 1995)

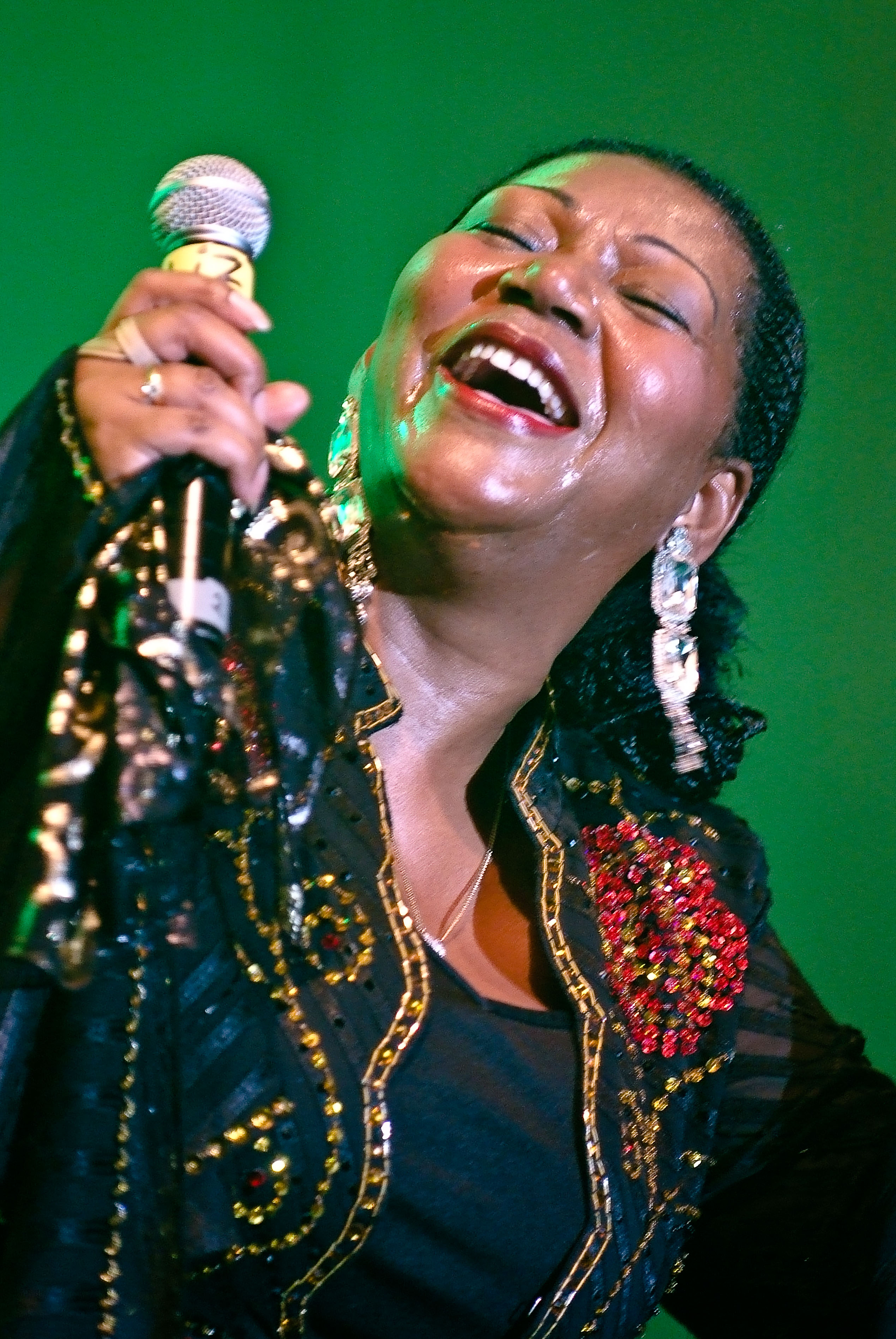
Liz Mitchell; * 12. Juli

- 12. Juli: Liz Mitchell, jamaikanische Sängerin
- 14. Juli: Bob Casale, US-amerikanischer Gitarrist, Keyboarder und Produzent (Devo) († 2014)
- 14. Juli: Chris Cross, britischer Musiker († 2024)
- 14. Juli: George E. Lewis, US-amerikanischer Jazzposaunist und Komponist
- 15. Juli: Włodzimierz Kiniorski, polnischer Komponist, Jazz-Saxophonist und Multiinstrumentalist
- 15. Juli: David Pack, US-amerikanischer Sänger und Gitarrist (Ambrosia)
- 15. Juli: Marky Ramone, US-amerikanischer Schlagzeuger (Ramones)
- 15. Juli: Johnny Thunders, US-amerikanischer Punk-Musiker († 1991)

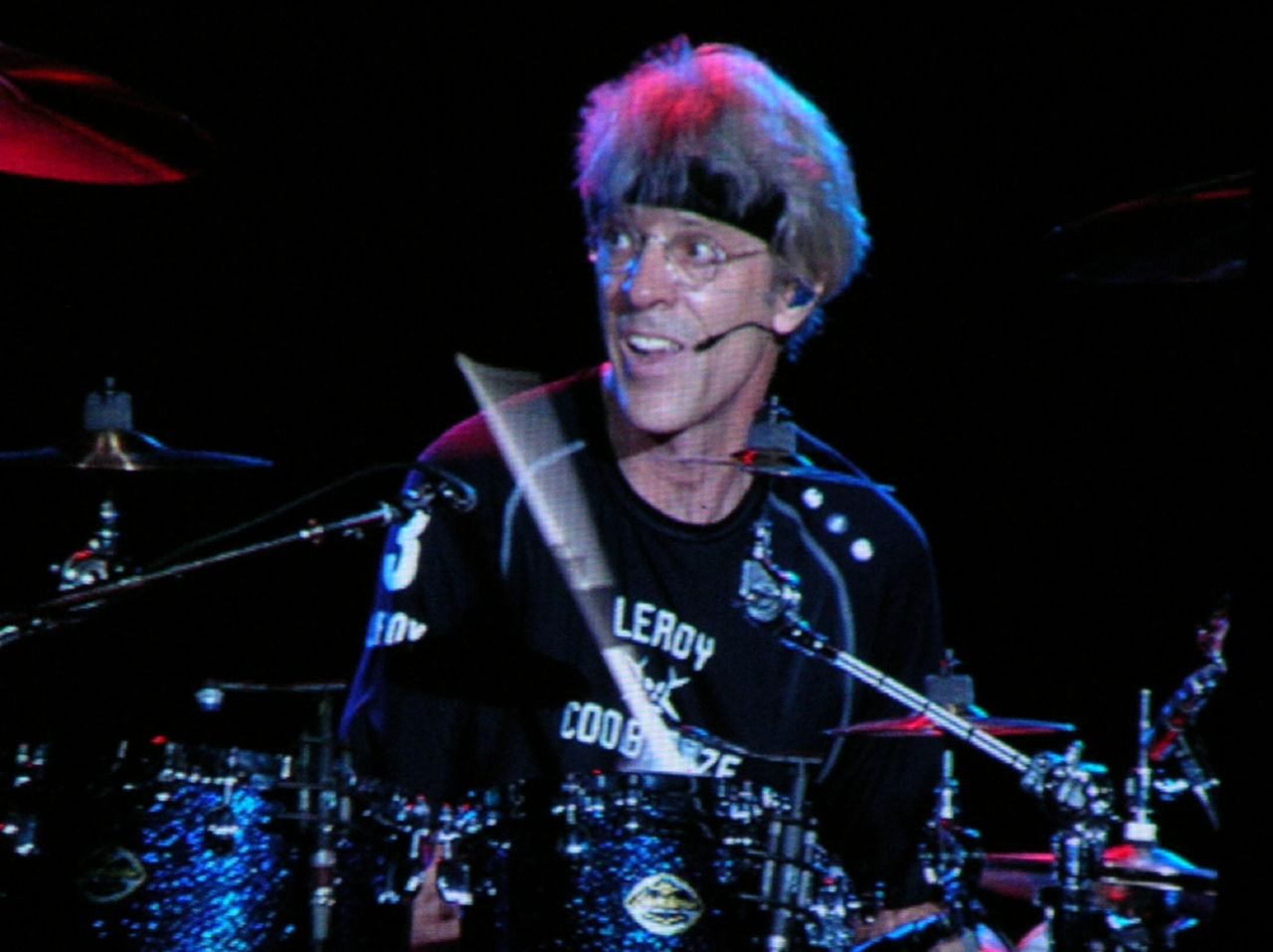
Stewart Copeland; * 16. Juli

- 16. Juli: Stewart Copeland, US-amerikanischer Schlagzeuger
- 16. Juli: Gary Howard, britischer Musiker (The Pathfinders)
- 17. Juli: Donal Fox, US-amerikanischer Pianist und Komponist

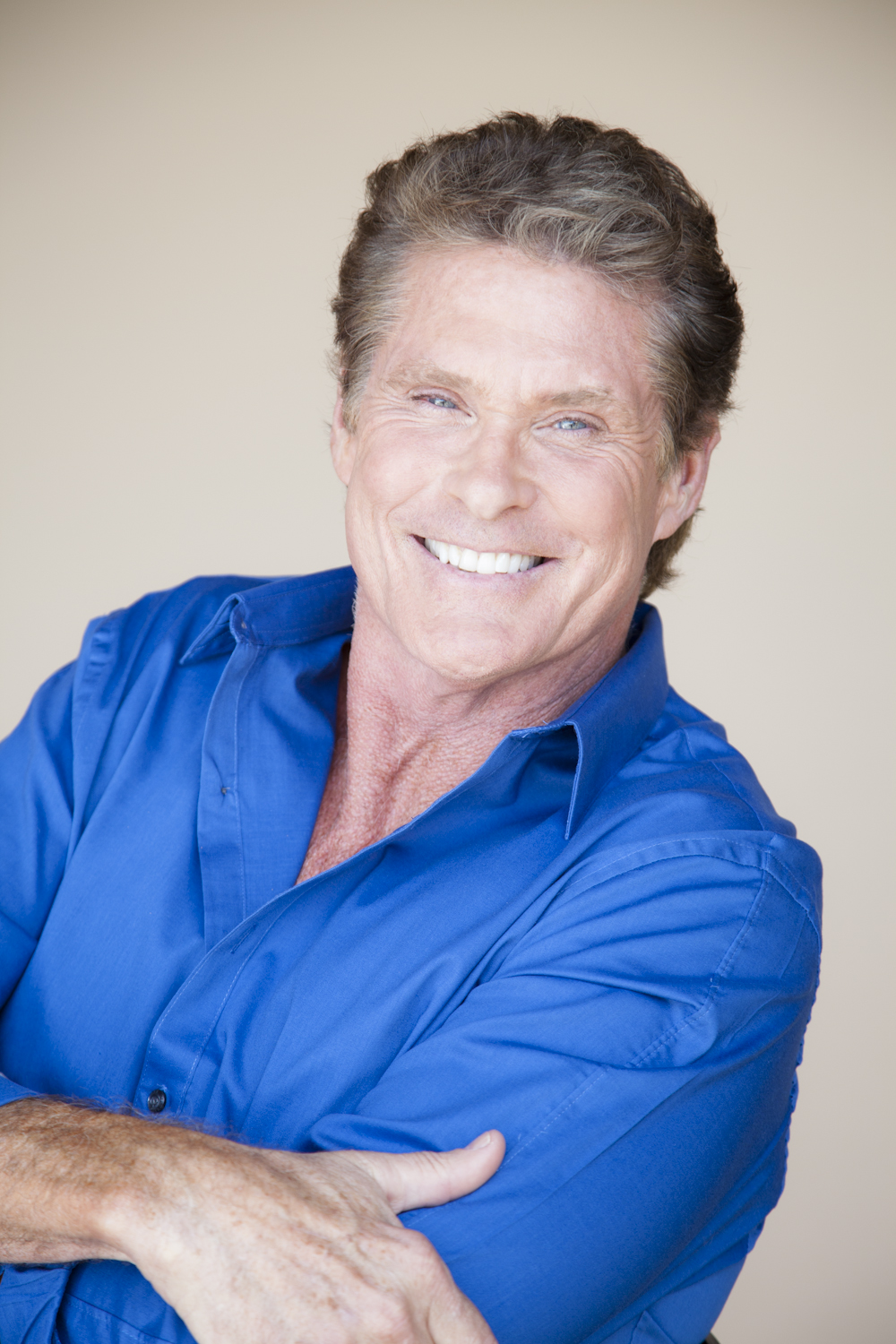
David Hasselhoff; * 17. Juli

- 17. Juli: David Hasselhoff, US-amerikanischer Sänger und Schauspieler
- 17. Juli: Judith Jersey, deutsche Sängerin auf dem Gebiet des volkstümlichen Schlagers
- 17. Juli: Nicolette Larson, US-amerikanische Pop- und Country-Sängerin († 1997)
- 19. Juli: Allen Larkin Collins, US-amerikanischer Musiker (Lynyrd Skynyrd, Rossington Collins Band and Allen Collins Band) († 1990)
- 19. Juli: Bonnie Johansen-Werner, US-amerikanische Komponistin und Musikpädagogin
- 19. Juli: Dominic Muldowney, britischer Komponist
- 20. Juli: Frederik Kristensen, grönländischer Maler, Bildhauer, Musiker und Dichter († 2021)
- 21. Juli: Brian Barlow, kanadischer Jazzmusiker (Schlagzeug, Komposition)
- 21. Juli: Mary Cristy, französische Schlager- und Chansonsängerin sowie Theaterschauspielerin
- 22. Juli: John Rutsey, kanadischer Schlagzeuger (Rush) († 2008)
- 23. Juli: Janis Siegel, US-amerikanische Sängerin (The Manhattan Transfer)
- 26. Juli: Christian Lauba, in Tunesien geborener französischer Komponist und Pädagoge
- 28. Juli: Glenn A. Baker, australischer Musikjournalist
- 28. Juli: Ivars Galenieks, lettischer Bassist († 2024)
- 29. Juli: Charles Cozens, kanadischer Dirigent, Arrangeur, Komponist, Akkordeonist und Pianist
- 29. Juli: Harold Robinson, US-amerikanischer Kontrabassist und Musikpädagoge
- 30. Juli: Ilan Chester, venezolanischer Musiker und Sänger
- 31. Juli: Reinhard Goebel, deutscher Violinist und Dirigent

### August

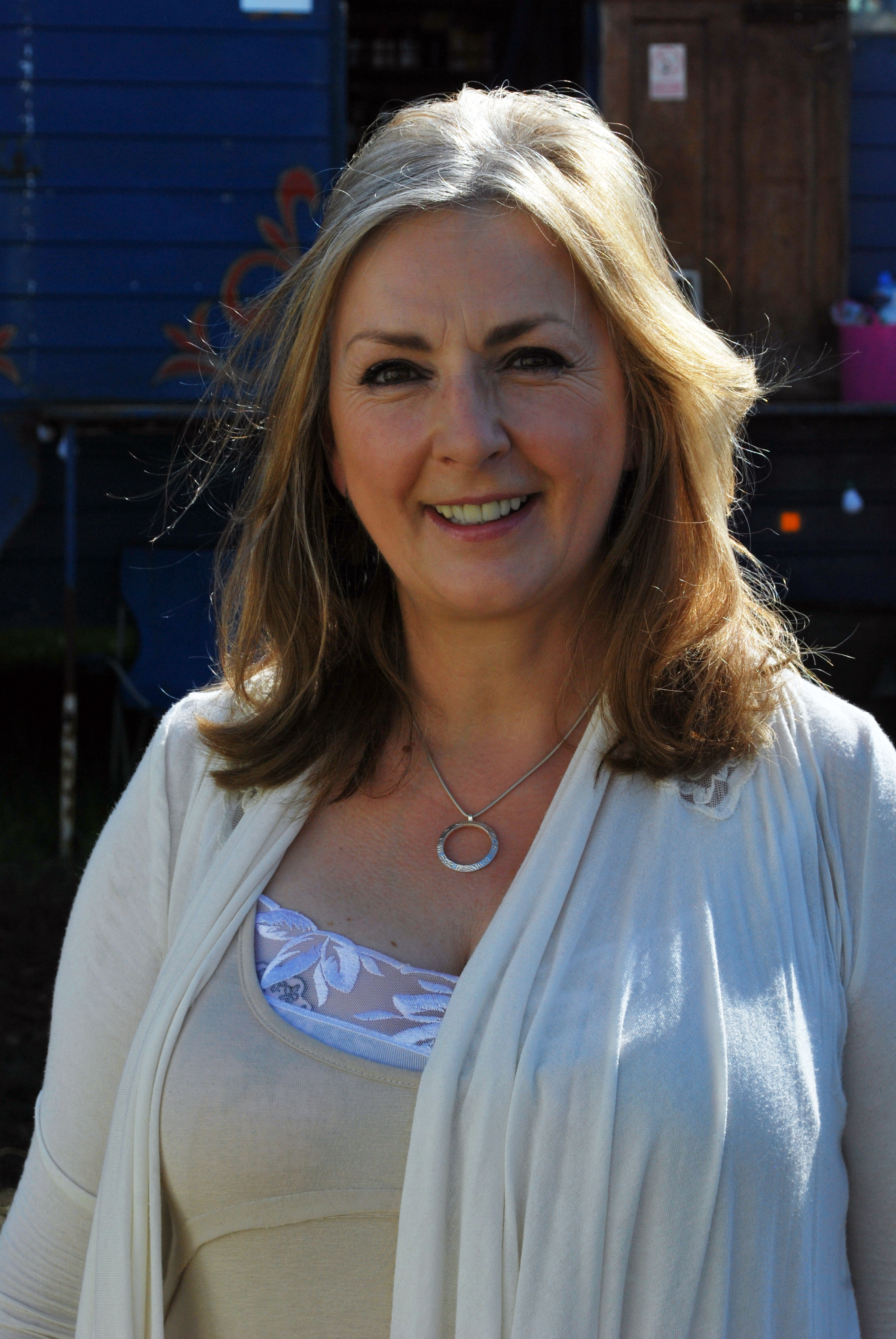
Moya Brennan; * 4. August

- 03. August: Wolfgang Loos, deutscher Komponist, Musikproduzent und Hochschullehrer
- 04. August: Moya Brennan, irische Sängerin (Clannad)
- 04. August: Tadeusz Wojciechowski, Dirigent und Cellist
- 06. August: Pat MacDonald, US-amerikanischer Musiker und Songwriter (Timbuk 3)
- 06. August: Vinnie Vincent, US-amerikanischer Gitarrist
- 08. August: Anton Fig, US-amerikanischer Rock- und Jazzschlagzeuger
- 11. August: Curt Cress, deutscher Schlagzeuger
- 11. August: Finn Sletten, norwegischer Jazzschlagzeuger
- 11. August: Harry Tavitian, rumänischer Jazzmusiker
- 14. August: Pino D’Angiò, italienischer Popsänger und -musiker († 2024)
- 15. August: Jirō Atsumi, japanischer Enka-Sänger
- 16. August: Gianna Rolandi, US-amerikanische Sopranistin († 2021)
- 16. August: Sonia Silvestre, dominikanische Sängerin († 2014)

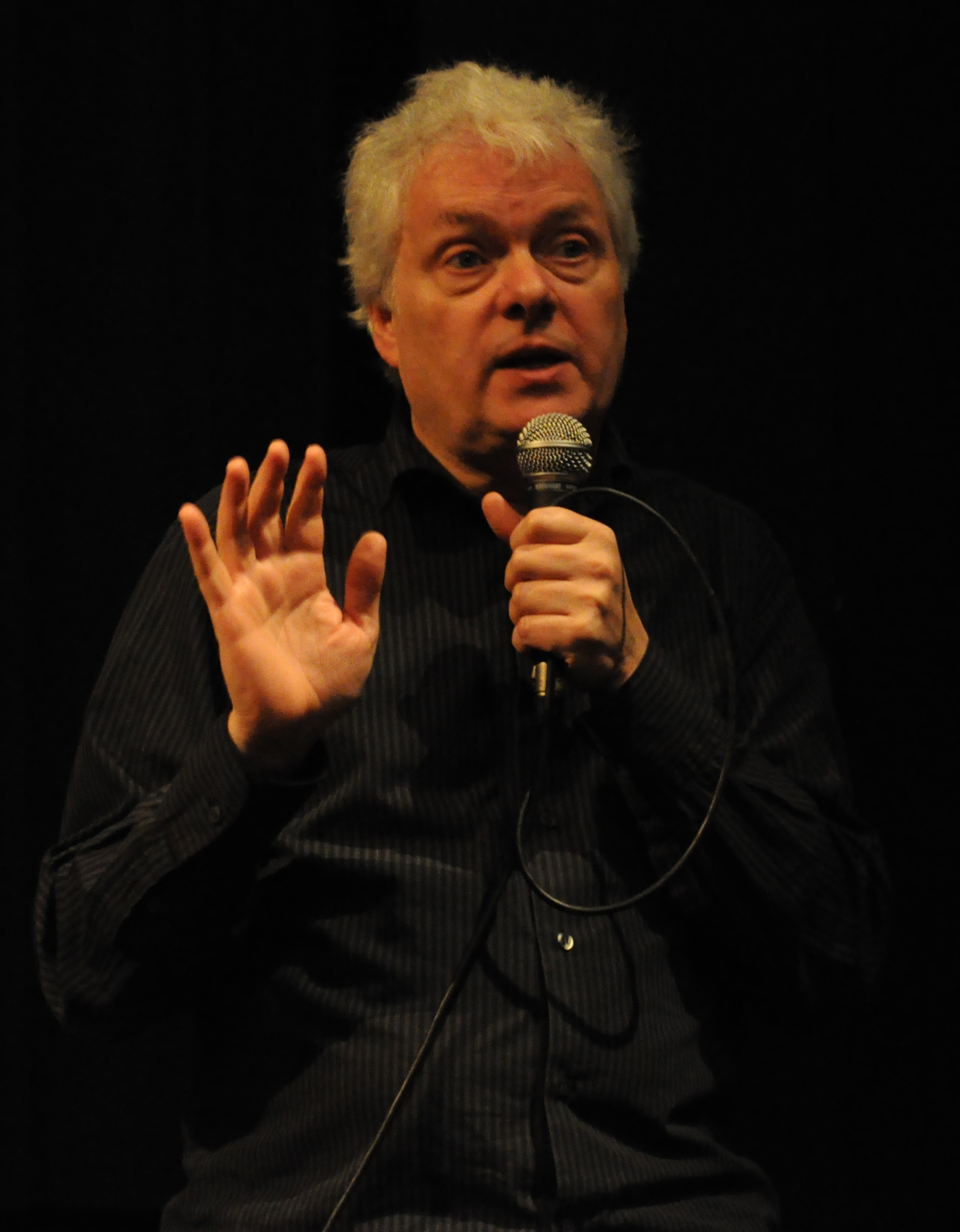
Heiner Goebbels; * 17. August

- 17. August: Heiner Goebbels, deutscher Komponist, Regisseur und Hörspielmacher
- 18. August: Patrick Swayze, US-amerikanischer Schauspieler, Sänger und Tänzer († 2009)
- 19. August: Bruce Katz, US-amerikanischer Pianist, Organist und Bassist
- 19. August: David Munyon, US-amerikanischer Singer-Songwriter und Gitarrist
- 20. August: John Clayton, US-amerikanischer Jazz-Bassist, Arrangeur und Bigband-Leader
- 20. August: John Hiatt, US-amerikanischer Country-Sänger und Songwriter

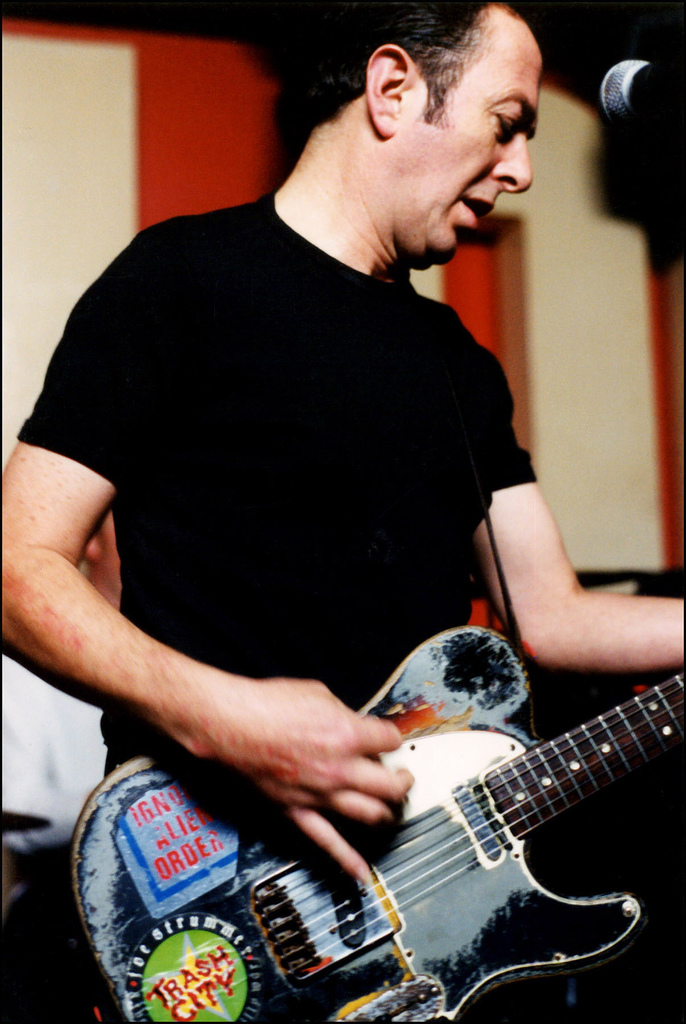
Joe Strummer; * 21. August

- 21. August: Joe Strummer, britischer Punk-Musiker (The Clash) († 2002)
- 24. August: Linton Kwesi Johnson, britischer Dichter und Reggae-Musiker
- 24. August: Billy Ward, US-amerikanischer Jazzschlagzeuger
- 25. August: Ben Brown, US-amerikanischer Jazzbassist
- 25. August: Geoff Downes, britischer Rockmusiker
- 25. August: Michael Marcus, US-amerikanischer Jazz- und Bluesmusiker
- 26. August: Billy Rush, US-amerikanischer Musiker (Asbury Jukes)
- 26. August: Peter Wolf, austroamerikanischer Produzent und Komponist
- 27. August: Karl Adamek, deutscher Musiksoziologe
- 27. August: Karel De Wolf, belgischer Komponist und Dirigent († 2011)
- 27. August: Matthias Raue, deutscher Komponist und Musiker
- 28. August: Eduardo Fernández, uruguayischer Gitarrist
- 30. August: Simon Bainbridge, britischer Komponist († 2021)
- 31. August: Kim Kashkashian, US-amerikanische Bratschistin
- 31. August: Lee Hyla, US-amerikanischer Komponist († 2014)

### September
- 01. September: Ed Neumeister, US-amerikanischer Jazzposaunist
- 05. September: Ricky Fataar, südafrikanischer Schlagzeuger
- 06. September: Phil Markowitz, US-amerikanischer Jazzmusiker

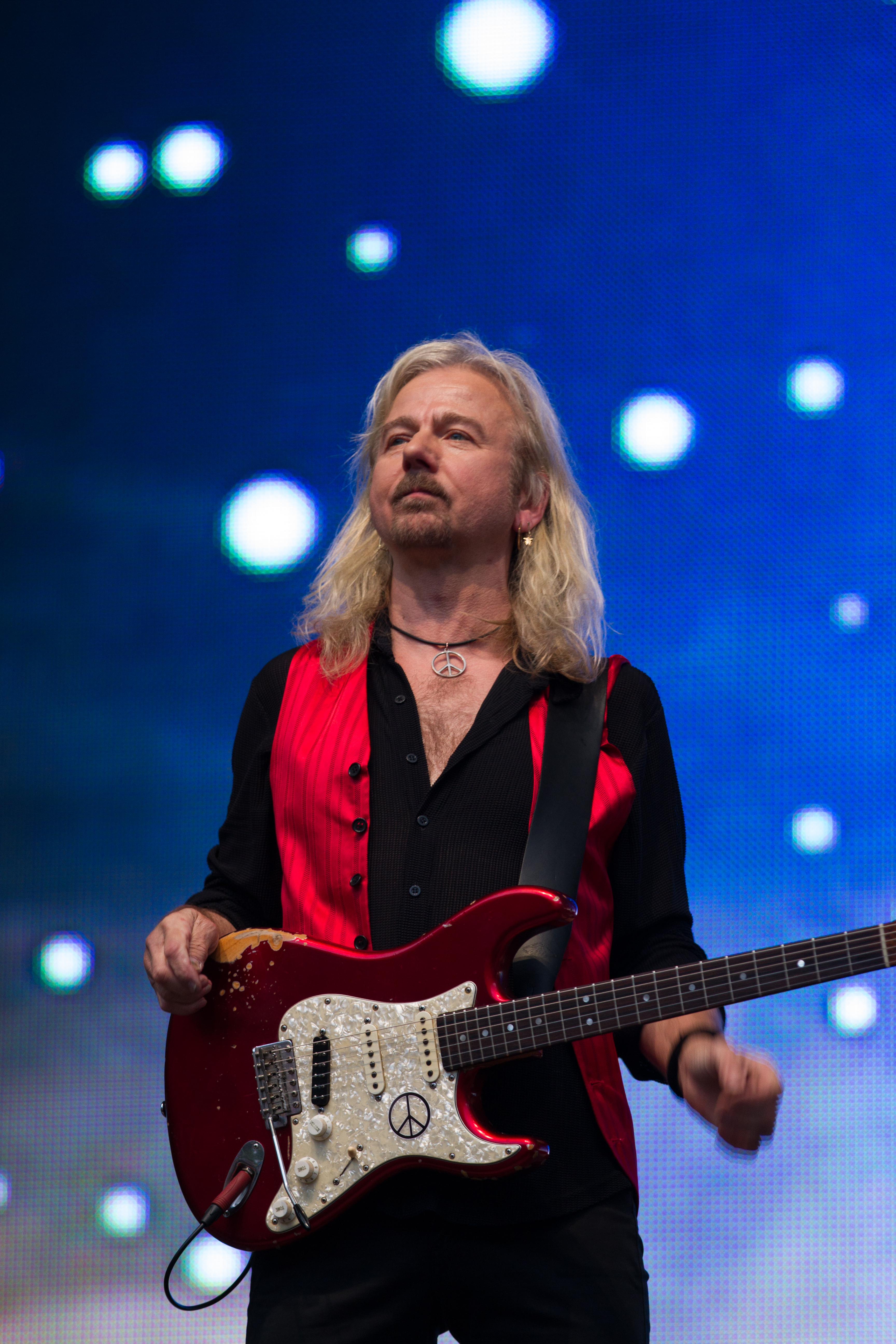
Bernd Römer; * 6. September

- 06. September: Bernd Römer, deutscher Gitarrist (Karat)
- 09. September: Antonio Carrasqueira, brasilianischer Flötist
- 09. September: Manuel Göttsching, deutscher Elektronik-Musiker und Komponist († 2022)
- 09. September: Per Jørgensen, norwegischer Jazzmusiker
- 09. September: Phil Palmer, britischer Sessiongitarrist

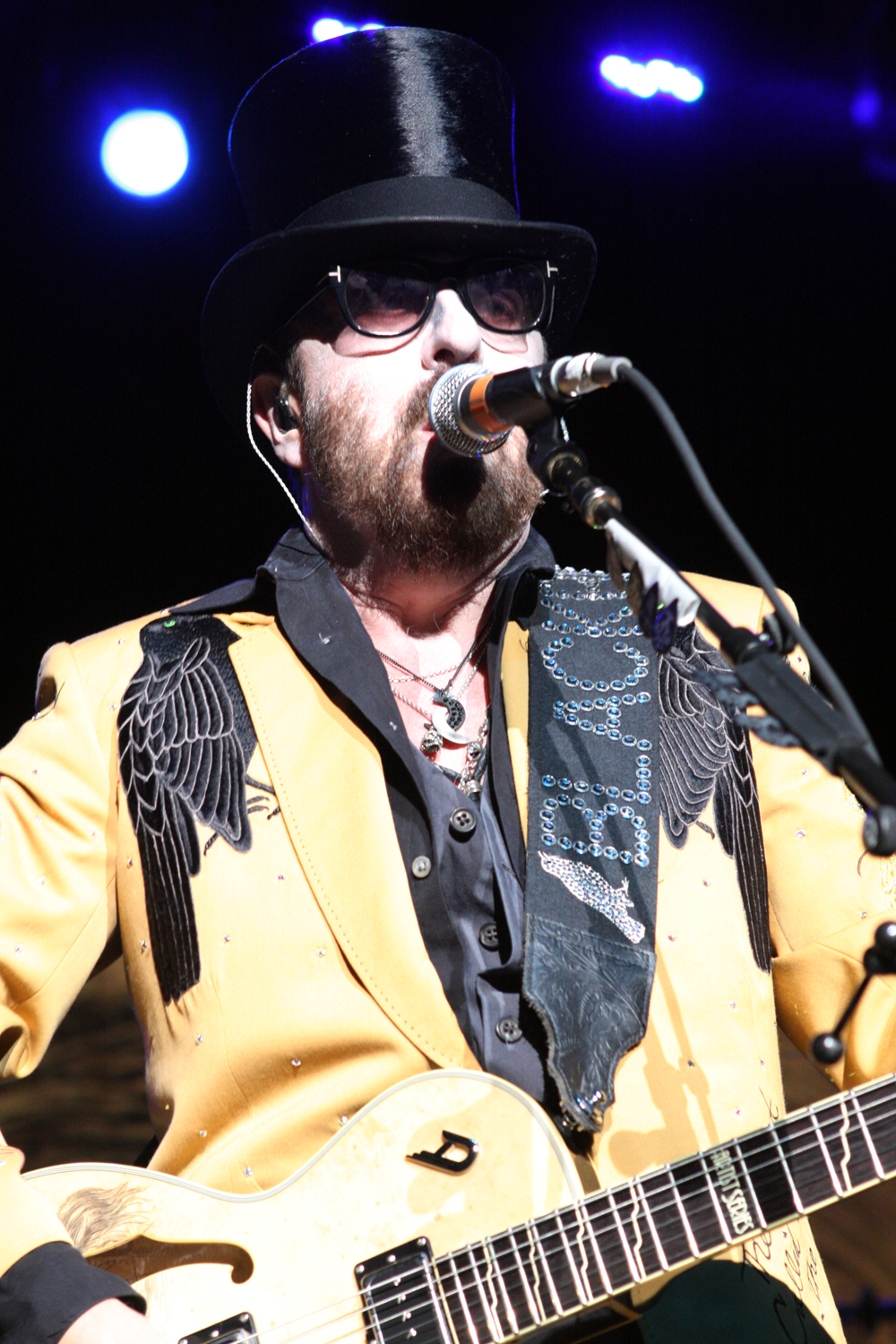
Dave A. Stewart; * 9. September

- 09. September: David A. Stewart, britischer Musiker, Gitarrist, Komponist und Produzent (Eurythmics)
- 10. September: Bacchelli, spanischer Schlagersänger
- 12. September: Gerry Beckley, US-amerikanischer Musiker (America)
- 12. September: Neil Peart, kanadisch-amerikanischer Texter und Schlagzeuger der Rockband Rush († 2020)
- 13. September: Randy Jones, US-amerikanischer Sänger (Village People)
- 13. September: Don Was, US-amerikanischer Musiker und Schallplattenproduzent
- 18. September: John Ruocco, US-amerikanischer Jazzklarinettist und -saxophonist († 2025)
- 19. September: Holger Biege, deutscher Komponist, Sänger, Pianist, Arrangeur und Texter († 2018)
- 19. September: Henry Kaiser, US-amerikanischer Gitarrist und Produzent
- 19. September: Nile Rodgers, US-amerikanischer Musiker und Musikproduzent (The Honeydrippers, Chic)
- 22. September: Jürgen Jürgens, deutscher Radiomoderator († 2018)
- 22. September: Oliver Mtukudzi („Tuku“), simbabwischer Musiker und Schauspieler († 2019)
- 26. September: Mark Dresser, US-amerikanischer Jazzmusiker und Komponist
- 28. September: Leo Langer, deutscher Kirchenmusiker († 2024)
- 28. September: Lenny Solomon, kanadischer Jazzgeiger, Arrangeur und Komponist
- 28. September: Seyyal Taner, türkische Sängerin und Schauspielerin
- 29. September: Kris Gray, britischer Musiker, Schallplattenproduzent und Autor
- 29. September: Lonzo, deutscher Musiker († 2001)
- 29. September: Roy Campbell, Jr., US-amerikanischer Trompeter († 2014)
- 29. September: Ross Daly, Weltmusiker und Multiinstrumentalist irischer Herkunft
- 30. September: John Lombardo, US-amerischer Musiker (10,000 Maniacs, John & Mary)

### Oktober
- 01. Oktober: Sharda Sinha, indische Volksmusiksängerin († 2024)
- 02. Oktober: Raymond Sargent, britischer Schauspieler, Musiker und Dramatikerin († 2008)
- 03. Oktober: Øyvind Rauset, norwegischer Künstler Musiker und Komponist
- 05. Oktober: David Lebón, argentinischer Rockmusiker
- 09. Oktober: Philipp Meikl, österreichischer Sänger und Musikant
- 09. Oktober: Dennis Stratton, britischer Musiker
- 11. Oktober: Paulette Carlson, US-amerikanische Sängerin
- 11. Oktober: Brian Jackson, US-amerikanischer Keyboarder
- 13. Oktober: Mundo Earwood, US-amerikanische Sängerin († 2014)

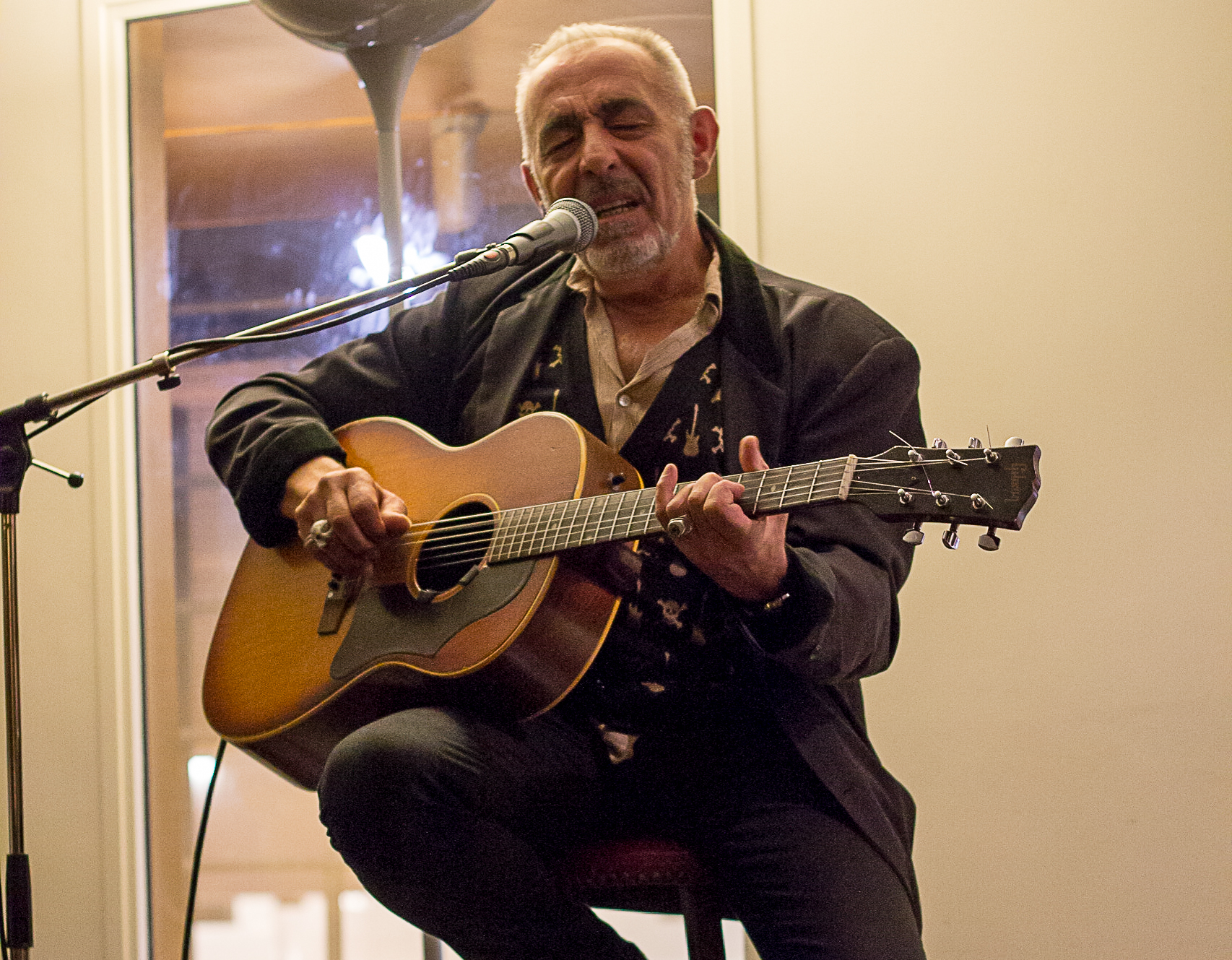
Henry Padovani; * 13. Oktober

- 13. Oktober: Henry Padovani, französischer Gitarrist
- 14. Oktober: Margriet Eshuys, niederländische Popsängerin († 2022)

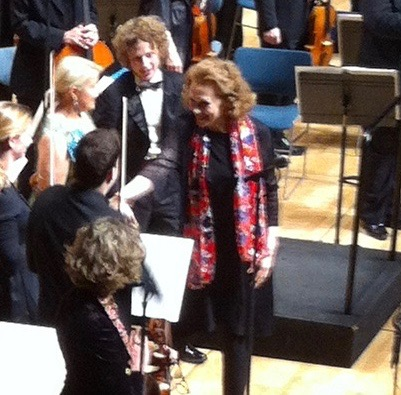
Kaija Saariaho; * 14. Oktober

- 14. Oktober: Kaija Saariaho, finnische Komponistin († 2023)
- 15. Oktober: Manuel Jiménez, dominikanischer Sänger und Komponist

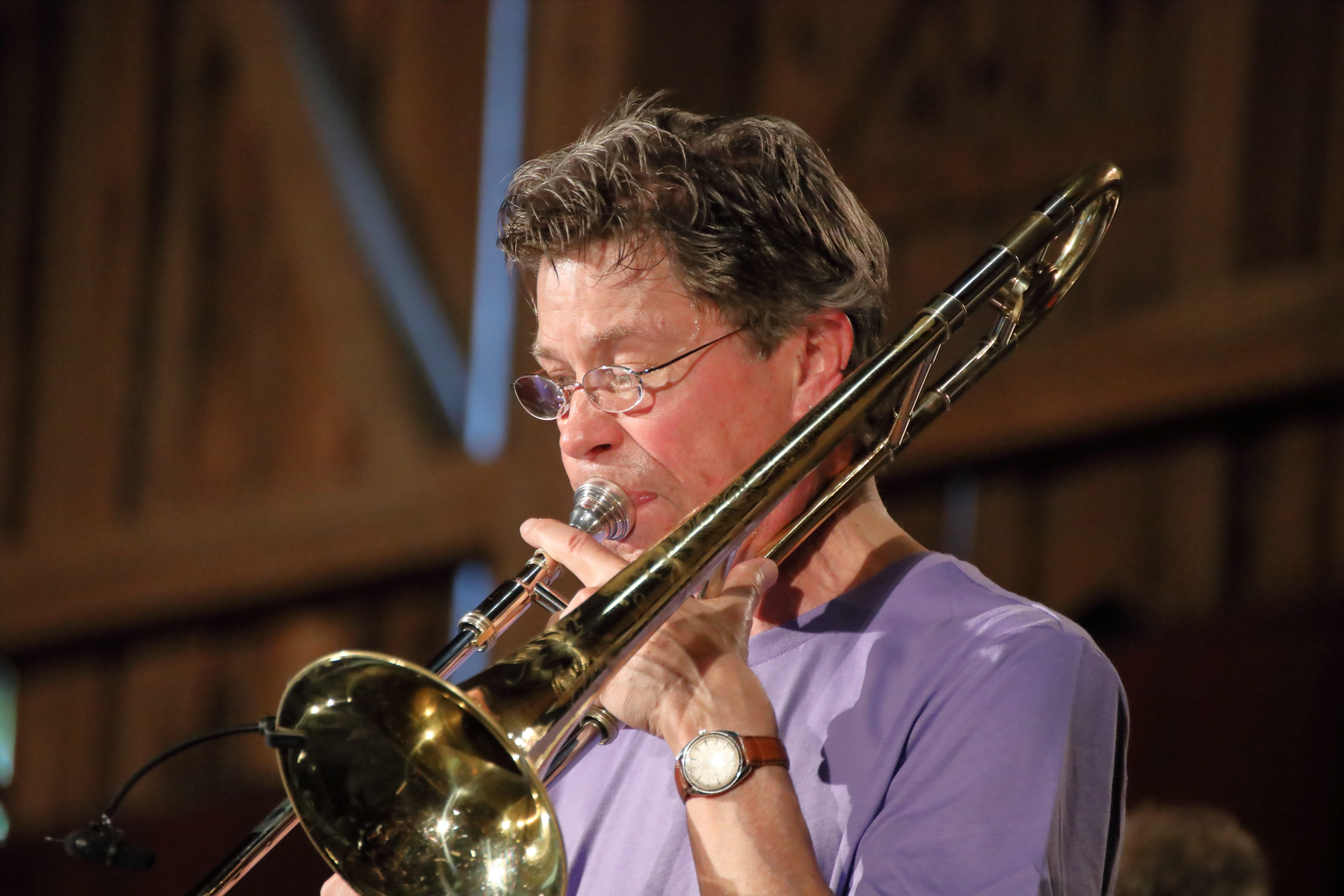
Ray Anderson; * 16. Oktober

- 16. Oktober: Ray Anderson, US-amerikanischer Jazzposaunist
- 21. Oktober: Brent Mydland, US-amerikanischer Keyboarder (Grateful Dead) († 1990)
- 21. Oktober: Ali Ryerson, US-amerikanische Jazz-Flötistin
- 21. Oktober: Miroslav Žbirka, slowakischer Popsänger und Komponist
- 22. Oktober: Jeff Goldblum, US-amerikanischer Schauspieler und Musiker
- 23. Oktober: Pierre Moerlen, französischer Schlagzeuger und Komponist († 2005)
- 24. Oktober: Mark Gray, US-amerikanischer Musiker und Songschreiber
- 24. Oktober: Tania Libertad, peruanisch-mexikanische Sängerin
- 25. Oktober: Thomas Sitte, deutscher Musiker und Bildender Künstler
- 26. Oktober: Andy Richards, britischer Sessionmusiker und Musikproduzent
- 27. Oktober: Hazell Dean, britische Popsängerin
- 27. Oktober: Ken Filiano, US-amerikanischer Jazzmusiker
- 28. Oktober: Tuck Andress, US-amerikanischer Jazz-Gitarrist
- 29. Oktober: Ida Kavafian, US-amerikanische Geigerin, Bratschistin und Musikpädagogin
- 30. Oktober: Arlen Roth, US-amerikanischer Gitarrist

### November
- 02. November: Hanery Amman, Schweizer Musiker († 2017)
- 02. November: Maxine Nightingale, britische Disco- und Soulsängerin
- 02. November: Alan Winstanley, britischer Produzent und Songwriter
- 03. November: Azar Lawrence, US-amerikanischer Jazz-Saxophonist
- 04. November: Jeff Lorber, US-amerikanischer Fusionmusiker
- 04. November: Steven J. Oliver, US-amerikanischer Schauspieler, Synchronsprecher und Sänger
- 05. November: Jean-Jacques Birgé, französischer Komponist, Sound-Designer, Multiinstrumentalist, Blogger und Musikproduzent
- 08. November: Carl Haakon Waadeland, norwegischer Schlagzeuger und Musikwissenschaftler
- 09. November: Andreas Aigmüller, deutsch-österreichischer Musiker und Komponist
- 10. November: Fernando Allende, mexikanischer Schauspieler und Sänger
- 12. November: Laurence Juber, britischer Gitarrist (Wings)
- 13. November: Bjambasürengiin Scharaw, mongolischer Komponist († 2019)
- 14. November: Johnny A., US-amerikanischer Gitarrist und Songwriter
- 14. November: Maria Kliegel, deutsche Cellistin
- 15. November: Antonella Ruggiero, italienische Sängerin
- 16. November: Lauren Newton, US-amerikanische Sängerin und Komponistin
- 17. November: Christopher Butterfield, kanadischer Komponist, Musikpädagoge, Performancekünstler und Rockgitarrist

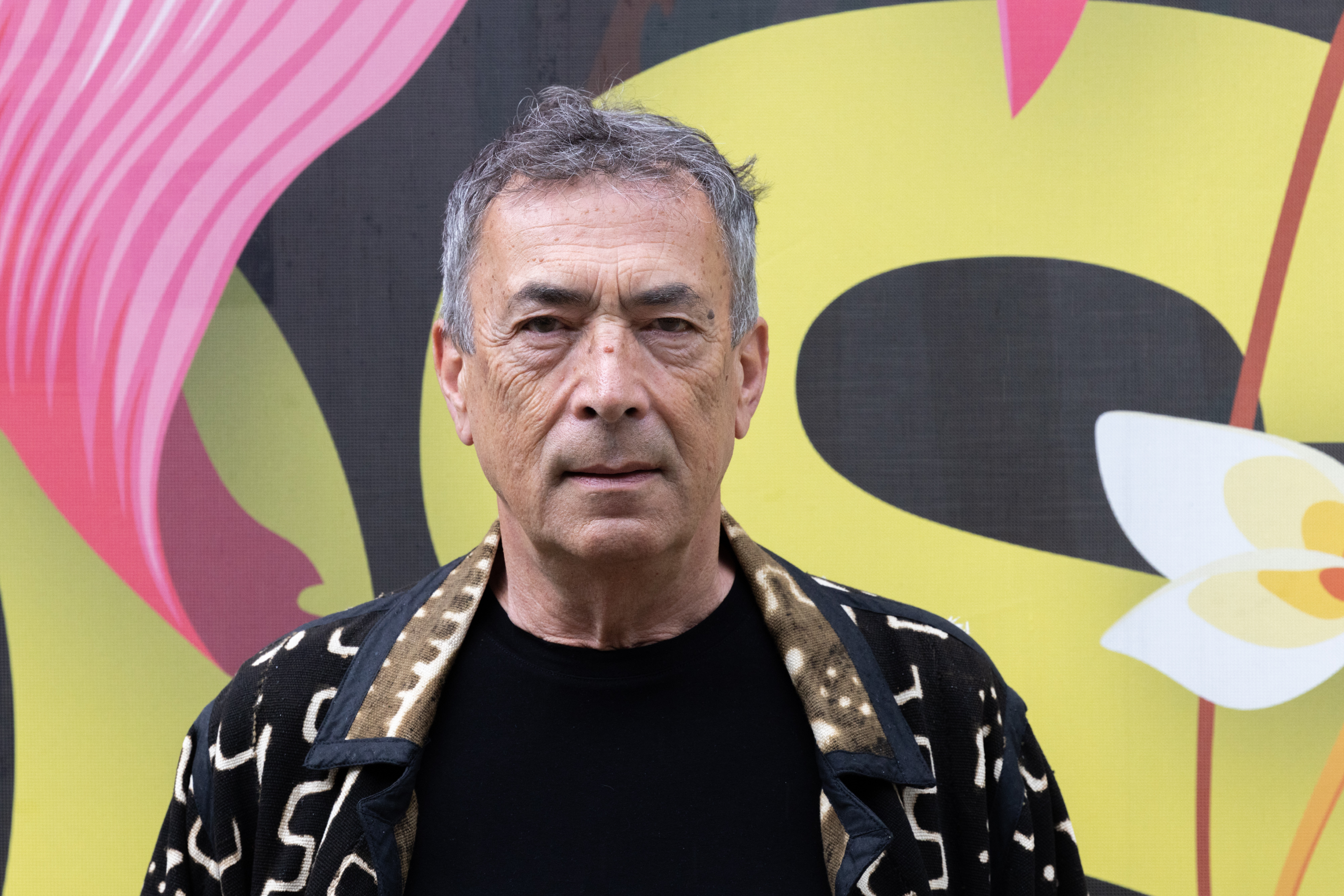
Hubert von Goisern; * 17. November

- 17. November: Hubert von Goisern, österreichischer Musiker

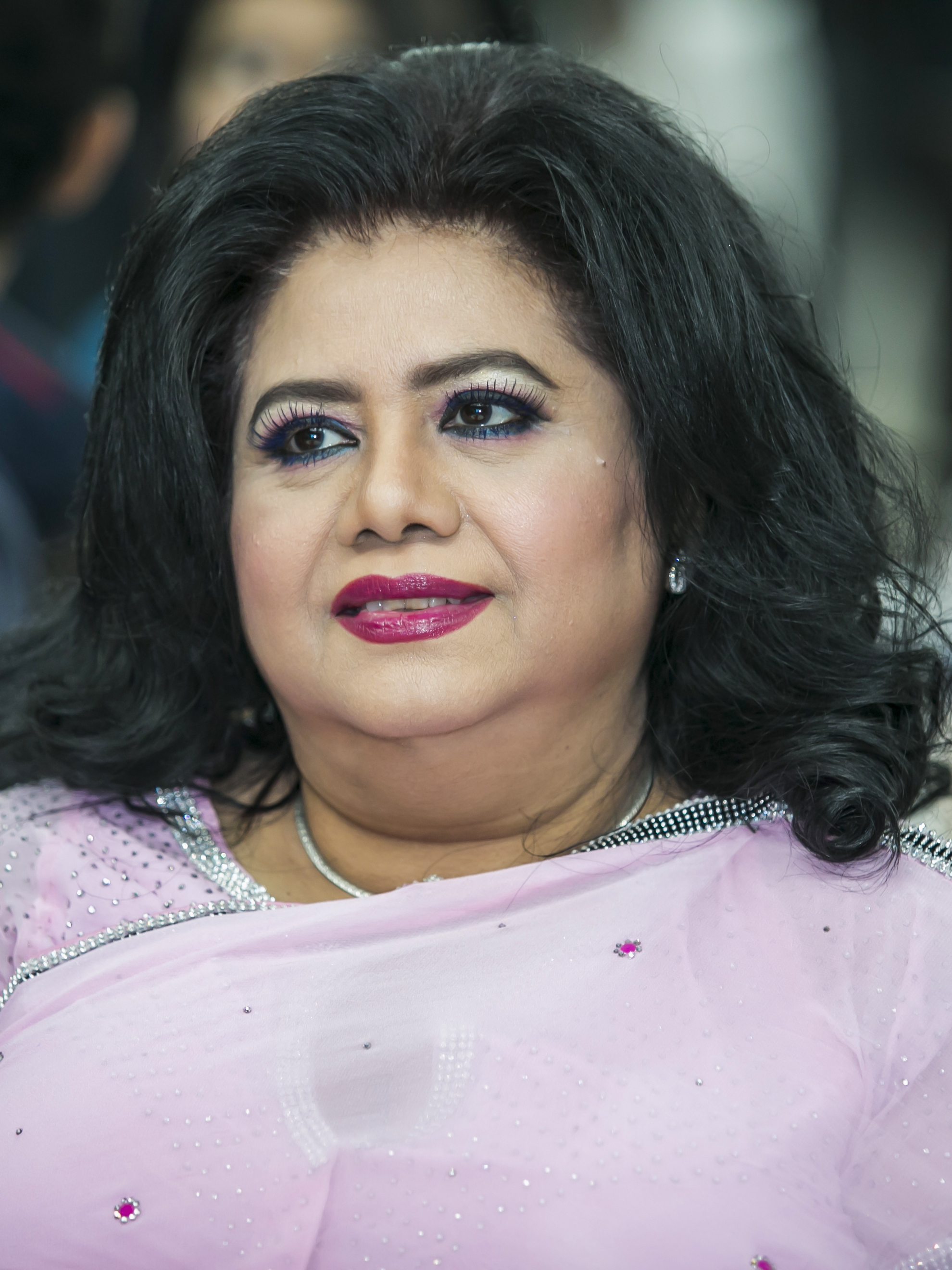
Runa Laila; * 17. November

- 17. November: Runa Laila, bangladeschische Sängerin
- 18. November: Frank Köllges, deutscher Jazz-Perkussionist, Komponist und Performancekünstler († 2012)
- 18. November: John Parr, britischer Rockmusiker und Songwriter
- 20. November: Elfi Graf, österreichische Schlagersängerin
- 25. November: Stanisław Krupowicz, polnischer Komponist und Musikpädagoge
- 27. November: Bappi Lahiri, indischer Sänger und Filmkomponist
- 27. November: Daryl Stuermer, US-amerikanischer Rockmusiker
- 28. November: Ole Thomsen, norwegischer Jazzgitarrist
- 30. November: Semyon Bychkov, russischstämmiger Dirigent
- 30. November: Chris Joris, belgischer Jazzmusiker (Perkussion, Piano) und -komponist

### Dezember
- 02. Dezember: James Lancelot, britischer Organist und Dirigent
- 02. Dezember: Rob Mounsey, US-amerikanischer Keyboarder, Komponist und Arrangeur
- 03. Dezember: Don Barnes, US-amerikanischer Rocksänger und Gitarrist (38 Special)
- 04. Dezember: Heinz Strobl, österreichischer Komponist und Musiker
- 08. Dezember: Mathias Rüegg, Schweizer Komponist, Jazz-Pianist und Bigband-Leiter
- 08. Dezember: Reynold Philipsek, US-amerikanischer Gitarrist, Singer-Songwriter und Dichter
- 08. Dezember: Ric Sanders, britischer Folkfiedler
- 10. Dezember: Julianne Baird, US-amerikanische Sopranistin und Fachautorin
- 10. Dezember: Martine Dupuy, französische Mezzosopranistin
- 14. Dezember: Tamara Danz, deutsche Sängerin († 1996)

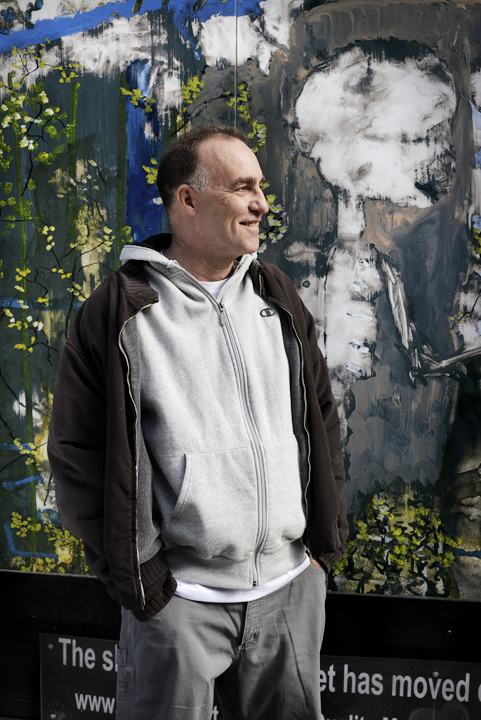
John Lurie; * 14. Dezember

- 14. Dezember: John Lurie, US-amerikanischer Komponist, Musiker, Schauspieler

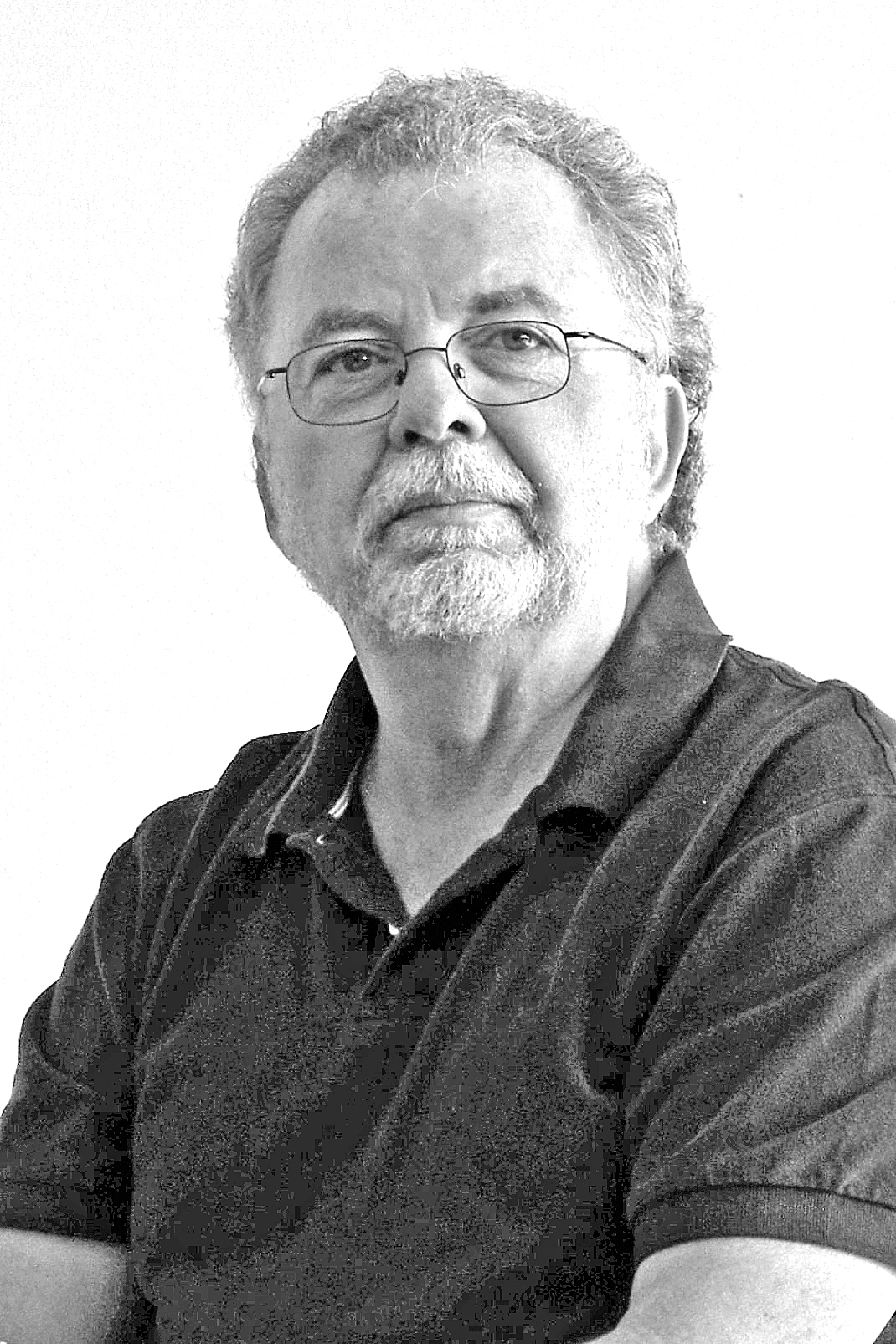
Manuel Barrueco; * 16. Dezember

- 16. Dezember: Manuel Barrueco, kubanischer Gitarrist
- 16. Dezember: Alex Fergusson, schottischer Gitarrist und Musikproduzent
- 16. Dezember: Jon Laukvik, norwegischer Organist und Musikprofessor
- 17. Dezember: Ed Starink, niederländischer Studiomusiker, Komponist, Arrangeur und Musikproduzent
- 18. Dezember: Phil Shoenfelt, britischer Sänger, Songwriter
- 20. Dezember: Ray Bumatai, US-amerikanischer Schauspieler, Komödiant und Musiker († 2005)
- 20. Dezember: Frederick Schipizky, kanadischer Kontrabassist und Komponist
- 21. Dezember: Hani Shaker, ägyptischer Schauspieler und Sänger
- 23. Dezember: Hans Abrahamsen, dänischer Komponist und Musikpädagoge
- 23. Dezember: Jay Azzolina, US-amerikanischer Gitarrist (Spyro Gyra)
- 23. Dezember: Andreas Martin, deutscher Schlagersänger
- 23. Dezember: Helen Schneider, US-amerikanische Sängerin und Schauspielerin
- 24. Dezember: Chucho Merchán, kolumbianischer Fusionmusiker
- 24. Dezember: Sarai Tzuriel, israelische Sängerin und Schauspielerin
- 25. Dezember: Desireless, französische Sängerin
- 26. Dezember: André-Michel Schub, US-amerikanischer Pianist und Musikpädagoge
- 26. Dezember: Riki Sorsa, finnischer Pop- und Rocksänger († 2016)
- 27. Dezember: Herman Jeurissen, niederländischer Hornist
- 27. Dezember: David Knopfler, schottischer Musiker (Dire Straits)

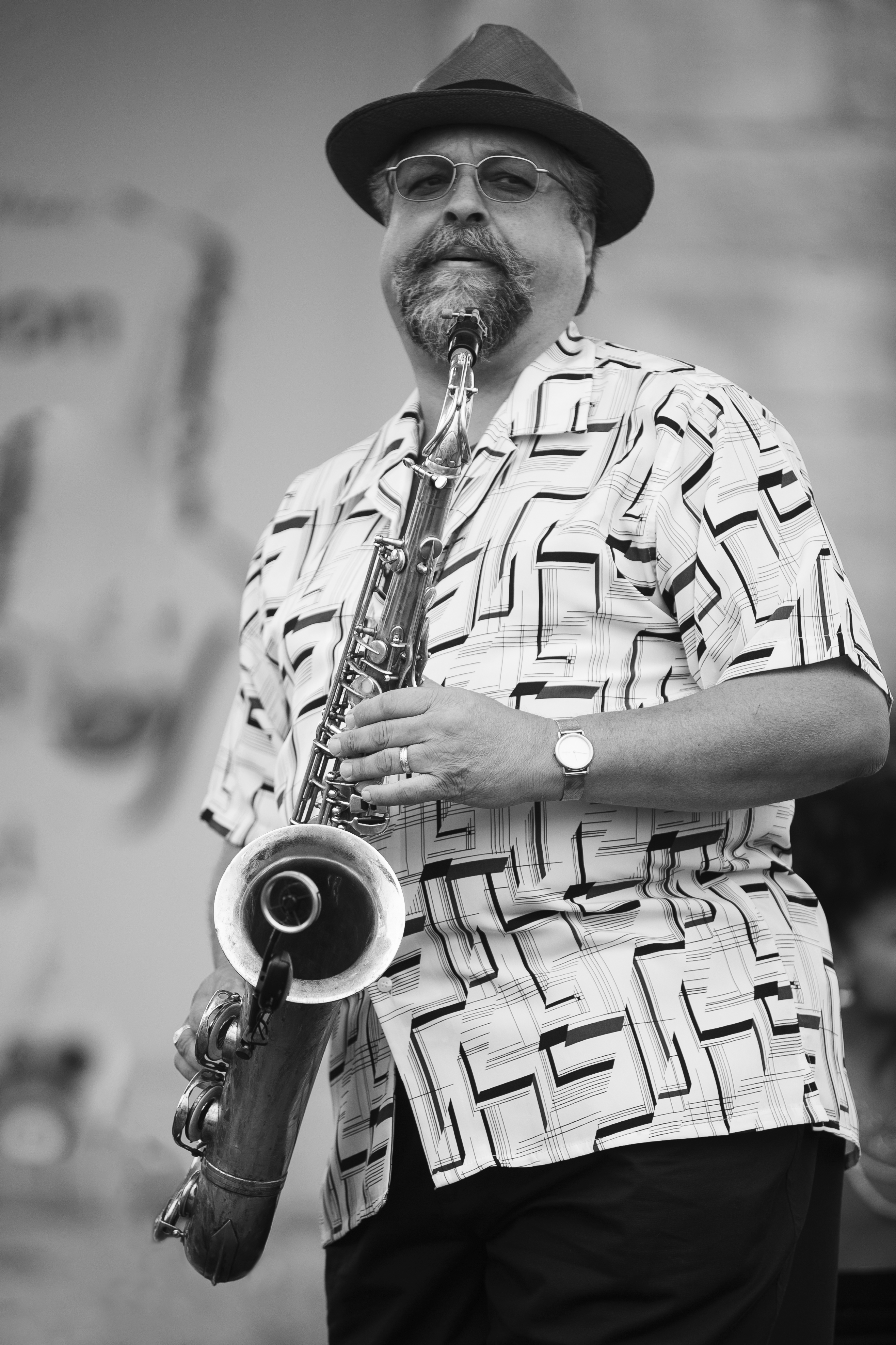
Joe Lovano; * 29. Dezember

- 29. Dezember: Joe Lovano, US-amerikanischer Jazzmusiker
- 30. Dezember: June Anderson, US-amerikanische Opernsängerin
- 30. Dezember: Woody Mann, US-amerikanischer Gitarrist († 2022)
- 31. Dezember: Lawrence Fritts, US-amerikanischer Komponist und Musikpädagoge

### Genaues Geburtsdatum unbekannt
- Bernd Ahlert, deutscher Gitarrist, Hochschullehrer und Gitarrenbauer
- Wolfgang Aichinger, österreichischer Cellist
- Malcolm Archer, britischer Organist, Chorleiter und Komponist
- Carlos Atilano, venezolanischer Komponist und Gitarrist
- Vishwa Mohan Bhatt, indischer Gitarrist
- Franz Blauensteiner, österreichischer Schauspieler, Choreograph, Sänger, Regisseur und Autor
- Michael Brook, kanadischer Musiker, Gitarrist und Musikproduzent
- Nicole Carignan, kanadische Hochschullehrerin und Komponistin
- Tony Cedras, südafrikanischer Jazzmusiker († 2024)
- Angela Farrell, irische Schlagersängerin
- Henri Florens, französischer Jazzmusiker (Piano) († 2025)
- Eugene Friesen, US-amerikanischer Cellist und Komponist
- Topo Gioia, argentinischer Perkussionist († 2024)
- Perry Goldstein, US-amerikanischer Komponist und Musikpädagoge
- Henry Gwiazda, US-amerikanischer Komponist
- Werner Hagen, deutscher Musiker
- Manfred Hennig, deutscher Musiker, Keyboarder und Musikpädagoge
- Santiago Lanchares, spanischer Komponist
- Frank Lloyd, britischer Hornist
- Samuel Magrill, US-amerikanischer Komponist und Musikpädagoge
- Maximilian Offner, deutscher Orgelbauer und Orgelsachverständiger
- Linsey Pollak, australischer Musiker und Instrumentenbauer
- Heiner Reinhardt, deutscher Jazz- und Improvisationsmusiker (Baritonsaxophon, Bassklarinette)
- Dorothee Schabert, deutsche Komponistin, Tonmeisterin und Autorin
- James Signorile, US-amerikanischer Komponist
- Paul Stocker, US-amerikanischer Jazzmusiker († 2025)
- Marianna Toli, griechische Sängerin, Schauspielerin und Theater-Regisseurin († 2018)
- Brad Upton, US-amerikanischer Trompeter
- Elke Wieditz, deutsche Schauspielerin, Musicaldarstellerin, Synchron- und Hörspielsprecherin, sowie Dozentin
- Manfredo Zimmermann, argentinischer Flötist und Hochschullehrer

## Gestorben

### Januar
- 02. Januar: Sadie Koninsky, US-amerikanische Komponistin, Musikverlegerin und Musikpädagogin (* 1879)

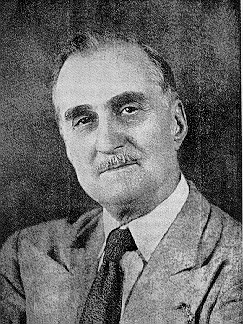
Luigi Stefano Giarda; † 3. Januar

- 03. Januar: Luigi Stefano Giarda, italienischer Komponist, Cellist und Musikpädagoge (* 1868)
- 09. Januar: Midge Williams, US-amerikanische Jazz-Sängerin (* 1915)
- 09. Januar: Lew Moissejewitsch Zeitlin, russischer Geiger und Hochschullehrer (* 1881)
- 11. Januar: Henry Allen senior, US-amerikanischer Trompeter und Bandleader (* 1877)
- 11. Januar: Aureliano Pertile, italienischer Opernsänger (Tenor) (* 1885)

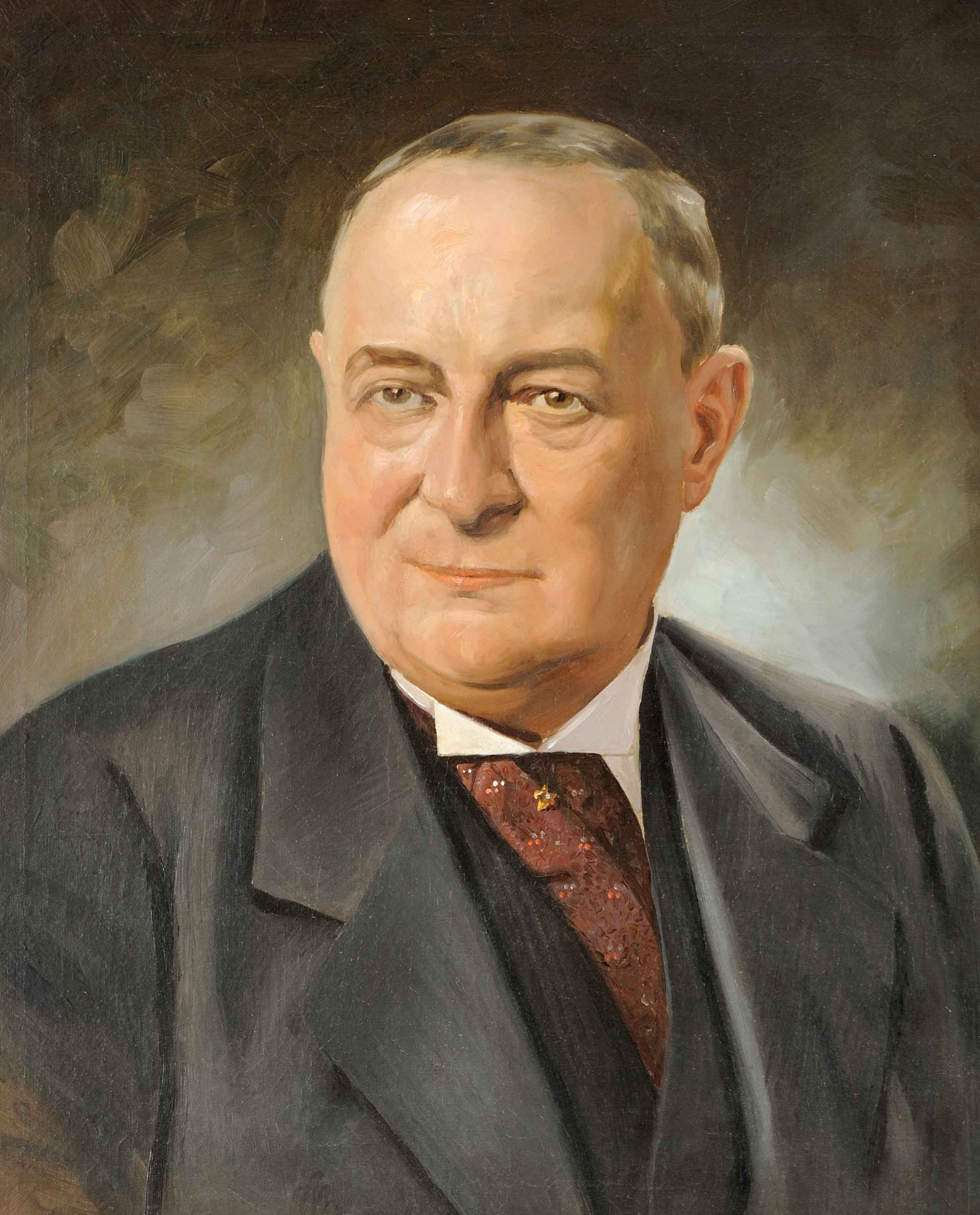
Wilhelm Hermann Heckel; † 12. Januar

- 12. Januar: Wilhelm Hermann Heckel, deutscher Musikinstrumentenbauer (* 1879)
- 14. Januar: Artur Kapp, estnischer Komponist (* 1878)
- 14. Januar: Mary Lucas, britische Pianistin und Komponistin (* 1882)
- 16. Januar: René Voisin, französischer Trompeter (* 1893)
- 20. Januar: Arthur Farwell, US-amerikanischer Komponist (* 1872)

### Februar
- 04. Februar: Friedrich Plaschke, deutscher Opernsänger (Bassbariton) (* 1875)
- 05. Februar: Adela Verne, britische Komponistin, Pianistin und Musikpädagogin (* 1877)
- 07. Februar: Willy Geisler, deutscher Komponist (* 1886)

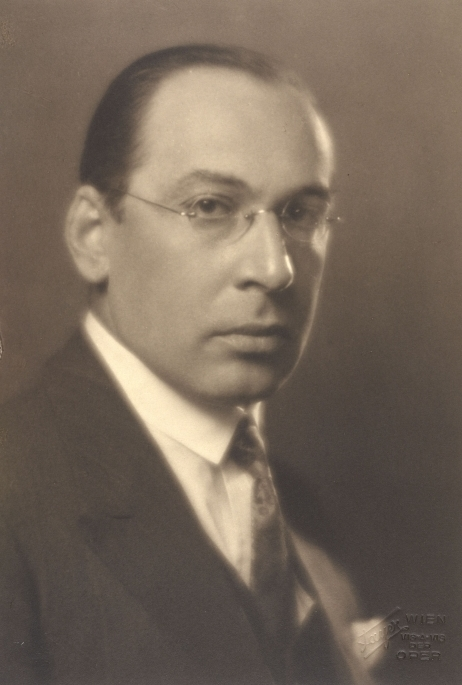
Alfred Einstein; † 13. Februar

- 13. Februar: Alfred Einstein, deutscher Musikwissenschaftler und Musikkritiker (* 1880)
- 14. Februar: Henri Stierlin-Vallon, Schweizer Pianist und Komponist (* 1887)
- 17. Februar: Georgette Harvey, US-amerikanische Schauspielerin und Sängerin (* 1884)
- 23. Februar: Maria Calvelli-Adorno, Sängerin und Pianistin (* 1865)
- 23. Februar: Herb Morand, US-amerikanischer Jazz-Trompeter (* 1905)

### März
- 02. März: Hermann von Glenck, Schweizer Komponist (* 1883)
- 05. März: Joe Eldridge, US-amerikanischer Altsaxophonist und Violinist (* 1908)
- 05. März: Wladimir Wladimirowitsch Schtscherbatschow, russischer Komponist (* 1889)
- 06. März: Giacomo Rimini, US-amerikanischer Opernsänger und Musikpädagoge italienischer Herkunft (* 1887)
- 16. März: Alfred Schattmann, polnischer Komponist und Musikschriftsteller deutscher Herkunft (* 1876)
- 17. März: Percy Wenrich, US-amerikanischer Komponist (* 1887)
- 19. März: Fritz Böhme, deutscher Tanzpublizist und Kulturjournalist. (* 1881)
- 22. März: Uncle Dave Macon, US-amerikanischer Country-Musiker (* 1870)
- 24. März: Paul Pierné, französischer Komponist (* 1874)
- 27. März: Cassino Simpson, US-amerikanischer Jazzmusiker (* 1909)

### April
- 02. April: Antonio Cortis, spanischer Opernsänger (* 1891)
- 03. April: Albin Hagström, schwedischer Musikinstrumentehersteller (* 1905)
- 09. April: Carl Friedemann, Schweizer Komponist und Dirigent (* 1862)
- 10. April: Frederic Austin, britischer Opernsänger und Komponist (* 1872)

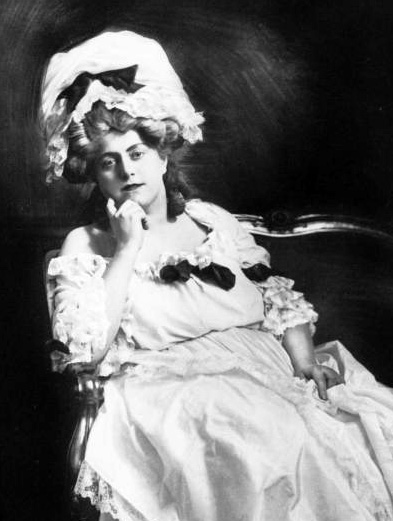
Margarethe Siems; † 13. April

- 13. April: Margarethe Siems, deutsche Opernsängerin (Sopran) und Gesangspädagogin (* 1879)
- 15. April: Bruno Barilli, italienischer Komponist, Journalist und Schriftsteller (* 1880)
- 17. April: Karl Bockisch, deutscher Musikwerkinstrumentenbauer (* 1874)
- 18. April: Leo Smith, kanadischer Komponist, Cellist und Musikpädagoge (* 1881)
- 19. April: Steve Conway, britischer Sänger (* 1920)[31]
- 21. April: Alfred Andersen-Wingar, norwegischer Komponist (* 1869)
- 22. April: Ferdinand Schmidt, deutscher Kirchenmusiker (* 1883)

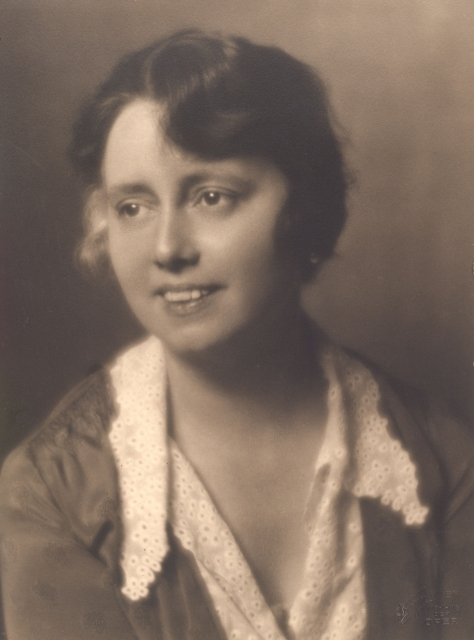
Elisabeth Schumann; † 23. April

- 23. April: Elisabeth Schumann, deutschamerikanische Opernsängerin, Oratoriensängerin, Kammersängerin (Sopran) und Gesangspädagogin (* 1888)
- 26. April: Zinky Cohn, US-amerikanischer Jazzmusiker (Piano, Komposition) (* 1908)
- 26. April: Alfons Stier, deutscher Komponist, Musikredakteur und Lehrer (* 1877)
- 30. April: Charles Radoux-Rogier, belgischer Komponist und Musikpädagoge (* 1877)

### Mai
- 02. Mai: Ilja Alexejewitsch Schatrow, russischer Militärmusiker, Dirigent und Komponist (* 1879 oder 1885)
- 05. Mai: Alberto Savinio, italienischer Schriftsteller, Maler und Komponist (* 1891)
- 05. Mai: Rudolf Sieczyński, österreichischer Komponist von Wienerliedern (* 1879)
- 07. Mai: Alfred La Liberté, kanadischer Komponist, Pianist und Musikpädagoge (* 1882)
- 09. Mai: John Lindsay-Theimer, österreichisch-deutscher Komponist von Unterhaltungsmusik (* 1884)
- 11. Mai: Giovanni Tebaldini, italienischer Komponist, Musikwissenschaftler und Organist (* 1864)
- 12. Mai: Rudolf Buck, deutscher Komponist (* 1866)
- 15. Mai: Italo Montemezzi, italienischer Komponist (* 1875)
- 18. Mai: Rosetter Gleason Cole, US-amerikanischer Komponist (* 1866)
- 19. Mai: Ernst Everts, deutscher Sänger (* 1868)
- 19. Mai: Richard Fellinger, deutscher Schriftsteller, Musikwissenschaftler und Dramatiker sowie Jurist (* 1872)
- 22. Mai: Liva Weel, dänische Sängerin und Schauspielerin (* 1897)
- 23. Mai: Georg Schumann, deutscher Komponist (* 1866)
- 28. Mai: Joseph Lauber, Schweizer Komponist (* 1864)

### Juni
- 08. Juni: Mizzi Griebl, österreichische Sängerin und Schauspielerin (* 1872)
- 09. Juni: Adolf Busch, deutscher Geiger und Komponist (* 1891)
- 13. Juni: Emma Eames, US-amerikanische Opernsängerin und Gesangspädagogin (* 1865)
- 14. Juni: Georges Blanvalet, Berliner Schauspieler, Ballettmeister, Tänzer und Choreograf (* um 1887)

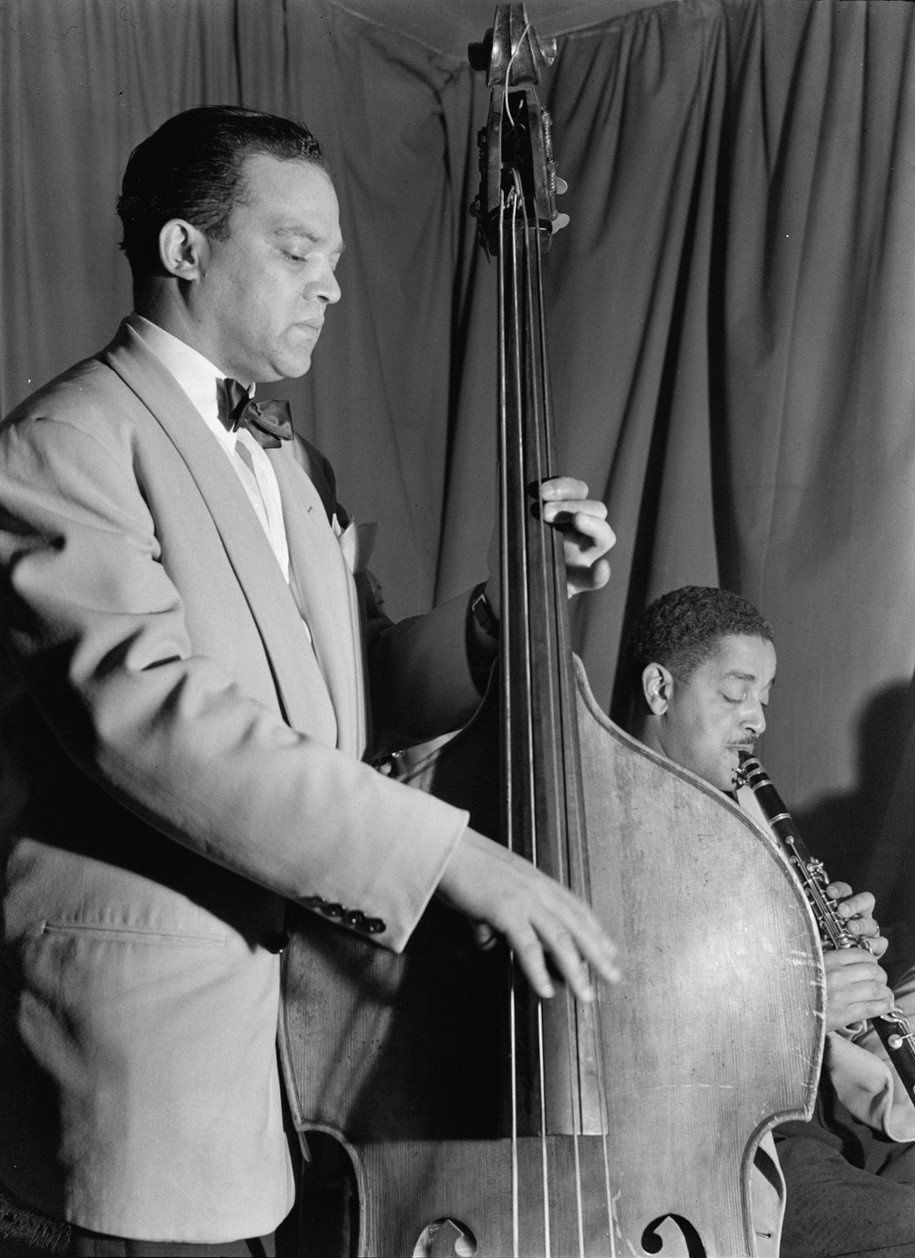
John Kirby; † 14. Juni

- 14. Juni: John Kirby, US-amerikanischer Jazz-Bassist, Band-Leader, Posaunist und Tuba-Spieler (* 1908)
- 15. Juni: Doc Berendsohn, US-amerikanischer Jazz-Klarinettist und Kornettist des frühen Jazz (* 1889)
- 17. Juni: Alberto Williams, argentinischer Komponist und Dirigent (* 1862)

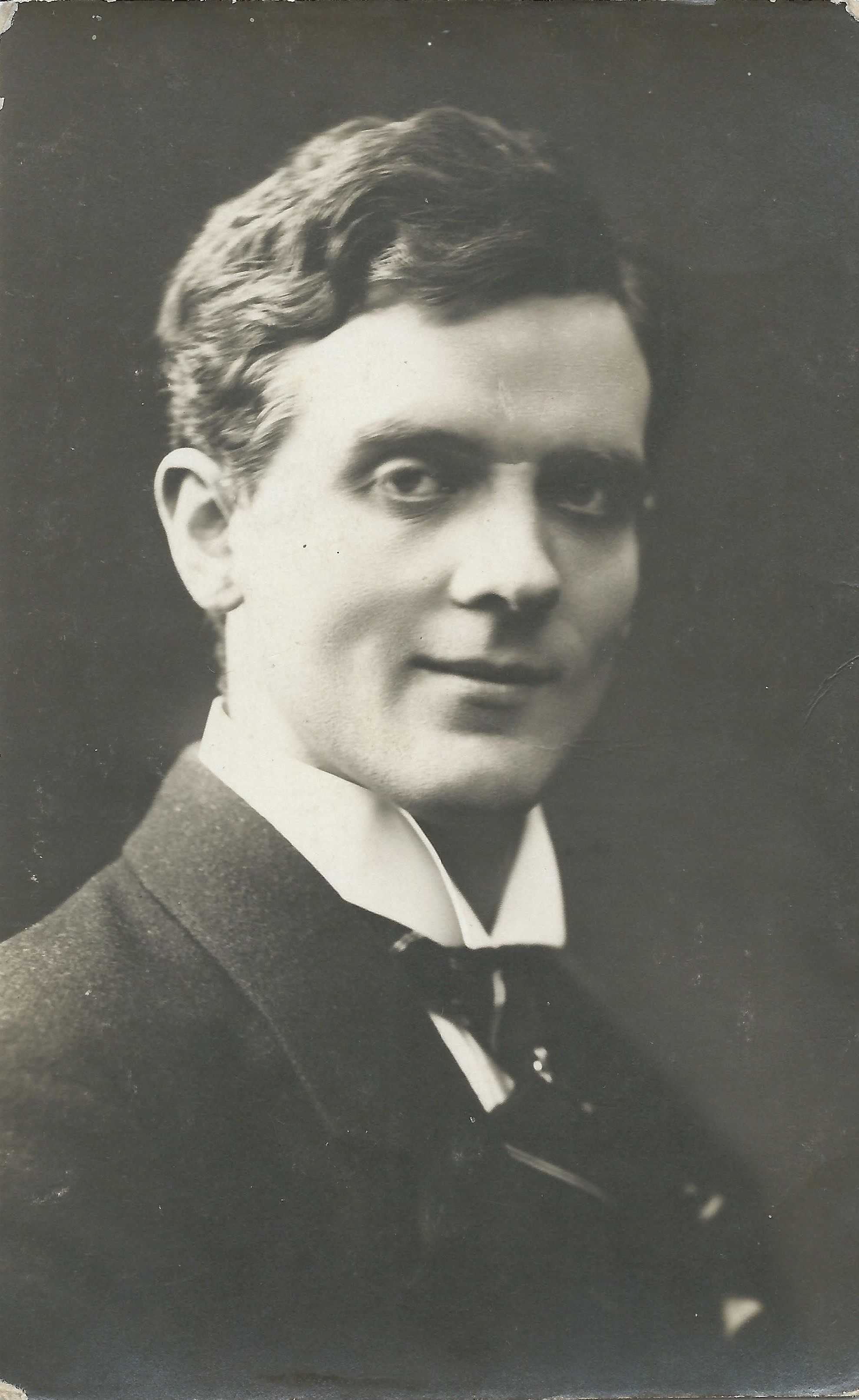
Heinrich Schlusnus; † 18. Juni

- 18. Juni: Heinrich Schlusnus, deutscher Opern- und Konzertsänger (Bariton) (* 1888)
- 24. Juni: Lodewijk Mortelmans, belgischer Musiker und Komponist (* 1868)
- 25. Juni: Luke Jordan, US-amerikanischer Blues-Gitarrist und Sänger (* 1892)
- 28. Juni: Jean Moreau, deutscher Kabarettist, Chansonnier und Schauspieler (* 1878)
- 28. Juni: Karl Peissner, deutscher Musikdirektor und Komponist (* 1890)

### Juli
- 02. Juli: Henriëtte Bosmans, niederländische Komponistin (* 1895)
- 02. Juli: Frank Welsman, kanadischer Dirigent, Musikpädagoge und Pianist (* 1873)
- 03. Juli: Raymond Pech, französischer Komponist (* 1876)
- 03. Juli: Daniel Zamudio Guerrero, kolumbianischer Komponist und Musikwissenschaftler (* 1887)
- 05. Juli: Renato Simoni, italienischer Dramatiker, Kritiker, Journalist, Regisseur und Librettist (* 1875)

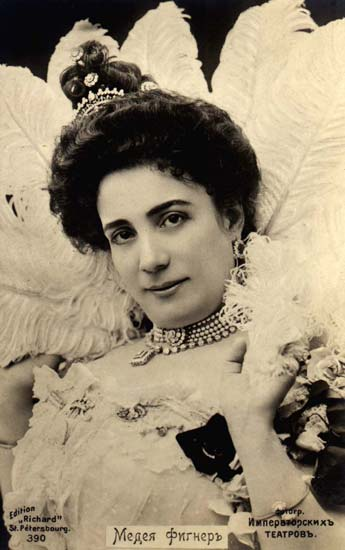
Medea Figner; † 8. Juli

- 08. Juli: Medea Figner, russische Opernsängerin (Mezzosopran und Sopran) italienischer Herkunft (* 1859)
- 10. Juli: Rued Langgaard, dänischer Komponist und Organist (* 1893)
- 22. Juli: Antonio María Valencia, kolumbianischer Komponist (* 1902)
- 25. Juli: Herbert Murrill, britischer Musiker (* 1909)

### August
- 11. August: Riccardo Martin, US-amerikanischer Tenor (* 1874)
- 14. August: Richard Wintzer, deutscher Maler, Illustrator, Komponist und Schriftsteller (* 1866)
- 18. August: Henry Expert, französischer Musikwissenschaftler (* 1863)
- 22. August: Llewela Davies, walisischer Pianist und Komponist (* 1871)
- 22. August: Hociel Thomas, US-amerikanische Blues- und Jazzmusikerin (* 1904)
- 26. August: Cläre Lotto, deutsche Tänzerin und Schauspielerin (* 1893)
- 27. August: Armand Gagnier, kanadischer Klarinettist und Dirigent (* 1895)

### September

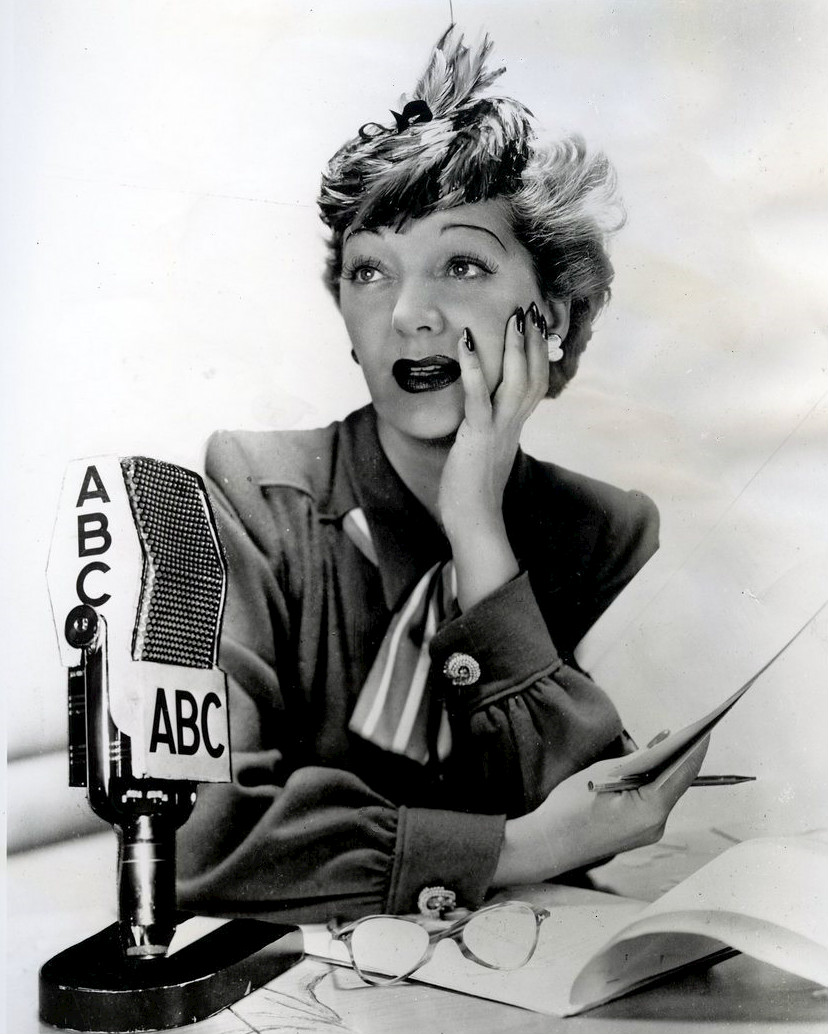
Gertrude Lawrence; † 6. September

- 03. September: Erna Alberty, deutsche Schauspielerin und Sängerin (* 1886)
- 06. September: Gertrude Lawrence, britisch-dänische Film- und Broadway-Schauspielerin (* 1898)
- 12. September: Sawai Gandharva, indischer Sänger, Schauspieler und Musikpädagoge (* 1886)
- 16. September: Vesta Tilley, britische Sängerin und Schauspielerin (* 1864)
- 18. September: Frances Alda, neuseeländische Opernsopranistin (* 1879)
- 19. September: Nat Ayer, US-amerikanischer Komponist (* 1887)
- 23. September: Karel Hoffmeister, tschechischer Pianist und Musikwissenschaftler (* 1868)

### Oktober
- 02. Oktober: Peter Loris, banatschwäbischer Kapellmeister und Komponist (* 1876)
- 08. Oktober: Curt Goldmann, deutscher Dirigent und Komponist (* 1870)
- 16. Oktober: Hans Rudolf Waldburg, österreichisch-deutscher Opernsänger, Schauspieler und Opernregisseur (* 1888)
- 17. Oktober: Oscar Geier, deutscher Komponist (* 1889)
- 17. Oktober: Adolf Petters, sudetendeutscher Konzert- und Kabarettpianist (* 1894)
- 18. Oktober: Hermann Hauser, süddeutscher Gitarrenbauer (* 1882)
- 18. Oktober: Nathan Levinson, US-amerikanischer Tontechniker (* 1888)
- 19. Oktober: Aleksander Wielhorski, polnischer Pianist und Komponist (* 1890)
- 21. Oktober: Charles Draper, britischer Klarinettist (* 1869)
- 24. Oktober: Frederick Jacobi, US-amerikanischer Komponist (* 1891)
- 25. Oktober: Sergei Eduardowitsch Bortkiewicz, russischer Komponist (* 1877)

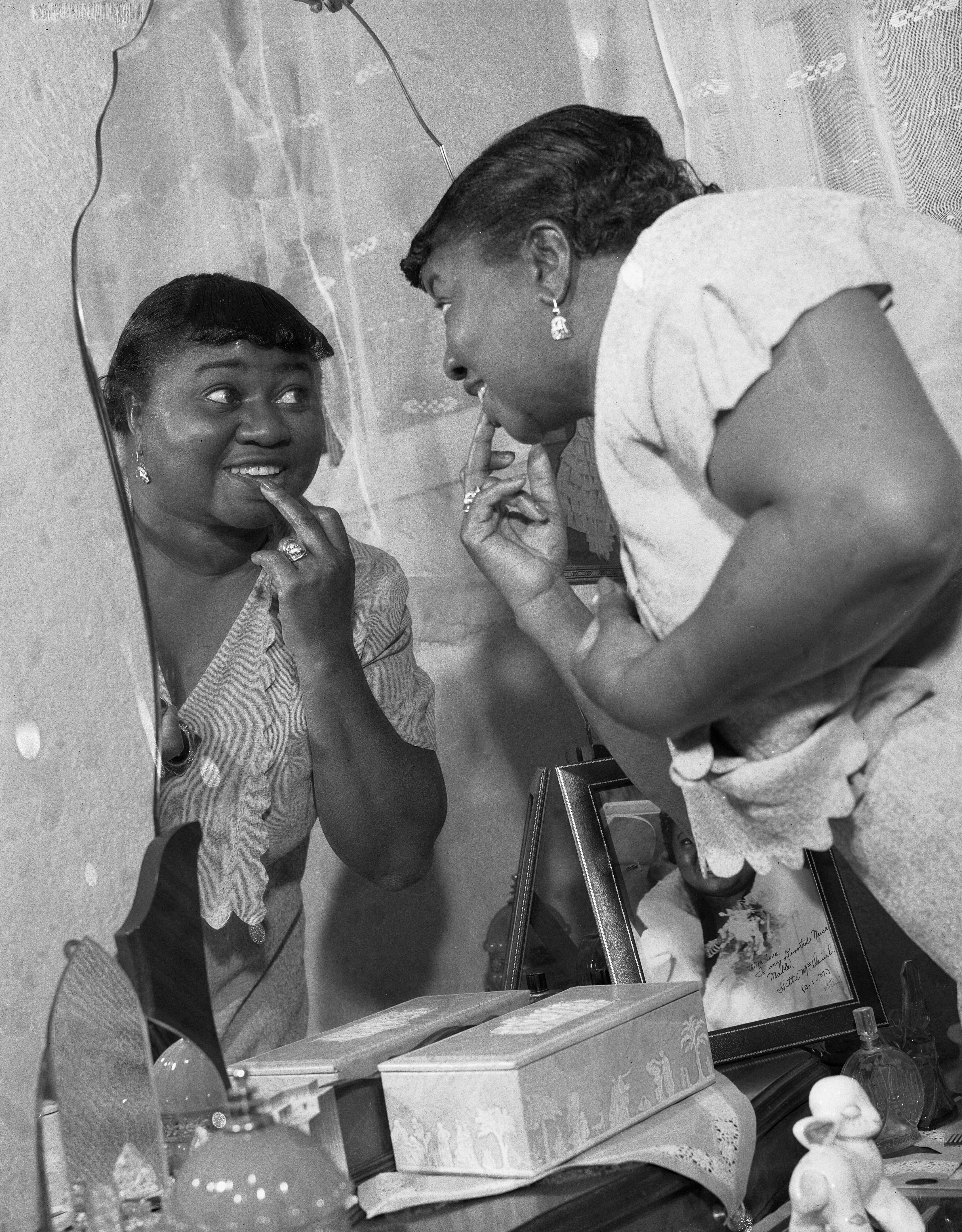
Hattie McDaniel; † 26. Oktober

- 26. Oktober: Hattie McDaniel, US-amerikanische Schauspielerin und Sängerin (* 1893)
- 31. Oktober: Adolf Chybiński, polnischer Musikwissenschaftler und -pädagoge (* 1880)

### November
- 01. November: Dixie Lee, US-amerikanische Schauspielerin und Jazzsängerin (* 1911)
- 04. November: Max Adler, US-amerikanischer Geiger, Geschäftsmann und Philanthrop (* 1866)
- 08. November: Georg Hermann Nellius, deutscher Komponist und Musikdirektor (* 1891)

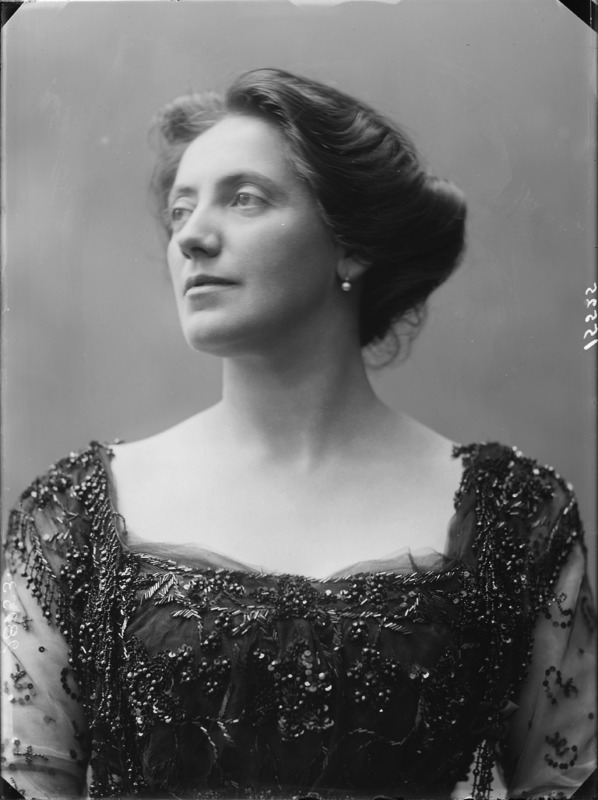
Salome Kruschelnytska; † 16. November

- 16. November: Salome Kruschelnytska, ukrainische klassische Sängerin (* 1872)
- 17. November: Charles Penrose, britischer Varieté- und Theaterkünstler (* 1873)
- 20. November: Mal Hallett, US-amerikanischer Jazz-Violinist und Bigband-Leader (* 1896)
- 23. November: Brun Campbell, US-amerikanischer Jazzpianist (* 1884)
- 23. November: Albert van Raalte, niederländischer Dirigent (* 1890)
- 25. November: Antonio Guarnieri, italienischer Dirigent, Violoncellist und Komponist (* 1880)
- 25. November: Julien-Fernand Vaubourgoin, französischer Organist, Komponist und Musikpädagoge (* 1880)
- 27. November: José Eibenschütz, deutscher Dirigent (* 1872)

### Dezember
- 04. Dezember: Rabon Delmore, US-amerikanischer Musiker und Mitglied der Delmore Brothers (* 1916)
- 05. Dezember: Imre Waldbauer, ungarischer Geiger und Musikpädagoge (* 1892)
- 08. Dezember: Pedro Sinzig, Franziskaner, brasilianischer Schriftsteller, Journalist und Komponist (* 1876)
- 14. Dezember: Fartein Valen, norwegischer Komponist (* 1887)
- 16. Dezember: Harry Losee, US-amerikanischer Choreograf (* 1901)
- 19. Dezember: Walter Jenson, deutscher Musiker, Komponist und Arrangeur (* 1902)
- 20. Dezember: Charles Ancliffe, irischer Komponist (* 1880)
- 22. Dezember: Vincas Bacevičius, litauischer Musikpädagoge, Pianist, Dirigent und Komponist (* 1875)
- 22. Dezember: Jenny Pohlner, österreichische Sängerin (* 1868)
- 25. Dezember: Jo Knümann, deutscher Pianist und Komponist von Unterhaltungsmusik (* 1895)
- 25. Dezember: Bernardino Molinari, italienischer Dirigent (* 1880)
- 26. Dezember: Paul Breisach, österreichisch-amerikanischer Dirigent (* 1896)
- 28. Dezember: Fletcher Henderson, US-amerikanischer Jazz-Pianist, Bandleader und Komponist (* 1897)
- 30. Dezember: Willie Brown, US-amerikanischer Blues-Musiker (* 1900)
- 30. Dezember: Nakayama Shimpei, japanischer Liederkomponist (* 1887)
- 31. Dezember: Mel Stitzel, deutsch-amerikanischer Pianist (New Orleans Rhythm Kings) (* 1902)
- 00. Dezember: Montéhus, französischer Autor und Sänger (* 1872)

### Genaues Todesdatum unbekannt
- Tryphosa Bates-Batcheller, US-amerikanische Konzertsängerin (* 1876)
- Bernardo Lacasia, chilenischer Jazzmusiker (* 1905)
- Red Newman, kanadischer Komiker und Sänger (* 1887)
- Joseph Peslmüller, deutscher Bassist und Kapellsänger (* 1866)
- Edgar Richter, österreichischer Sänger (* 1882)
- Sofia Spanoudi, griechische Pianistin, Musikpädagogin, -kritikerin und -wissenschaftlerin (* 1878)
- John Winiarz, kanadischer Komponist und Musikpädagoge